# السياحة في بنغلاديش
السياحة في بنغلاديش تشمل في بنغلاديش: مواقع التراث العالمي والمعالم التاريخية والمنتجعات، والشواطئ، وأماكن التنزه، والغابات، والشعوب القبلية والحياة البرية من مختلف الأنواع. وتشمل الأنشطة السياحية: الصيد بالصنارة، والتزلج على الماء، والرحلات النهرية، والمشي لمسافات طويلة، والتجديف، واليخوت، والذهاب إلى الشاطئ، والاستحمام البحري.
وفي الجزء الشمالي من البلاد، والذي يضم إقليم رنكبور، وراجشاهي، توجد مواقع أثرية عدة، منها: مدينة المعبد بوثيا في راجشاهي؛ أكبر وأقدم موقع أثري، ماهاستانجار في بوغرا؛ أكبر دير بوذي، سومابورا ماهافيهارا في ناوجاون ؛ أكثر معبد هندوسي مزخرف من الفخار، معبد كانتاجي، والعديد من راجباريس أو قصور زميندار القديمة.
وفي الجزء الجنوبي الشرقي من إقليم جاتجام (شيتاغونغ)، توجد العديد من المناطق الطبيعية والجبلية مثل: تلال جاتجام، بالإضافة إلى الشواطئ الرملية البحرية. الشاطئ الأكثر شهرة في مستوطنة كوكس بازار، هو منافس على لقب أطول شاطئ رملي بحري متواصل في العالم.
وفي الجزء الجنوبي الغربي، وخاصة إقليم كهلنا، توجد غابات سونداربانس، والتي تعد أكبر غابات المانغروف في العالم، حيث يعيش النمر الملكي البنغالي والغزلان المرقطة. وتعد المساجد الستين ذات القباب ذات الأهمية التاريخية والمعمارية في باجيرهات من بين المواقع البارزة. في الجزء الشمالي الشرقي من مقاطعة سلهت، هناك سجادة خضراء من نباتات الشاي على التلال الصغيرة. كما أن الغابات الطبيعية المحمية، تعتبر مناطق جذب سياحية رائعة. كما أن الطيور المهاجرة في الشتاء جميلة أيضًا، وخاصة في مناطق الهاور.
تقوم وزارة السياحة، ووزارة الطيران المدني بوضع السياسات الوطنية لتنمية وترويج السياحة في البلاد. وتواصل الوزارة أيضًا تنفيذ حملة "بنغلاديش الجميلة". وقد شكلت حكومة بنغلاديش وحدة شرطة سياحية، من أجل حماية السياح المحليين والأجانب بشكل أفضل، والعناية بالطبيعة والحياة البرية في الأماكن السياحية.

## التأثير الاقتصادي
أفاد المجلس العالمي للسفر والسياحة في عام 2013م، أن صناعة السفر والسياحة في بنغلاديش، وفرت بشكل مباشر حوالي 1,281,500 فرصة عمل في عام 2012م، أو ما يعادل 1.8% من إجمالي العمالة في البلاد، مما جعل بنغلاديش في المرتبة 102 من بين 178 دولة حول العالم. بلغ إجمالي الوظائف المباشرة وغير المباشرة في قطاع السياحة حوالي 2,714,500 وظيفة، أو ما يعادل 3.7% من إجمالي العمالة في البلاد. وتوقع المجلس العالمي للسفر والسياحة، أنه بحلول عام 2023م، سوف توفر السياحة والسفر بشكل مباشر حوالي 1,785,000 فرصة عمل، وتدعم إجماليًا قدره 3,891,000 فرصة عمل، أو ما يعادل 4.2% من إجمالي العمالة في البلاد. وهذا الأمر من شأنه أن يمثل معدل نمو سنوي في الوظائف المباشرة بنسبة 2.9%. وقد ساهم الإنفاق المحلي بنسبة 97.7% من الناتج المحلي الإجمالي للسفر والسياحة المباشرة في عام 2012م. التصنيف العالمي لبنغلاديش في عام 2012م من حيث المساهمة المباشرة للسفر والسياحة في الناتج المحلي الإجمالي، كنسبة مئوية من الناتج المحلي الإجمالي، كان 142 من أصل 176.
- في عام 2019م، زار بنغلاديش 323 ألف سائح. وهذا العدد منخفض للغاية مقارنة بعدد السكان الإجمالي. اعتبارًا من 22 مايو 2019م، بلغ إجمالي عدد السكان المحليين 166،594،000 نسمة. وهذا يعطي نسبة سائح واحد لكل 515 من السكان المحليين.[5]

## إقليم جاتجام

### كوكس بازار

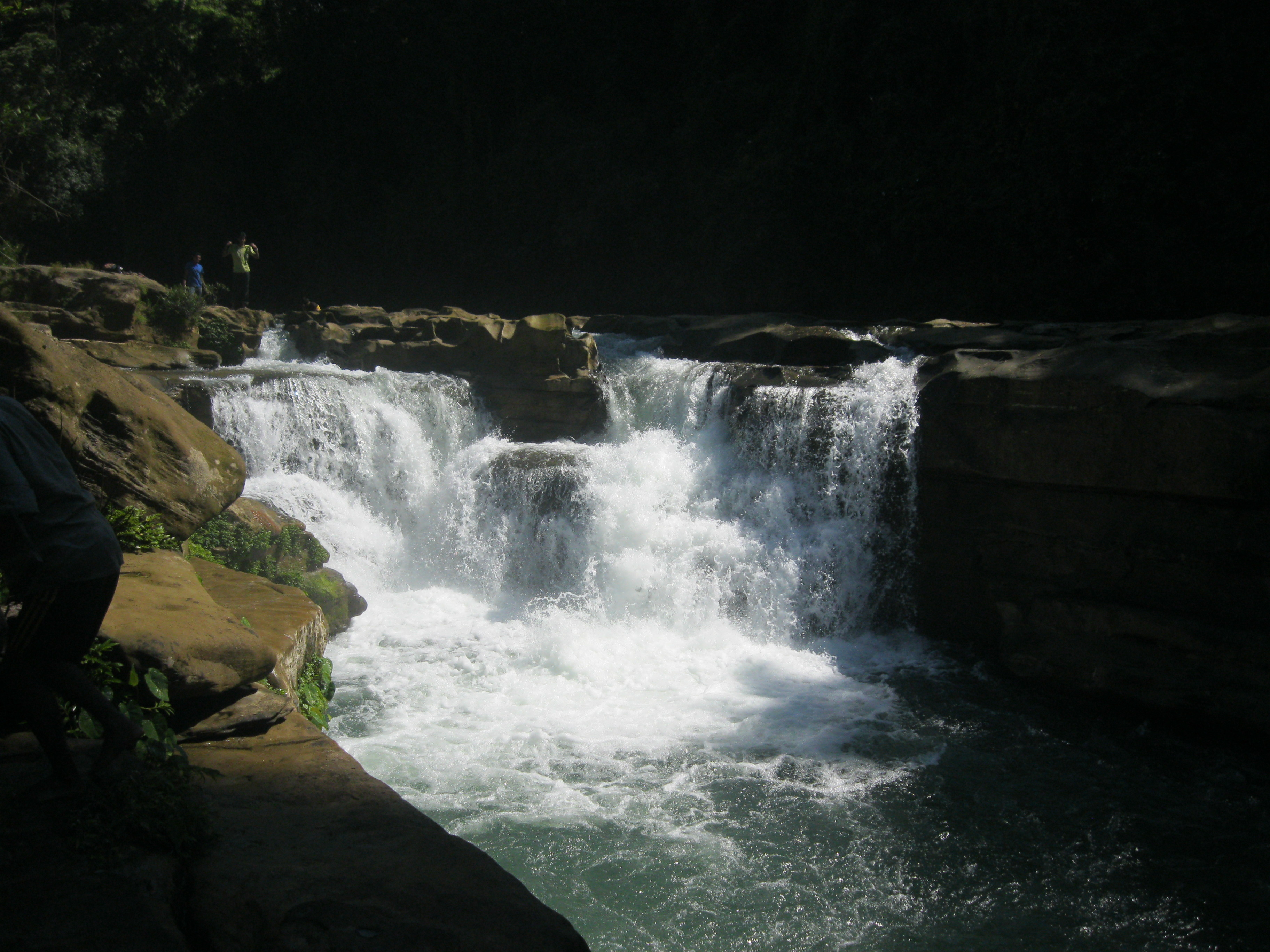
شلالات نافا خم ، بندربان جاتجام
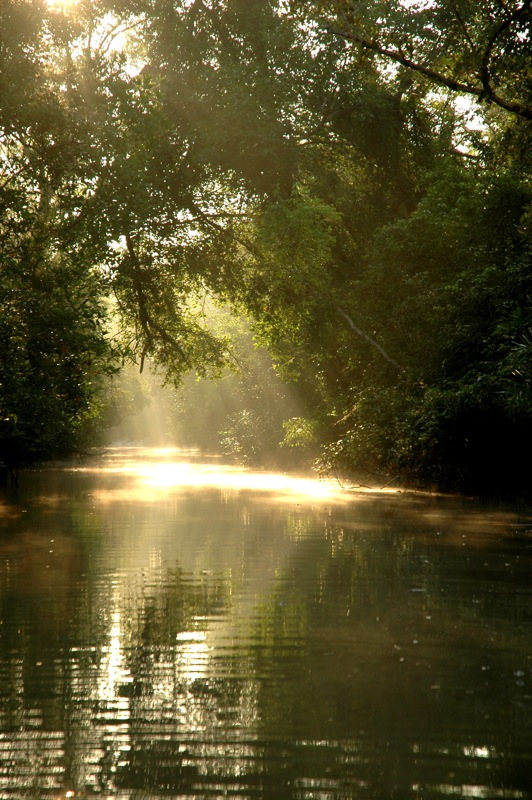
سونداربانس ، أكبر غابات المانغروف
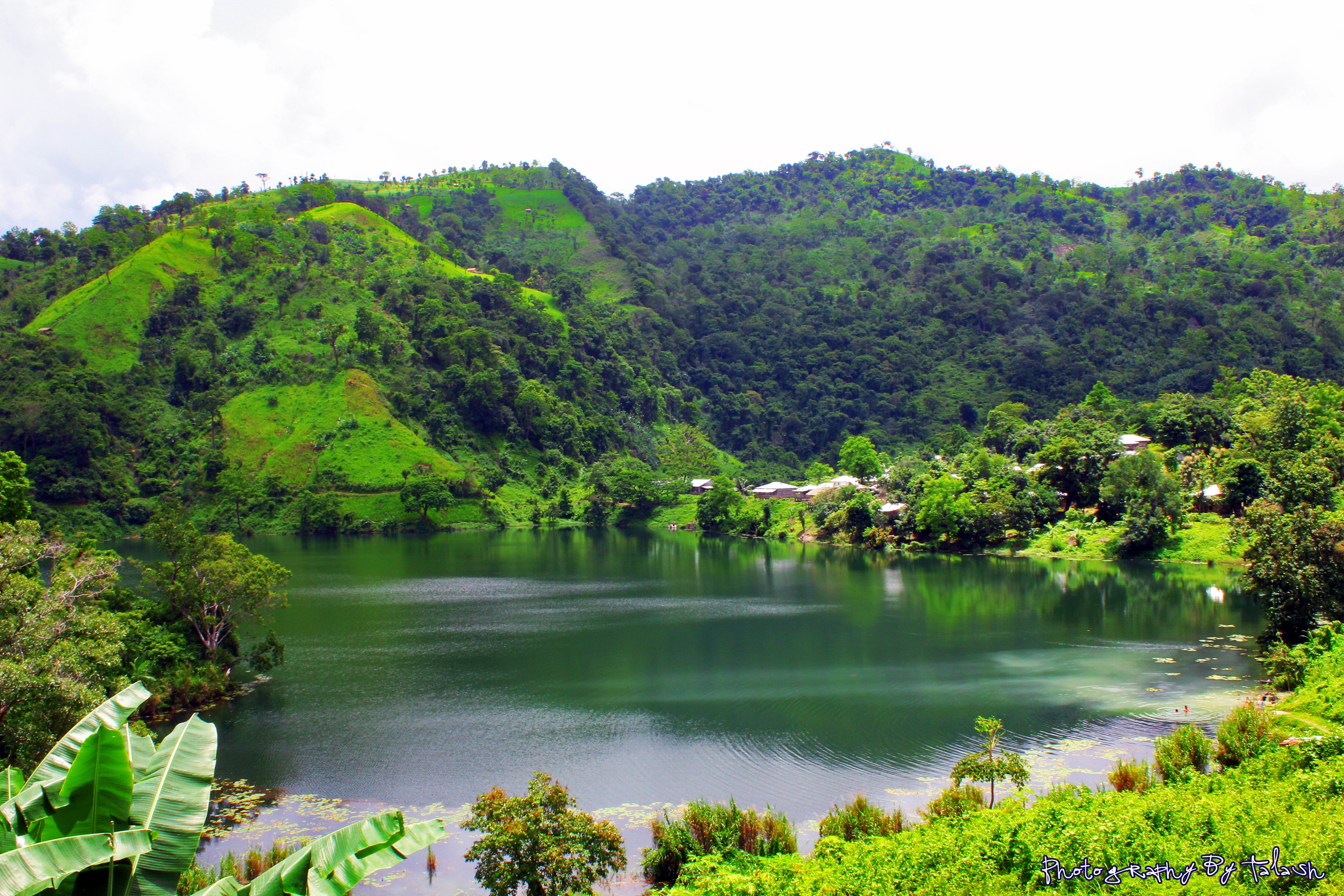
بحيرة بوغا في بندربان جاتجام
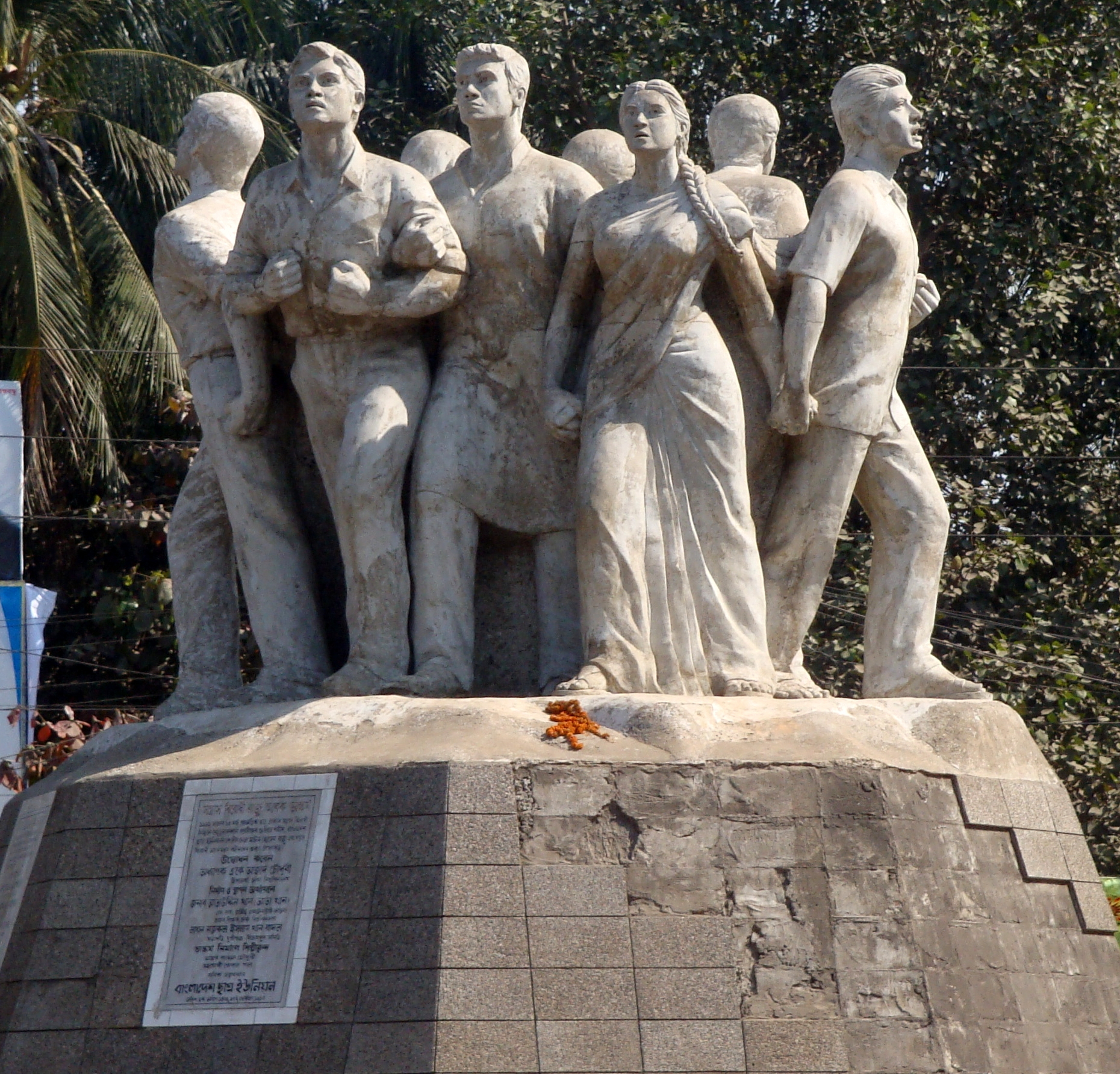
جامعة راجو بهاسكورجو دكا
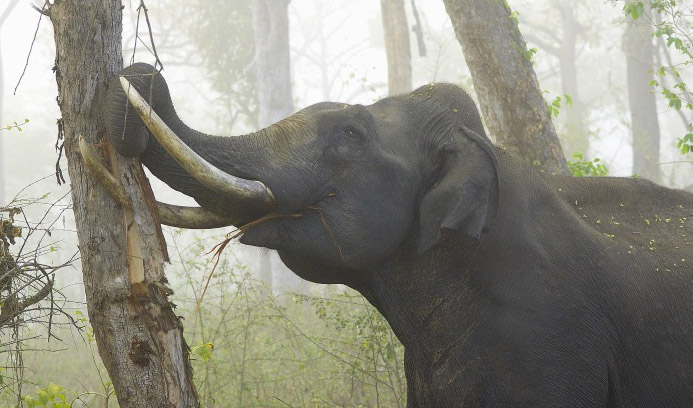
الفيل الآسيوي، يمكن رؤيته في جاتجام
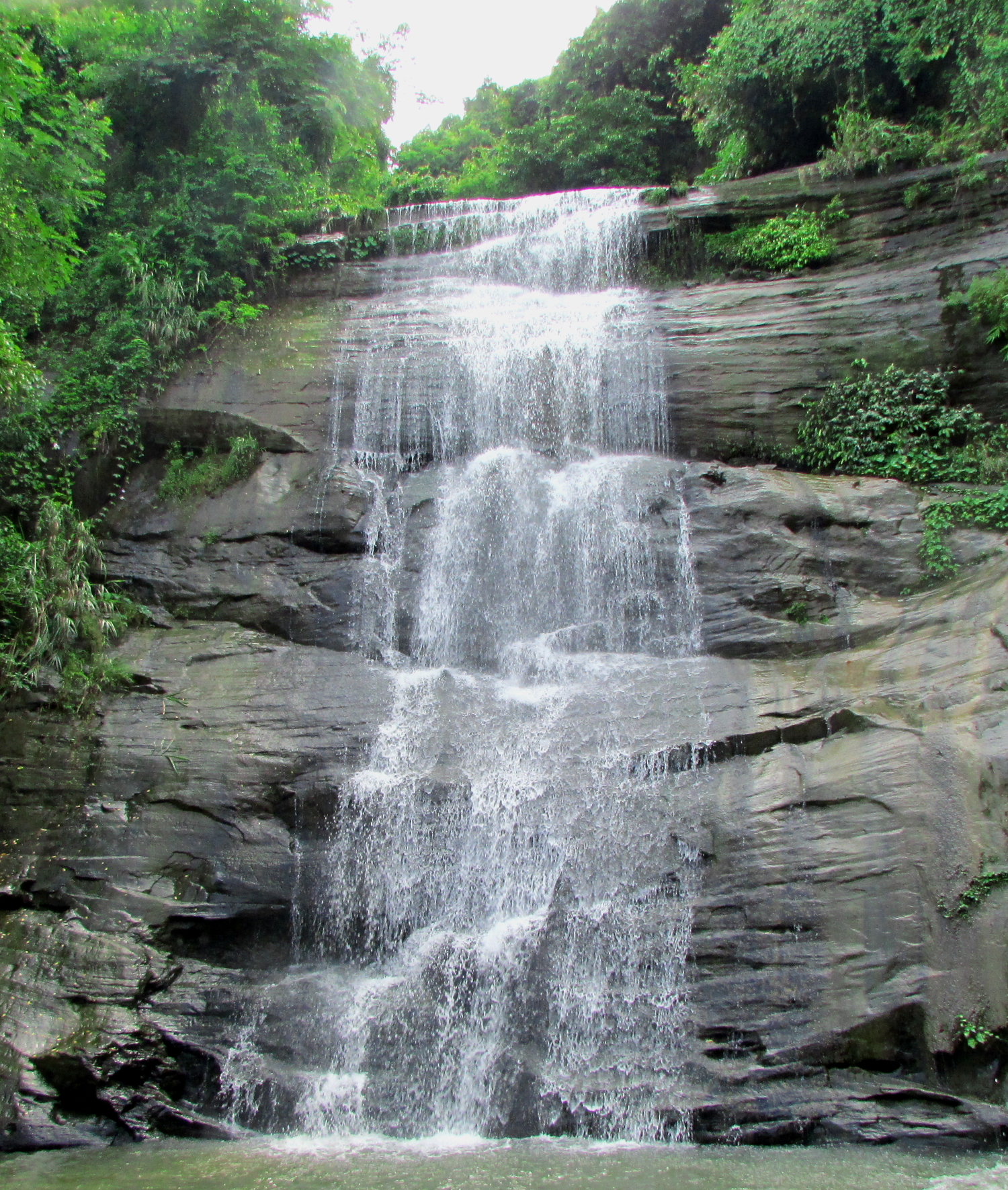
شلال خوياشورا، جاتجام
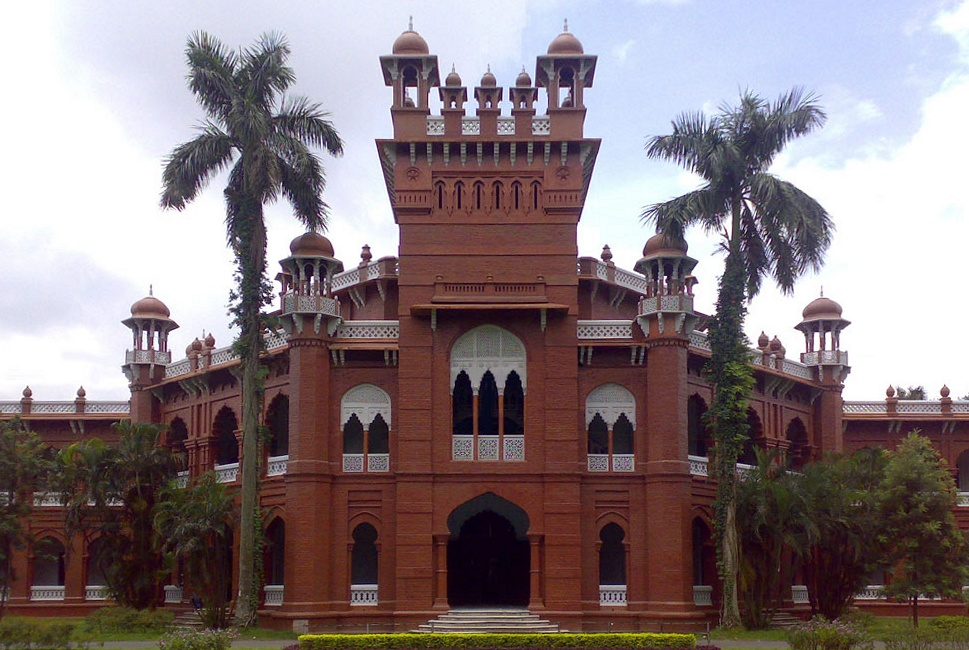
قاعة كيرزون في جامعة دكا
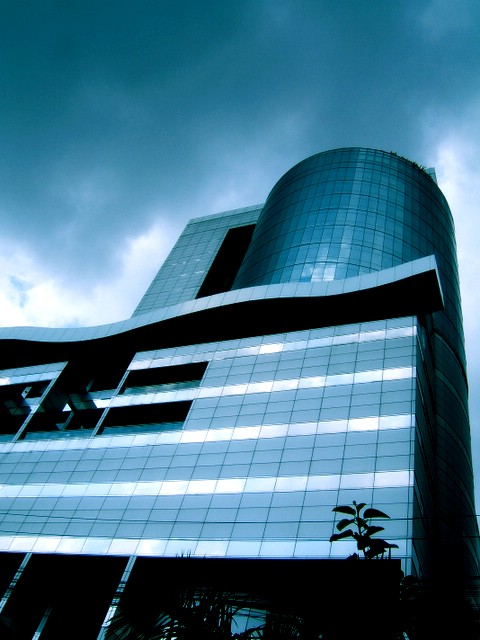
مدينة باشوندهارا، أحد أكبر مراكز التسوق في جنوب آسيا
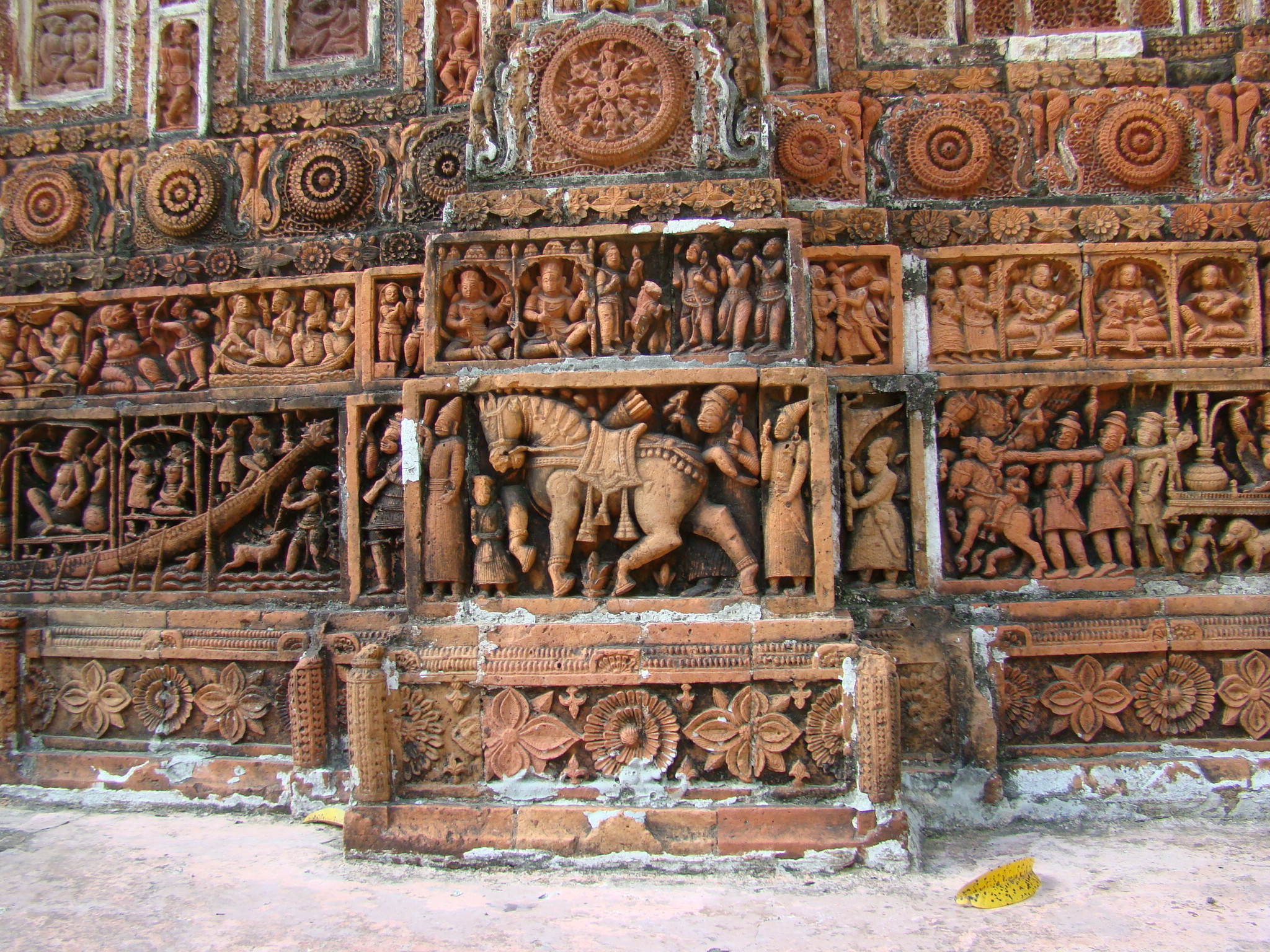
تصاميم من الفخار خارج معبد كانتاجيو، ديناجبور
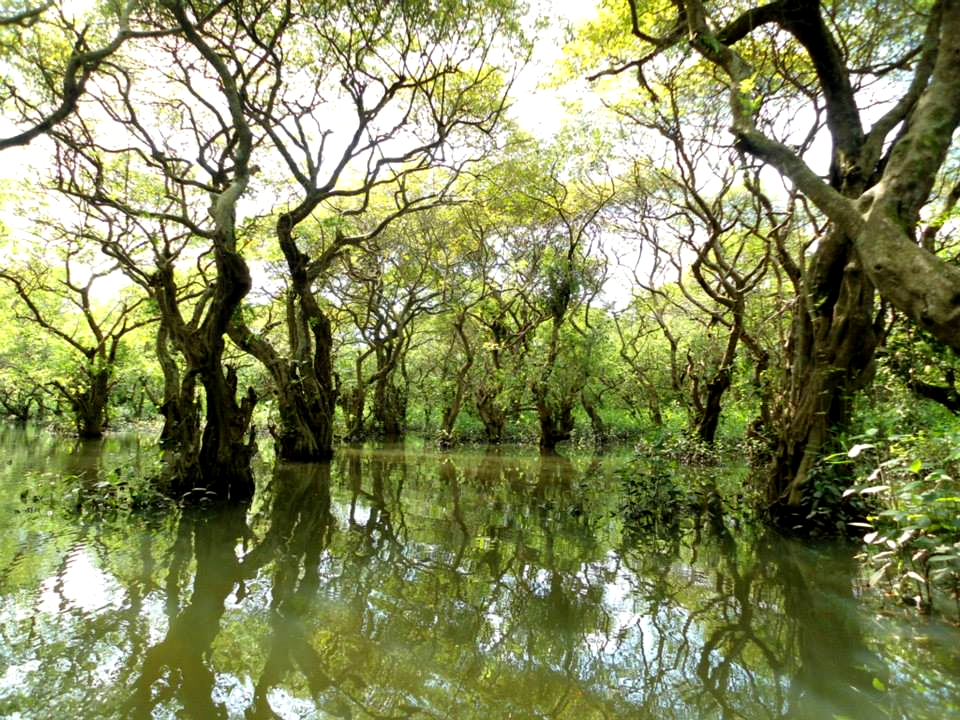
غابة مستنقع راتارجول، سلهت
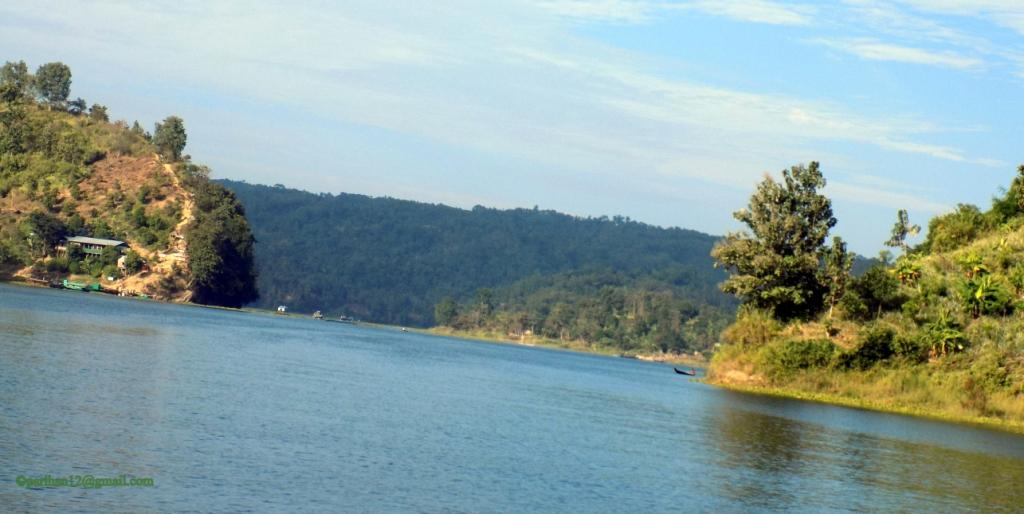
بحيرة رانجاماتي كابتاي، جاتجام
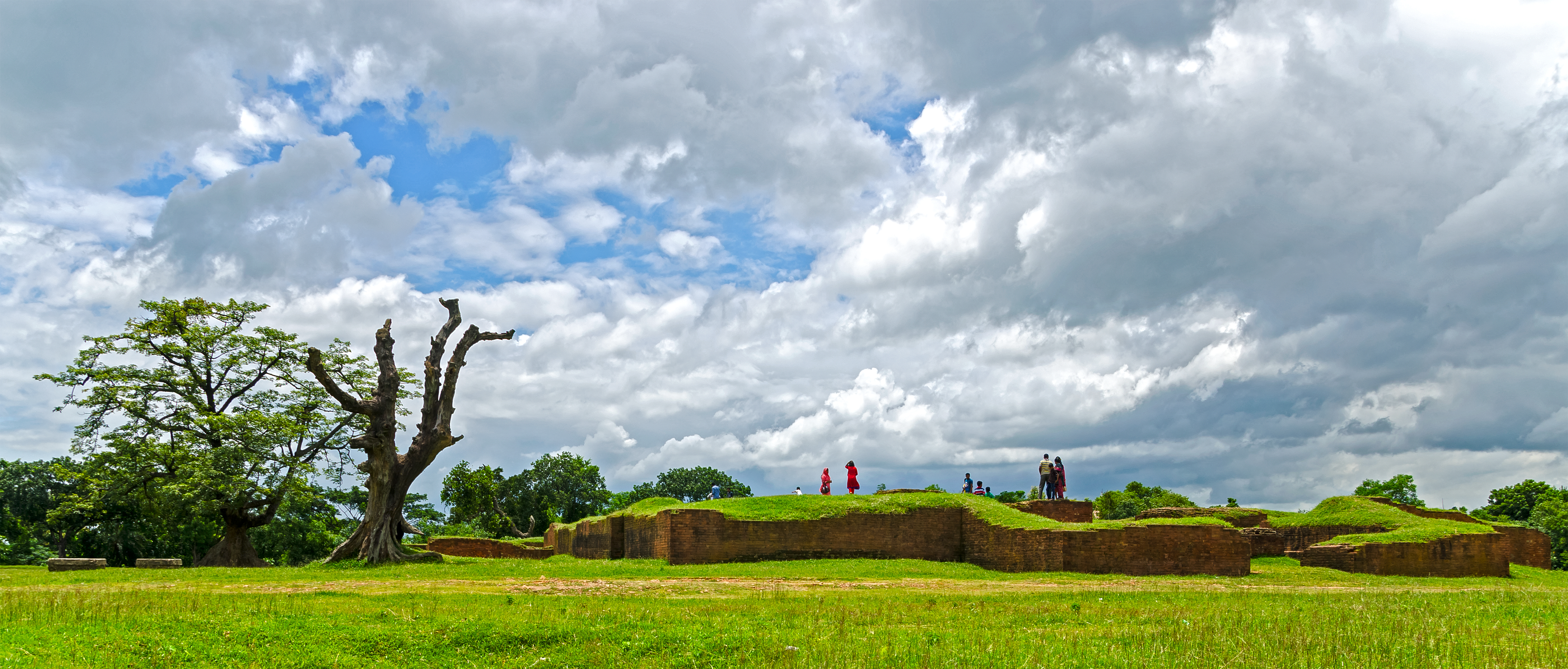
مايناماتي، كوميلا
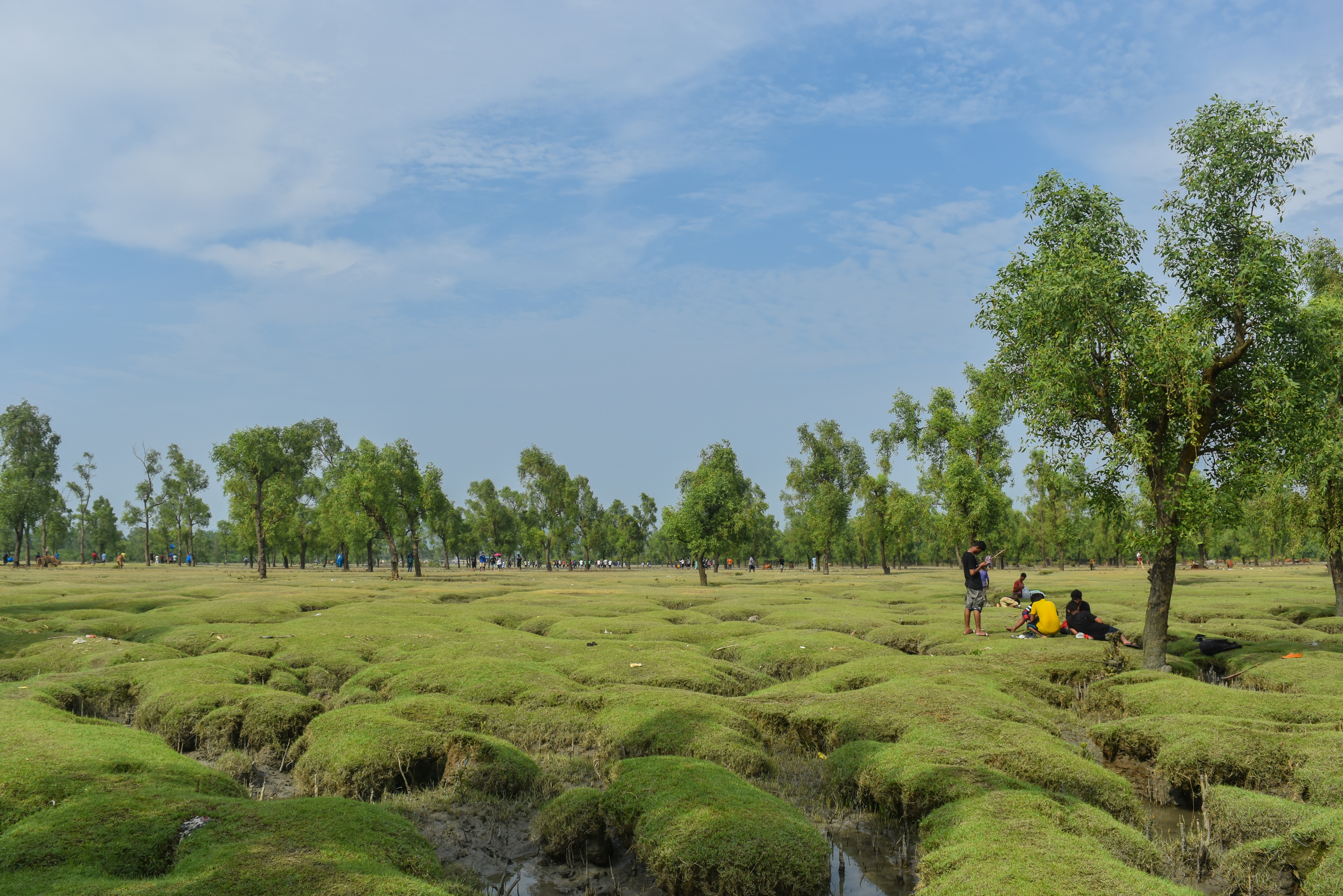
شاطئ جولياكالي البحري، جاتجام

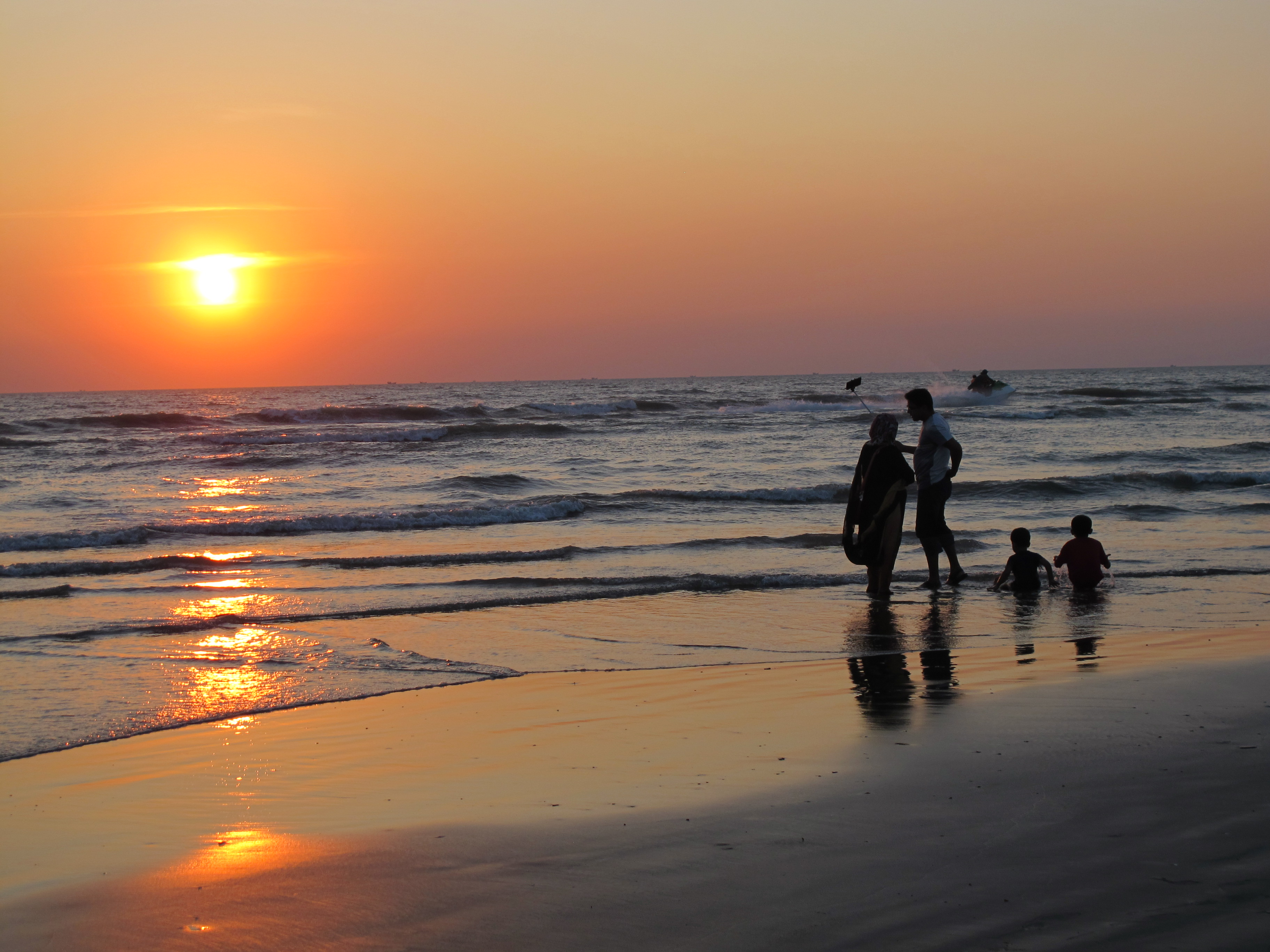
غروب الشمس في كوكس بازار

كوكس بازار هي مدينة ساحلية، وميناء صيد ومقر منطقة في بنغلاديش. تشتهر بشاطئها الرملي الواسع والطويل، والذي يعتبره الكثيرون أطول شاطئ رملي طبيعي في العالم. حيث يبلغ طول الشاطئ في كوكس بازار 125 كيلومتر (78 ميل).
الشاطئ الرملي للبحر، ذو منحدر لطيف. تبلغ مساحته 152 كيلومتر (94 ميل) جنوب ميناء جاتجام. وتُعرف كوكس بازار أيضًا باسم بانوا، والذي يعني بالترجمة الحرفية "الزهرة الصفراء". وكان اسمها القديم الآخر "بالونجكي".

### جزيرة سانت مارتن

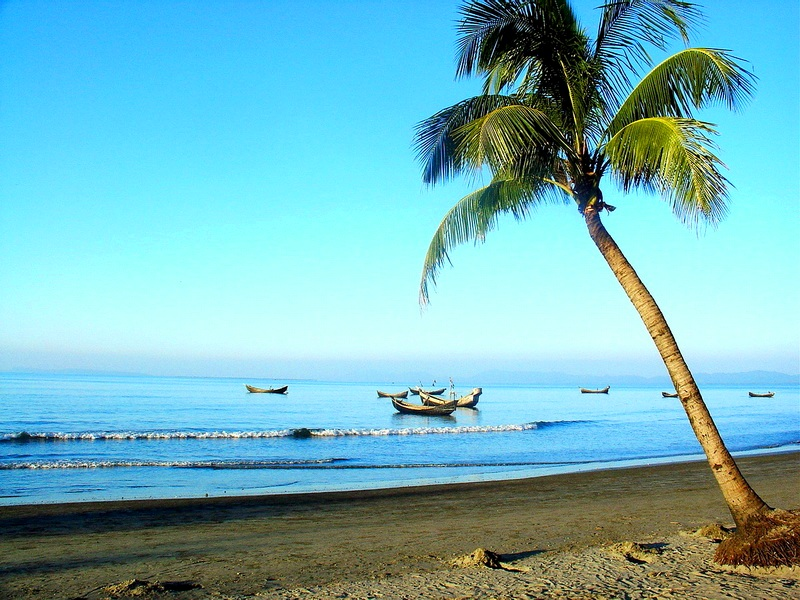
منظر الشاطئ في جزيرة سانت مارتن

جزيرة سانت مارتن هي جزيرة صغيرة، تبلغ مساحتها 8 كم2 فقط، وتقع في الجزء الشمالي الشرقي من خليج البنغال، على بعد حوالي 9 كم من ساحلها الشرقي جنوب طرف شبه جزيرة كوكس بازار-تيكناف، وتشكل الجزء الجنوبي من بنغلاديش. وهناك أيضًا جزيرة صغيرة مجاورة تنفصل عند ارتفاع المد، وتسمى جزيرة تشيرا. وتقع على بعد حوالي 8كم غرب الساحل الشمالي الغربي لميانمار، عند مصب نهر ناف. بدأ الاستيطان الأول فيها منذ 250 عامًا فقط من قبل بعض البحارة العرب، الذين أطلقوا على الجزيرة اسم "زاجيرا". وأثناء الاحتلال البريطاني، أُطلق على الجزيرة اسم جزيرة سانت مارتن. الأسماء المحلية للجزيرة هي "ناريكال غنغيرا"، ومكتوبة أيضًا "ناريكال جينجيرا"، والتي تعني "جزيرة جوز الهند" باللغة البنغالية، و"داروتشيني ديب". وهي تعد الجزيرة المرجانية الوحيدة في بنغلاديش.
يوجد في مدينة جاتجام (شيتاغونغ) العديد من الفنادق الخاصة الراقية مثل: فندق أجراباد، وفندق ويل بارك ريزيدنس، وفندق بينينسولا شيتاغونغ، وفندق هاربور فيو، وفندق ميريديان، وفنادق وأجنحة أفينيو.
تعد فنادق ماريوت الدولية JW Marriott، وويستن Westin، و راديسون Radisson Blu من بين الفنادق الخمس نجوم القادمة في مدينة . جاتجام

### محطة تشاندبور موهونا بورو تشاندبور

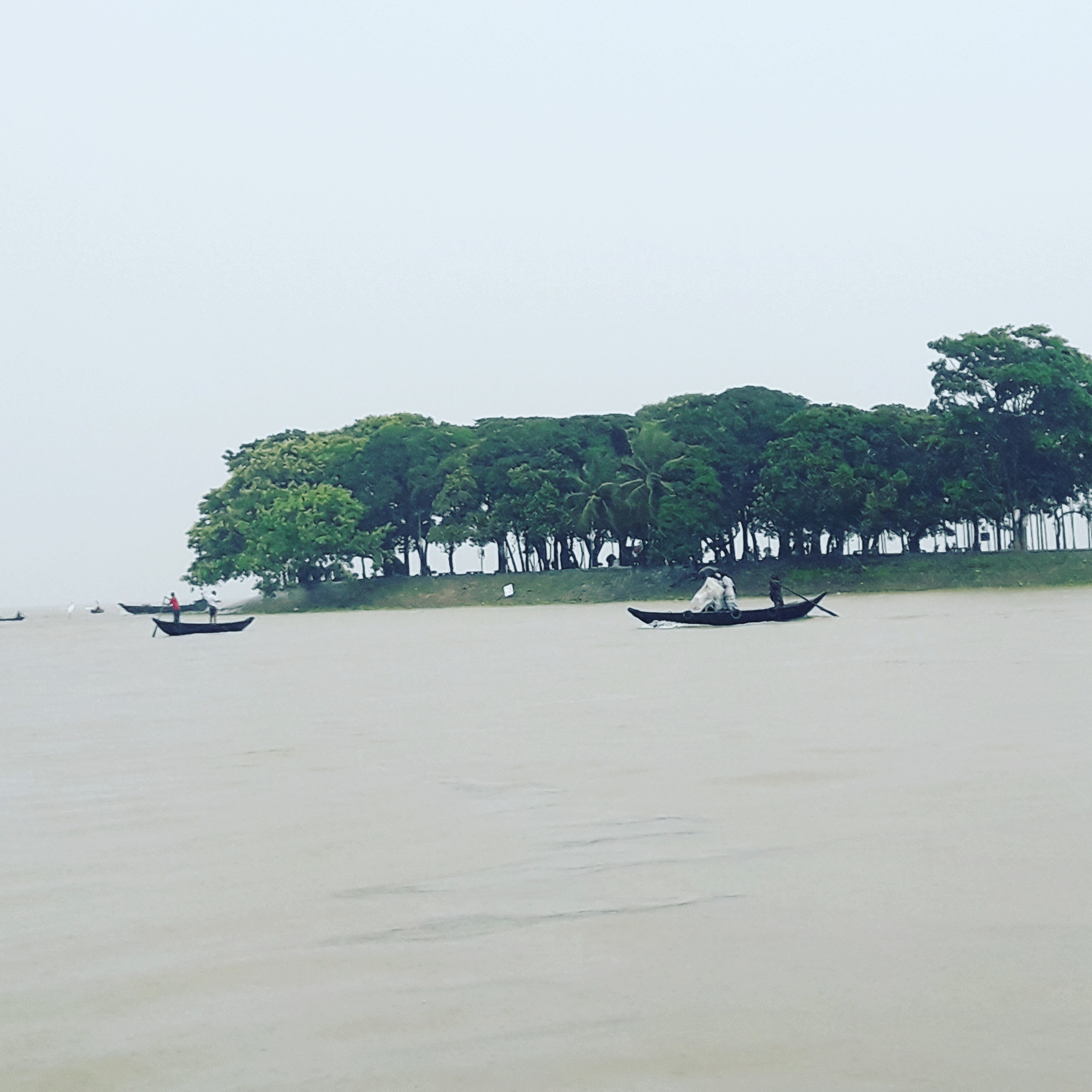
محطة بورو

### وادي ساجيك

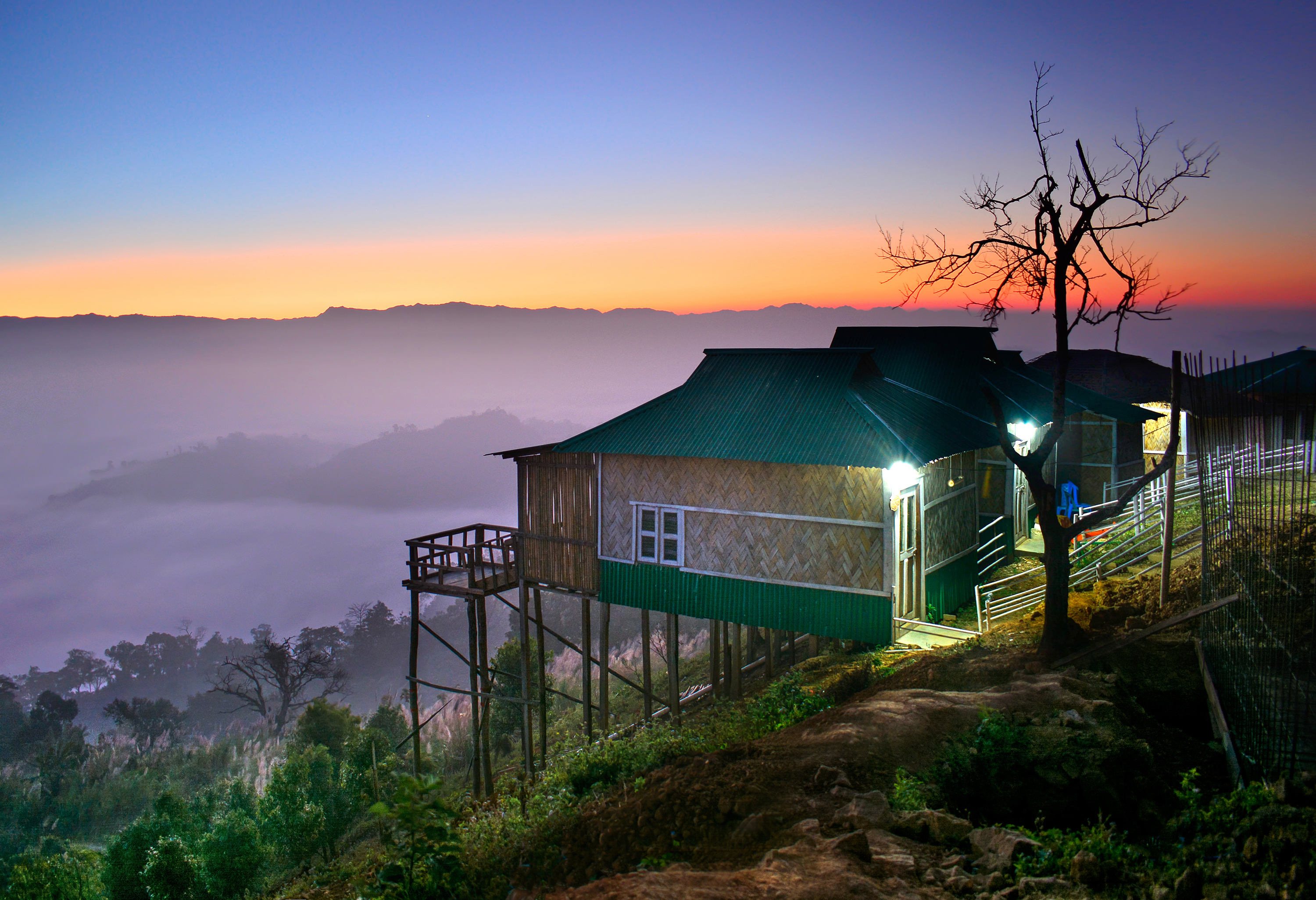
أعلى قمم وادي ساجيك

وادي ساجيك، هو منطقة سياحية ناشئة في بنغلاديش، يقع بين تلال سلسلة جبال كاسالونج في اتحاد ساجيك، أوبازيلا باغيتشاري في منطقة رانجاماتي، جاتجام. ويقع الوادي على ارتفاع 1476 قدمًا، أي ما يعادل (450 مترًا) فوق مستوى سطح البحر. يُعرف وادي ساجيك باسم ملكة التلال، وسقف رانجاماتي. اسم وادي ساجيك جاء من نهر ساجيك الذي ينبع من نهر كارنافولي. يشكل نهر ساجيك حدودًا بين بنغلاديش والهند.

### منطقة باندربان

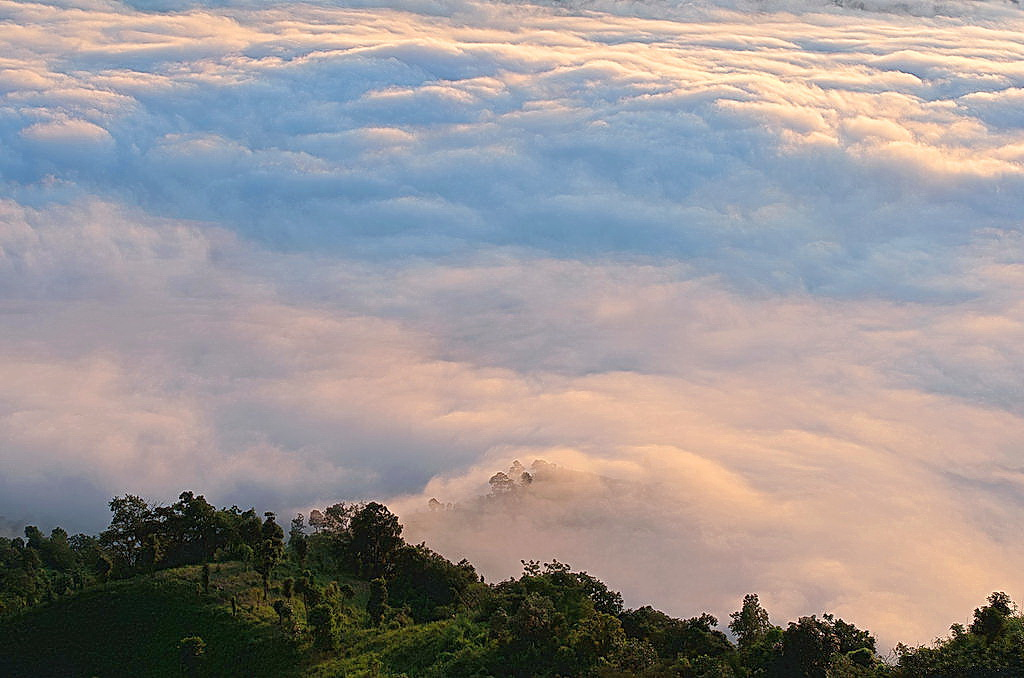
نيلغيري، باندربان

باندربان، هي منطقة تقع في جنوب شرق بنغلاديش، وجزء من جاتجام. ويعتبر العديد من السياح، أن بندربان هي واحدة من الوجهات السياحية الأكثر جاذبية في بنغلاديش. بندربان (بمعنى سد القرود )، أو في لغة مارما أو أراكان باسم "روا-داو مرو" تُعرف أيضًا باسم أرفومي أو دائرة بوهمونغ (من بين بقية مناطق التلال الثلاث، رانجاماتي هي دائرة تشاكما، وراجا ديفاسيش روي، وخاجراتشاري هي دائرة مونغ، وراجا ساتشينجبرو مارما). مدينة باندربان هي مسقط رأس رئيس دائرة بومونغ (الملك الحالي، أو راجا، يو تشو برو مارما) وهو رئيس سكان مارما. وهي أيضًا المقر الإداري لمنطقة باندربان، التي تحولت إلى واحدة من أكثر مناطق الجذب السياحي غرابة في بنغلاديش.

### رانجاماتي

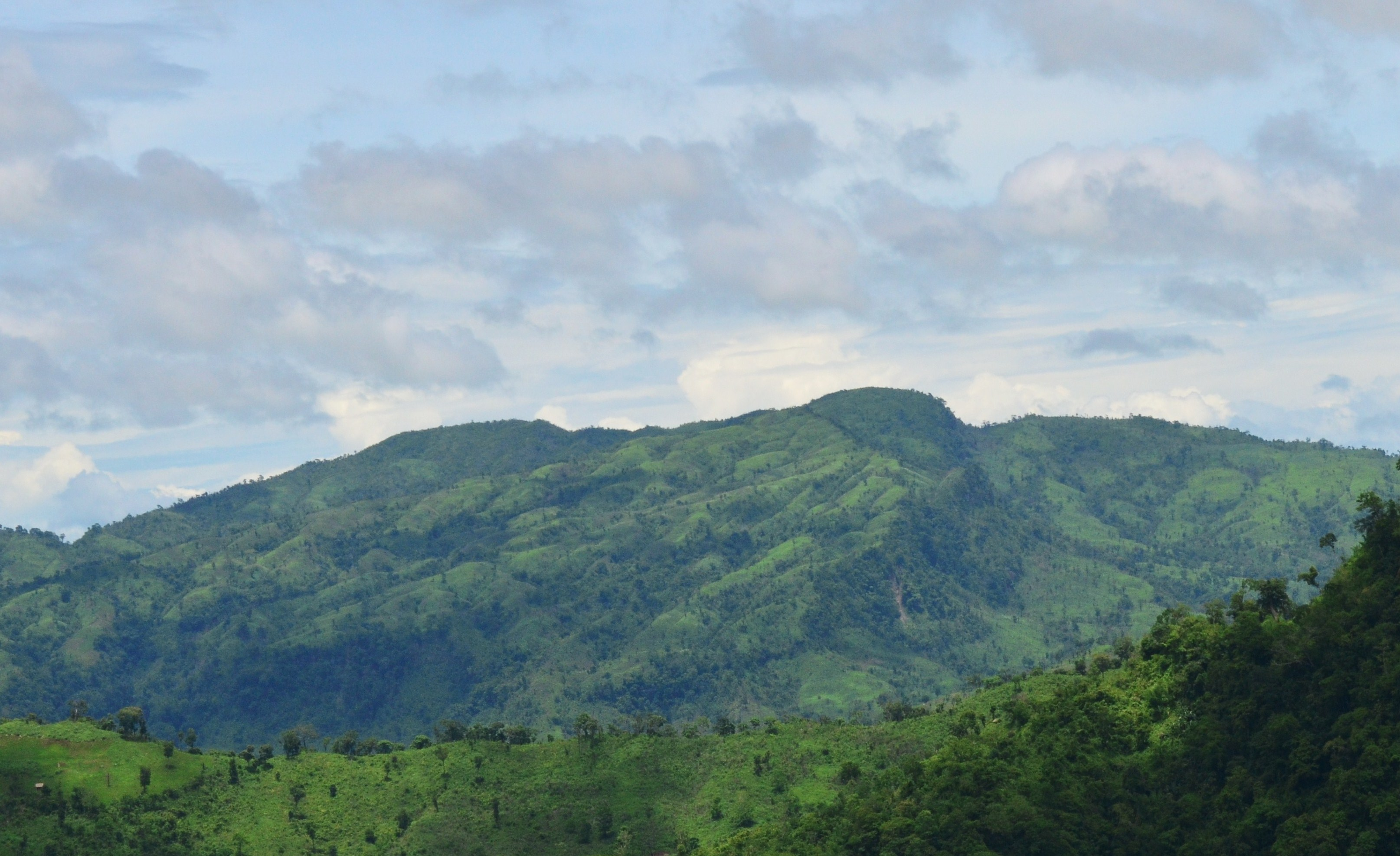
دوم لونغ، أعلى جبل في رانجاماتي

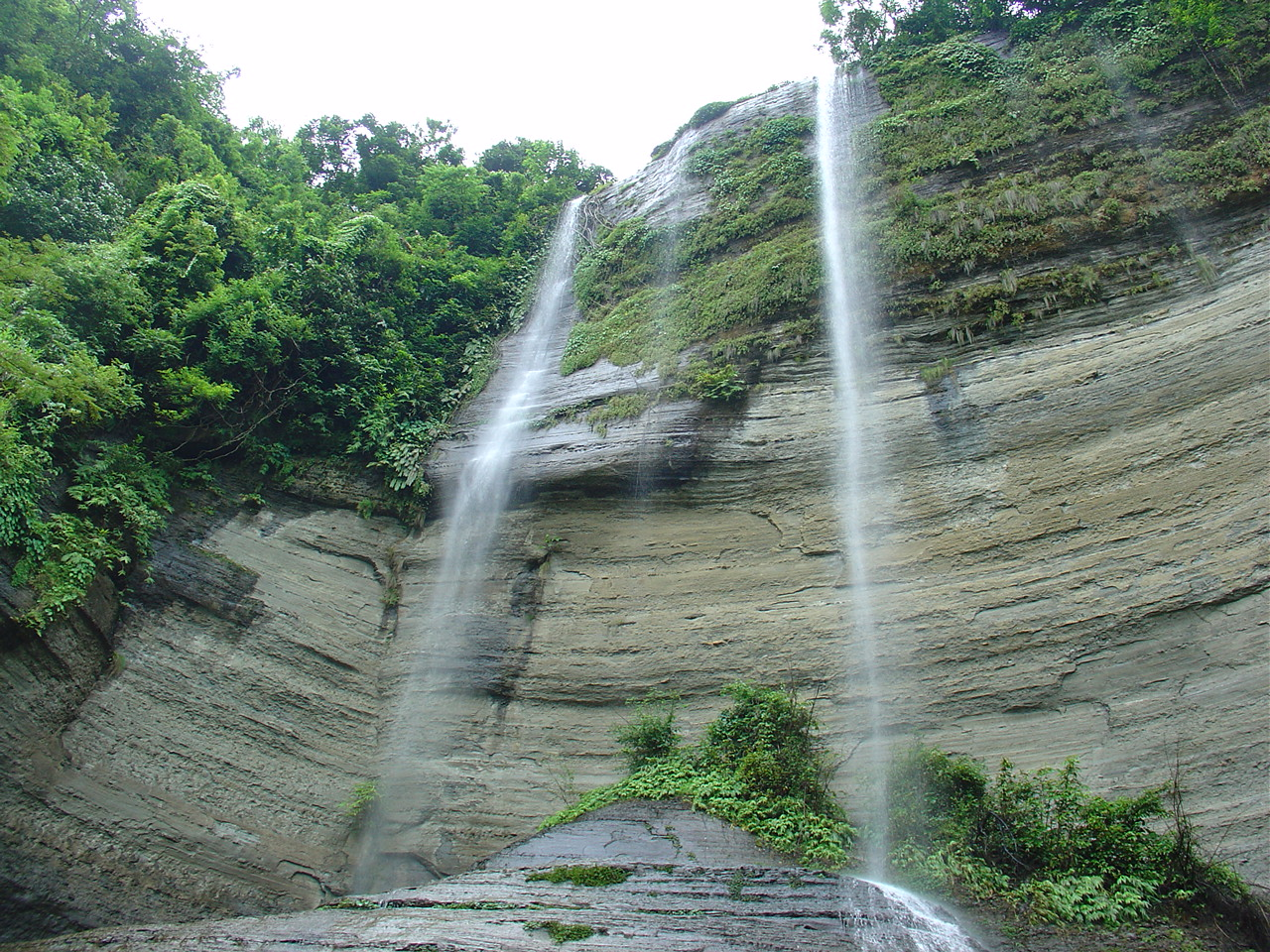
شلال شوبهالانج، رانجاماتي

رانجاماتي، هو المقر الإداري لمنطقة رانجاماتي هيل في جاتجام. تعد بحيرة كابتاي، والجسر المعلق، وغابة بابلاكالي المحمية من بين الأماكن البارزة التي يمكنك زيارتها في رانجاماتي.

### منطقة خاجراتشاري
خاجراتشاري، هي منطقة في جنوب شرق بنغلاديش. وهي جزء من جاتجام. اسمها المحلي هو "تشنغمي". تُعرف خاجراشاري أيضًا باسم فالانج هتاونج، أو دائرة مونج (من بقية مناطق التلال الثلاث رانجاماتي هي دائرة تشاكما، وبندربان هي دائرة بوهمونج). تشمل الوجهات السياحية في خاجراتشاري كهف ألوتيلا، وشلال ريتشانج، وتمثال بوذا يونغيد بيهار، وشلال ديغينالا تودوشوري.

### شاطئ باتينجا
شاطيء باتينجا، هو شاطئ بحري، يقع جنوب مدينة جاتجم. بالقرب من مصب نهر كارنافولي. باتينجا هي منطقة سياحية شهيرة. ويقع الشاطئ على مقربة من الأكاديمية البحرية البنجلاديشية التابعة للبحرية البنجلاديشية، ومطار شيتاغونغ شاه أمانات الدولي. عرض الشاطيء ضيق، ولا ينصح بالسباحة في بحره. وقد تم بناء جزء من شاطئ البحر بجدران خرسانية، وتم وضع كتل كبيرة من الحجارة بهدف منع التآكل. ظهرت خلال التسعينيات من القرن العشرين، مجموعة كبيرة من المطاعم، والأكشاك حول منطقة الشاطئ. وقد ساهمت إضاءة المنطقة في تعزيز الجانب الأمني للزيارة ليلاً. وهي محاطة بأحجار كبيرة لحمايتها من التسونامي.

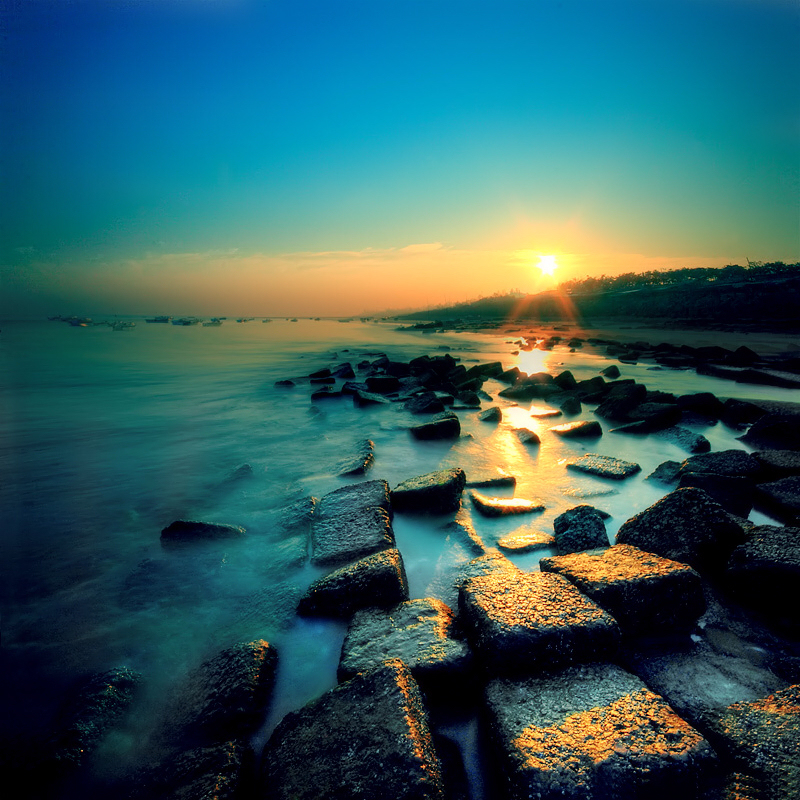
غروب الشمس على شاطئ باتينجا

يوجد بالقرب من شاطيء باتينجا، أحد المعالم السياحية في بنغلاديش، والمتمثل في حديقة الفراشات.

### بحيرة فوي

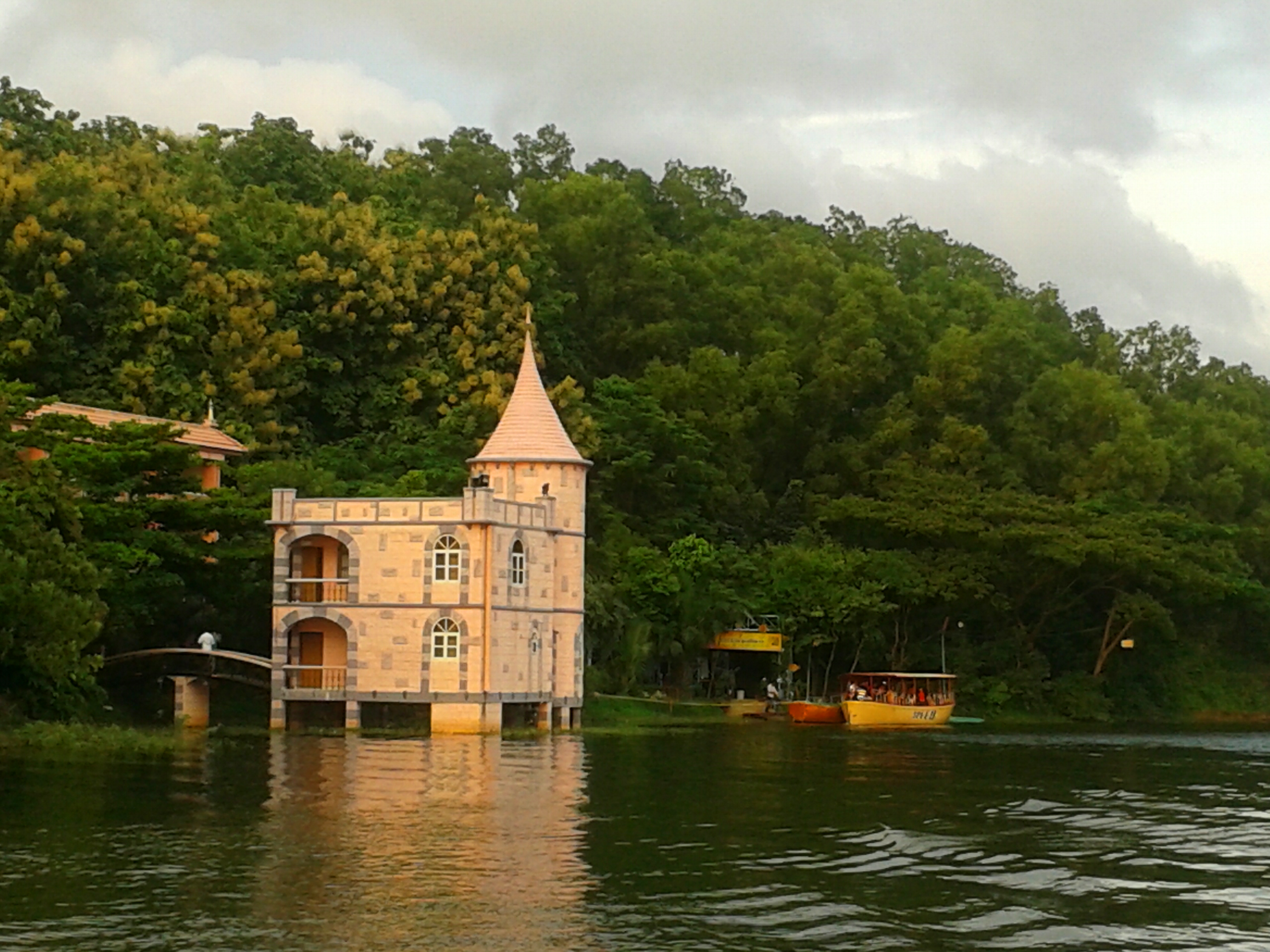
بحيرة فوي في باهارالي

بحيرة فوي، هي بحيرة صناعية، تقع في مدينة جاتجام. وقد كانت البحيرة في السابق مجرد بحيرة ومفيض بناه مهندس سكة حديد آسام - بنغال. تم حفرها في عام 1924م، وتم تسميتها على اسم المهندس الإنجليزي السيد فوي. تقع البحيرة بجوار تلة باتالي، أعلى تلة في منطقة جاتجام الحضرية. ويوجد بها متنزه ترفيهي تديره مجموعة كونكورد.

### حديقة التراث
هناك حديقة تراثية تسمى مجمع شهيد ضياء التذكاري وبنجلاديش الصغيرة في تشاندجاون، والتي تعكس الكيانات والنماذج الأكثر شهرة في بنغلاديش. يحتوي هذا البرج الذي يبلغ ارتفاعه 71 مترًا في ميني بنجلاديش في جاتجام على مطعم في الأعلى يدور مرة كل 90 دقيقة. ويمكن إدراك الجمال المعماري للبلاد والتقاليد العرقية والتراث الأثري من خلال إلقاء نظرة على الحديقة التراثية. والتي تشمل نسخ متماثلة من المعالم الرئيسية في البلاد، والتي منها: جاتيا سانجساد بهابان (مبنى البرلمان)، والنصب التذكاري الوطني لسافار، ومنزل إحسان، وقاعة كرزون بجامعة دكا، ودير سومابورا ماهافيهارا، ومعبد كانتاجو في ديناجبور، وقلعة لالباغ، ومسجد سونا. وتضم الحديقة أيضًا ألعابًا مختلفة للأطفال.

### المتحف الإثنولوجي في جاتجام
يقع "متحف شيتاغونغ الإثنولوجي" في أغراباد، والذي تأسس في عام 1965م، وهو المتحف الإثنولوجي الوحيد في بنغلاديش، ويعرض أنماط الحياة وتراث مختلف المجموعات العرقية في البلاد. وقد قامت إدارة المتحف بجمع العناصر النادرة المستخدمة في الحياة اليومية لمختلف المجموعات العرقية، والتي كان بعضها قد انقرض بالفعل، بينما كان البعض الآخر على وشك الانقراض. يحتوي المتحف على أربع صالات وقاعة صغيرة. تضم ثلاث صالات عرض بالمتحف عناصر متنوعة من تسعة وعشرين مجموعة عرقية في بنغلاديش، في حين يعرض باقي المعرض أنماط حياة بعض المجموعات العرقية في الهند، وباكستان، وأستراليا.

### مقبرة الحرب العالمية الثانية والدائرة

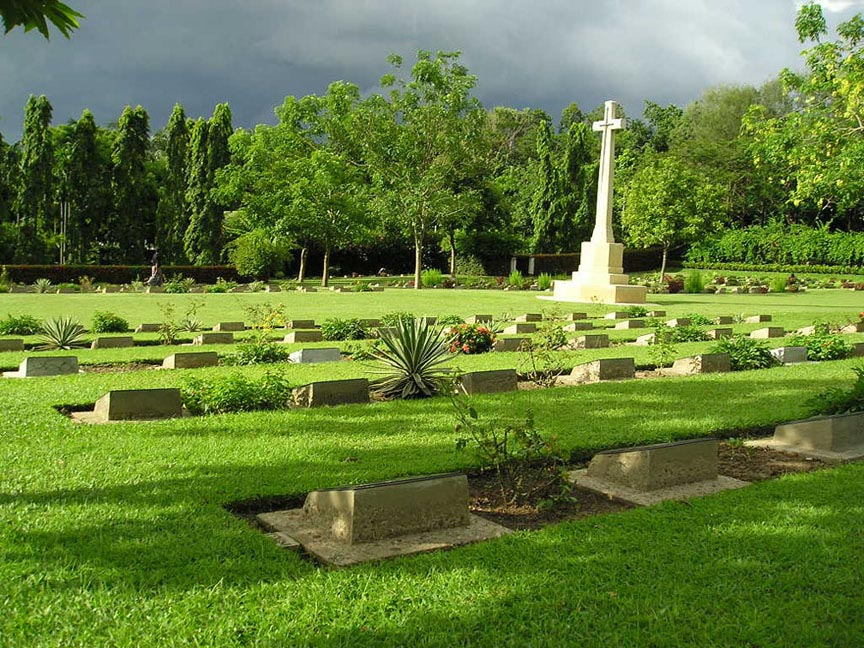
مقبرة حرب جاتجام

تحتوي مقبرة الحرب، الواقعة على طريق بادشاه ميا، على قبور 755 جنديًا، وهي محمية، وتحافظ عليها هيئة الكومنولث لمقابر الحرب. هناك عدد من المتاحف في جاتجام. وأبرزها متحف ضياء التذكاري، الذي يقع في مبنى دار الدائرة القديم. تم اغتيال الرئيس ضياء الرحمن هناك في 30 مايو 1981م. يضم هذا المتحف التذكاري تذكارات، وممتلكات شخصية للرئيس الراحل ضياء الرحمن. تم تأسيسه في عام 1993م، ويضم 12 معرضًا.

## إقليم سلهت

### بيتشناكاندي

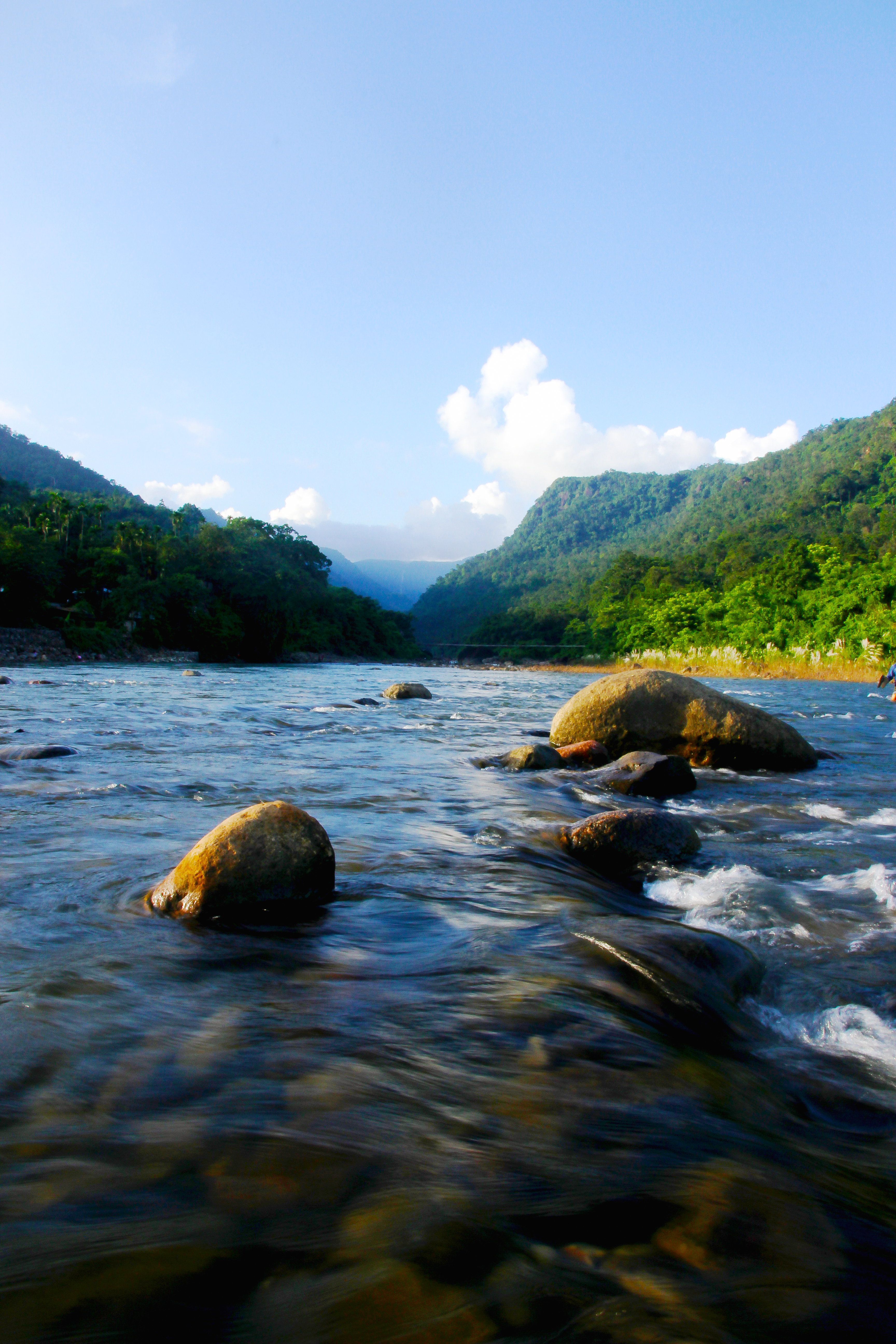
بيتشناكاندي

بيتشناكاندي، هي قرية في اتحاد روستومبور في منطقة جوينهات أوبازيلا في منطقة سلهت. وقد شهد نهرها في السنوات الأخيرة تدفقًا للسياح.

### جافلونج

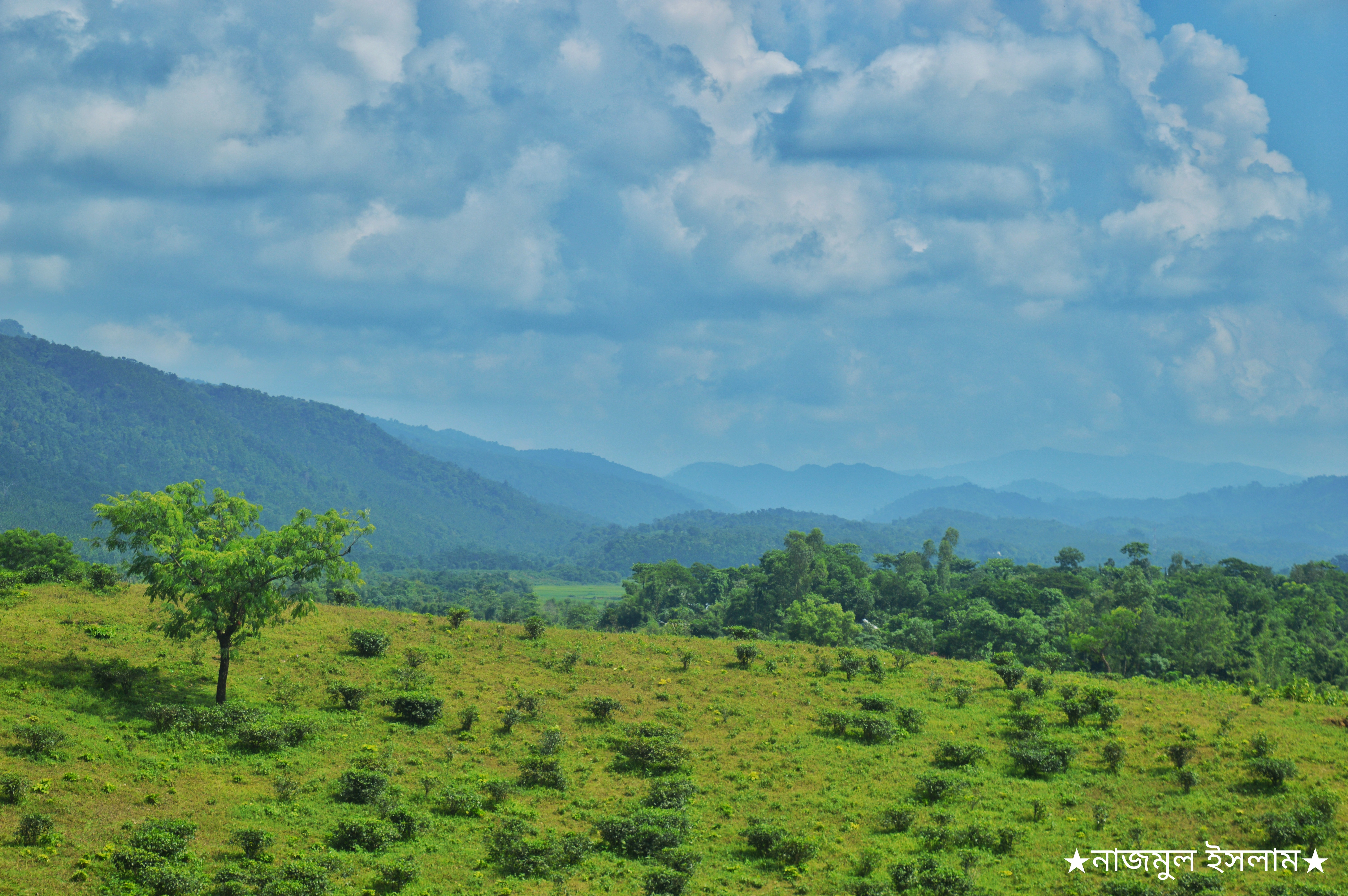
تجذب جافلونج السياح بمناظرها الطبيعية.

جافلونج، هي محطة تلة، ووجهة سياحية شهيرة في إقليم سلهت، بنغلاديش. تقع في منطقة جوينهات أوبازيلا في مقاطعة سلهت، وتقع على الحدود بين بنغلاديش، وولاية ميغالايا الهندية، وتحيط بها الجبال شبه الاستوائية والغابات المطيرة. وتشتهر جافلونج بمجموعاتها الحجرية، وهي موطن قبيلة الخاسي.

### بحيرة مادهوبور
بحيرة مادهوبور، هي بحيرة سريمانجال في منطقة مولفي بازار في بنغلاديش. وهي واحدة من الأماكن السياحية الشهيرة في بنغلاديش.

### غابة مستنقع راتارجول
غابة مستنقع راتارجول، هي غابة مستنقعات للمياه العذبة، تقع في جوينهات، سلهت. وهي غابة المستنقع الوحيدة الموجودة في بنغلاديش، وواحدة من غابات المستنقعات القليلة للمياه العذبة في العالم. تتم حماية الغابة بشكل طبيعي تحت إشراف إدارة الغابات التابعة للحكومة. في بنغلاديش.

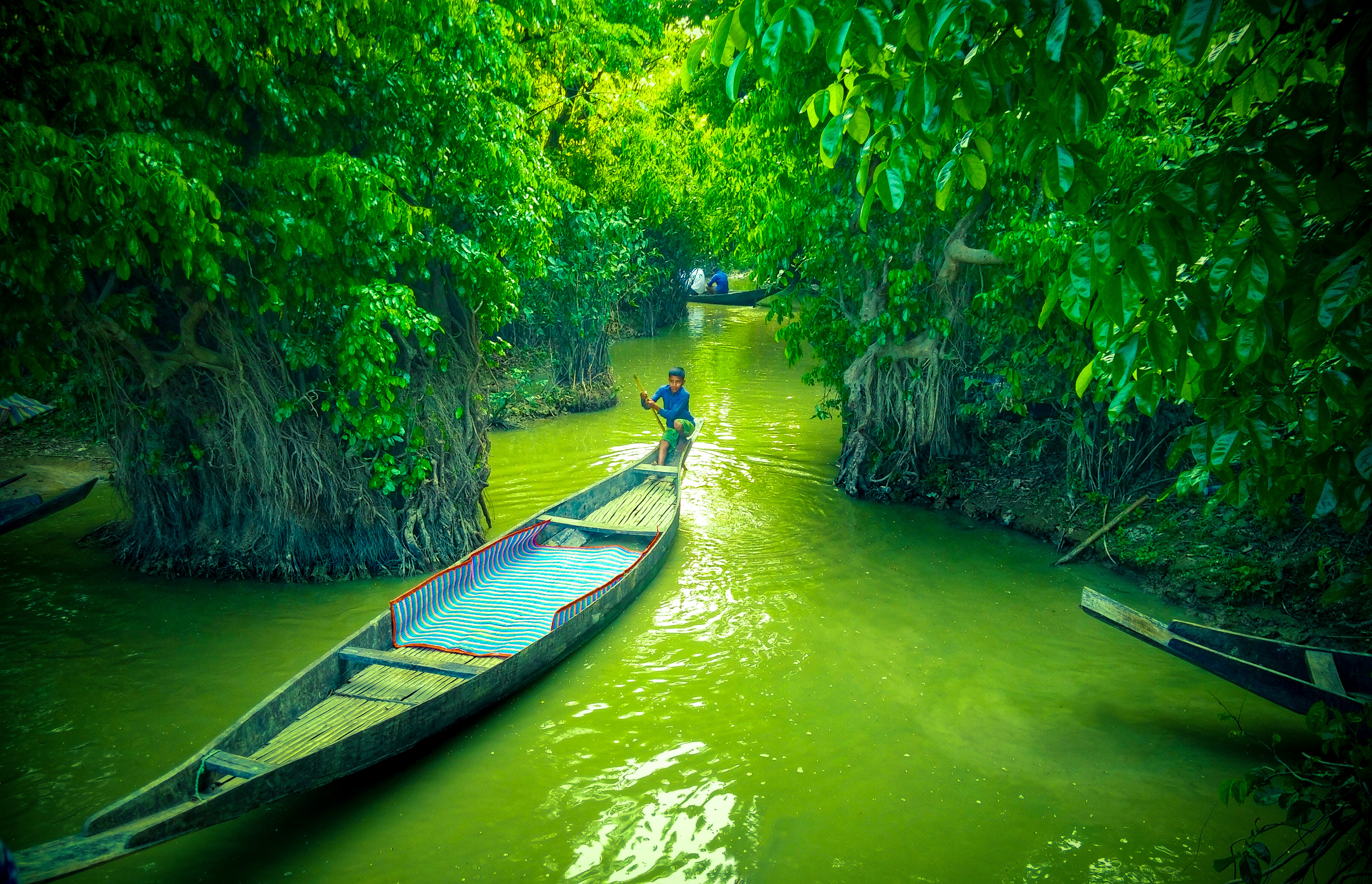
مدخل غابة مستنقع راتارجول.

تقع الغابة دائمة الخضرة  بجانب نهر جوين، وترتبط بقناة تشنجير خال. معظم الأشجار التي تنمو فيها هي Millettia pinnata (কรচ গছ "شجرة كوروتش"). تغمر المياه الغابة بارتفاع يتراوح ما بين 20 إلى 30 قدمًا خلال موسم الأمطار. بالنسبة لبقية العام، يبلغ عمق مستوى المياه في الغابة حوالي 10 أقدام.

## إقليم دكا
إقليم دكا، هو إقليم إداري في بنغلاديش. دكا (المعروفة سابقًا باسم "داكا") هي أكبر مدينة وعاصمة بنغلاديش.

### حصن لالباغ

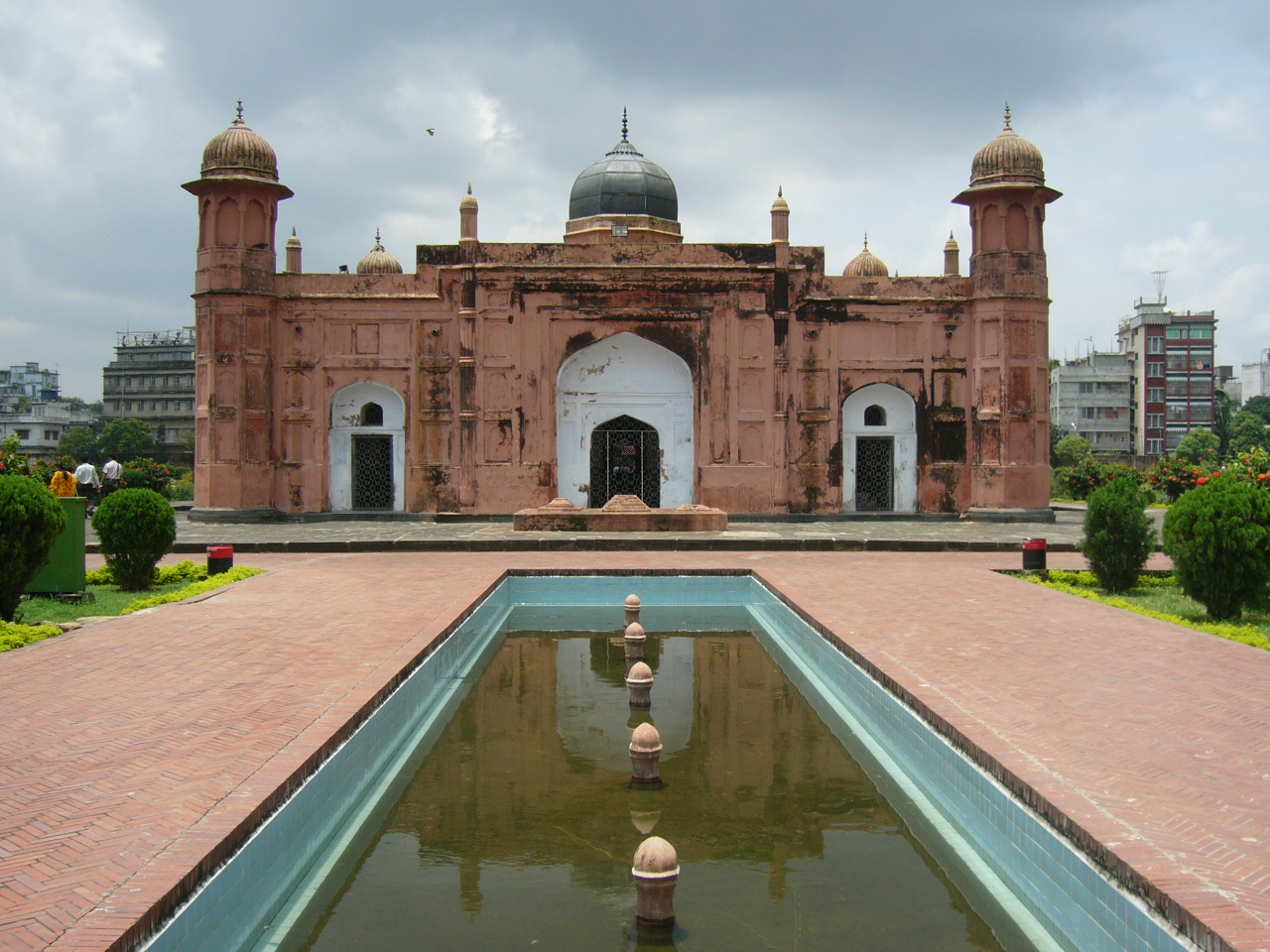
قلعة لالباغ، دكا، بنغلاديش

حصن لالباغ، هو مجمع حصن مغول غير مكتمل يعود تاريخه إلى القرن السابع عشر، ويقع في دكا، بنغلاديش. يقف هذا الحصن (المعروف أيضًا باسم حصن أورنجاباد ) بفخر أمام نهر بوريجانجا، في الجزء الجنوبي الغربي من دكا، بنغلاديش. بدأ بناء الحصن في عام 1678م على يد المغولي سبحدار محمد أعظمشاه. ولفترة طويلة كان يُعتقد أن الحصن عبارة عن مزيج من ثلاثة مبانٍ (المسجد، وقبر بيبي باري، والديوان العام)، مع بوابتين وجزء من جدار التحصين التالف جزئيًا. وقد كشفت الحفريات الأخيرة التي قامت بها دائرة الآثار عن وجود مجموعة من الأبنية الأخرى.

### منزل إحسان

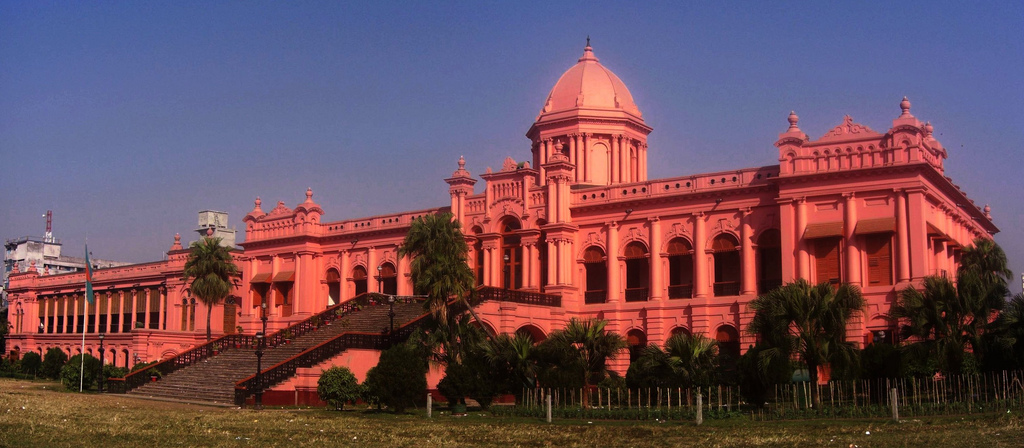
منزل إحسان بناه خواجة عبد الغني في عام 1872م، وتم تسميته على اسم ابنه خواجة أحسن الله، نواب دكا.

منزل إحسان، هو مبنى قديم رائع، يقع على ضفة نهر بوريجانجا، في دكا القديمة في كومارتولي، منطقة إسلامبور. كان قصرًا سكنيًا لعائلة نواب دكا . بدأ بناء هذا القصر في عام 1859م، وتم الانتهاء منه في عام 1869م. وقد تم بناؤه على طراز العمارة الهندية الساراسينية. وللحفاظ على التراث الثقافي والتاريخي للمنطقة، أصبح القصر متحفًا وطنيًا لبنغلاديش في 20 سبتمبر 1992م.

### نصب الشهيد

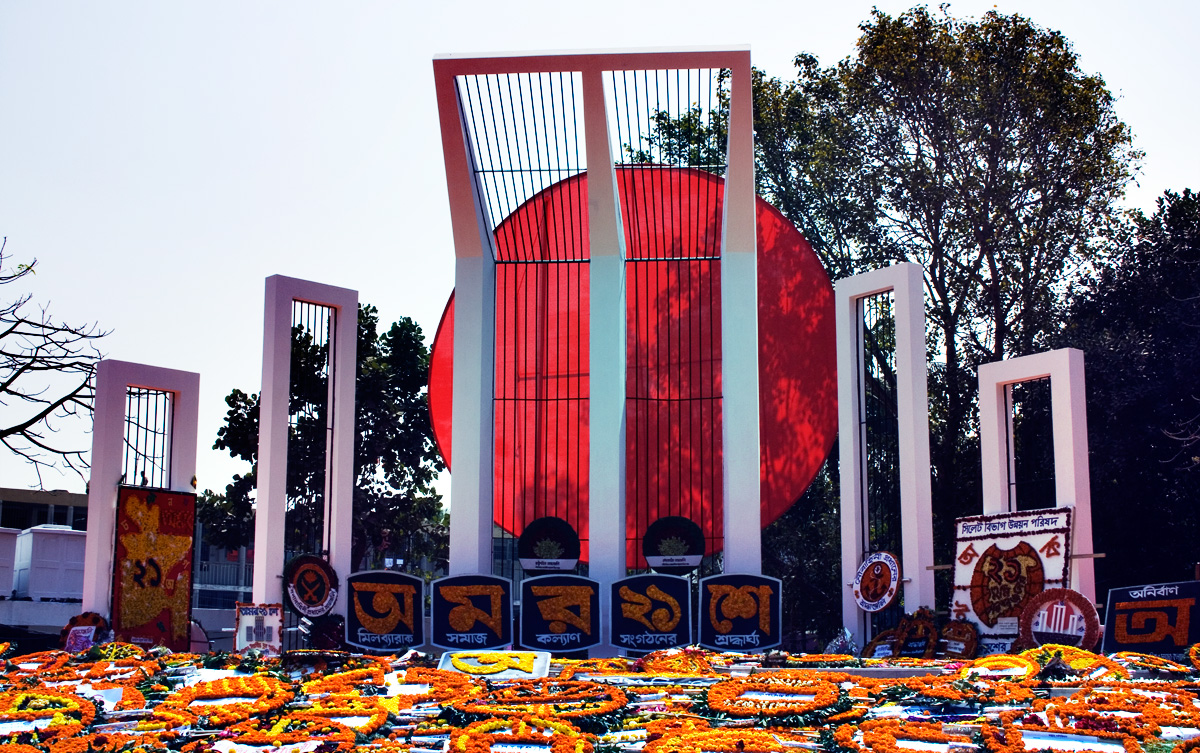
يعد نصب الشهيد أحد أهم المعالم الأثرية في البلاد.

نصب الشهيد (بالإنجليزية: Shaheed Minar)، هو نصب تذكاري وطني في دكا، بنغلاديش، تم إنشاؤه لإحياء ذكرى أولئك الذين قتلوا خلال مظاهرات حركة اللغة البنغالية عام 1952م. حيث قُتل العشرات من الطلاب والناشطين السياسيين في 21 فبراير 1952م، عندما فتحت قوات الشرطة الباكستانية النار على المتظاهرين البنغاليين، الذين كانوا يطالبون بالمساواة في وضع لغتهم الأم، البنغالية. وقد وقعت المذبحة بالقرب من كلية الطب، وحديقة رامنا في دكا. وتم تشييد نصب تذكاري بشكل مؤقت في 23 فبراير  من قبل طلاب جامعة دكا، ومؤسسات تعليمية أخرى، ولكن سرعان ما تم هدمه في 26 فبراير  من قبل قوات الشرطة الباكستانية. اكتسبت حركة اللغة زخمًا، وبعد نضال طويل، حصلت اللغة البنغالية على مكانة متساوية مع اللغة الأردية. ولإحياء ذكرى الموتى، تم تصميم وبناء نصب الشهيد على يد النحات البنغلاديشي "حميد الرحمن". وظل هذا النصب التذكاري قائمًا حتى حرب تحرير بنجلاديش في عام 1971م، عندما تم هدمه بالكامل خلال عملية مناورة، وبعد أن حصلت بنغلاديش على استقلالها، أعيد بناؤه. في الوقت الحاضر، تتركز جميع الأنشطة الوطنية، والحزنية، والثقافية، وغيرها من الأنشطة التي تقام كل عام، فيما يتعلق بيوم 21 فبراير، حول نصب الشهيد.

### نصب الشهداء الوطني

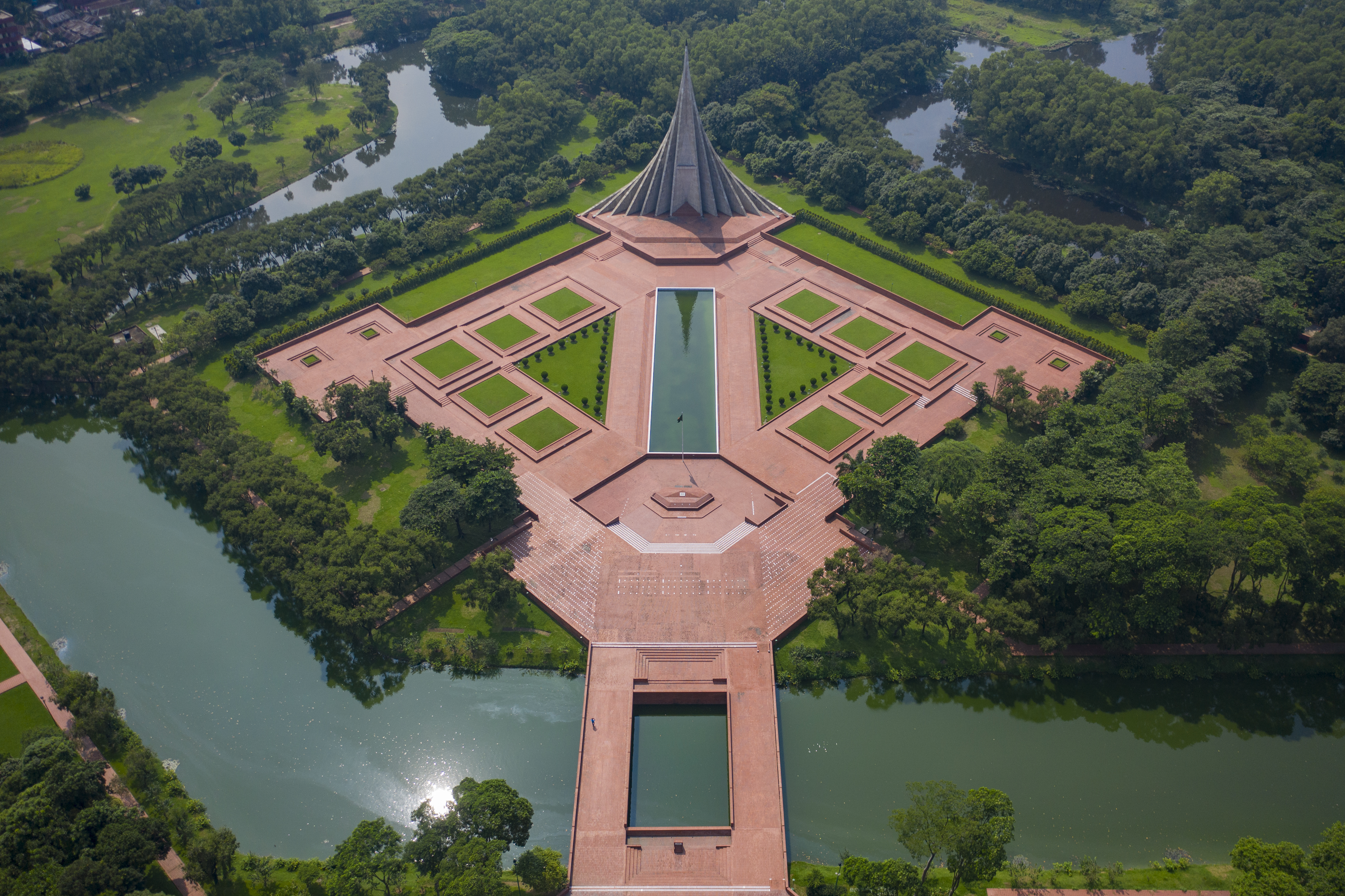
نصب الشهداء الوطني، هو النصب التذكاري الوطني لبنغلاديش.

نصب الشهداء الوطني، أو النصب التذكاري للشهداء الوطنيين، هو النصب التذكاري الوطني لبنغلاديش، وهو رمز لذكرى شجاعة، وتضحية كل أولئك الذين ضحوا بأرواحهم في حرب تحرير بنغلاديش عام 1971م.

### جاتيا سانجشاد

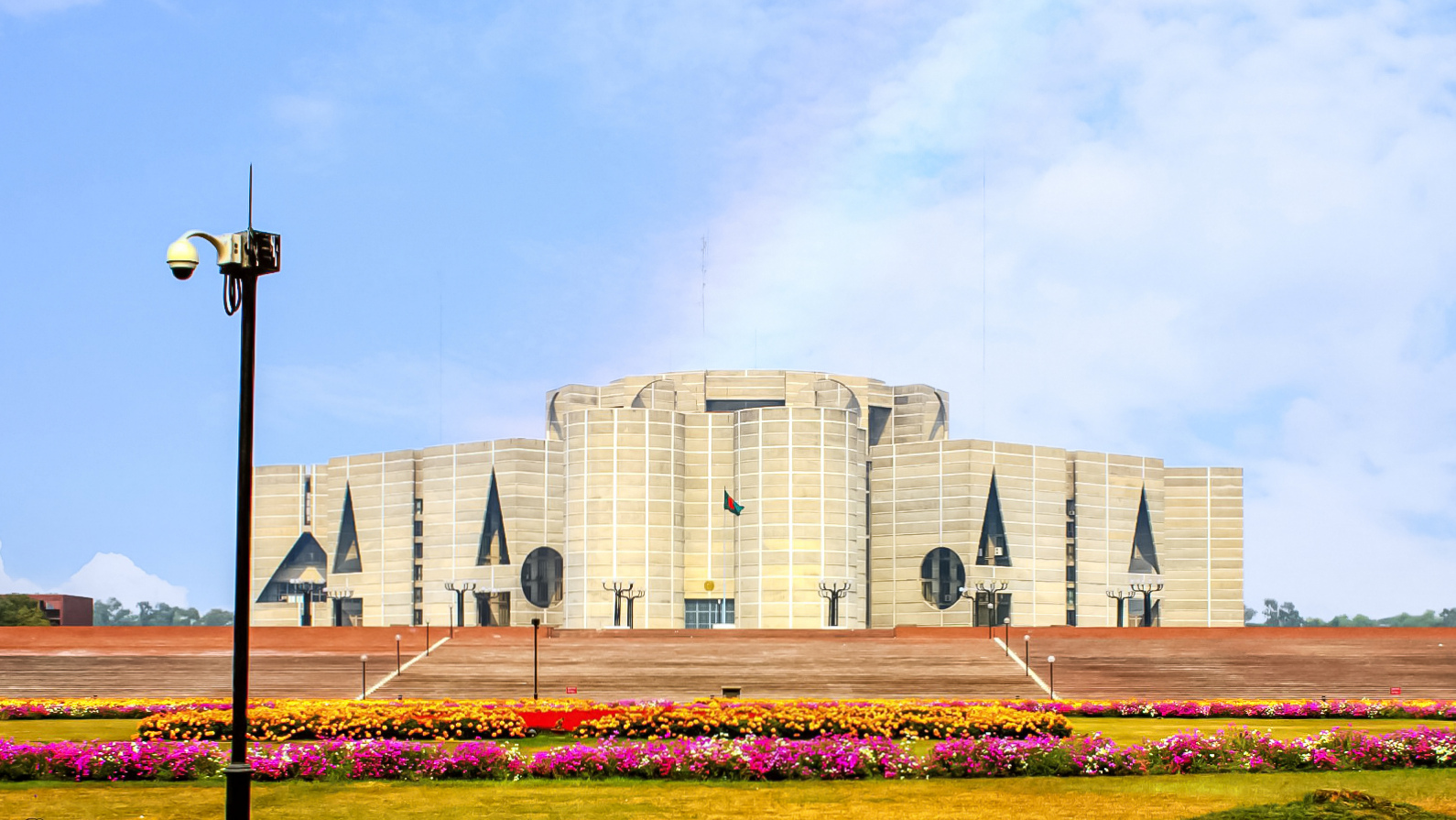
قاعة الجمعية البرلمانية في بنغلاديش.

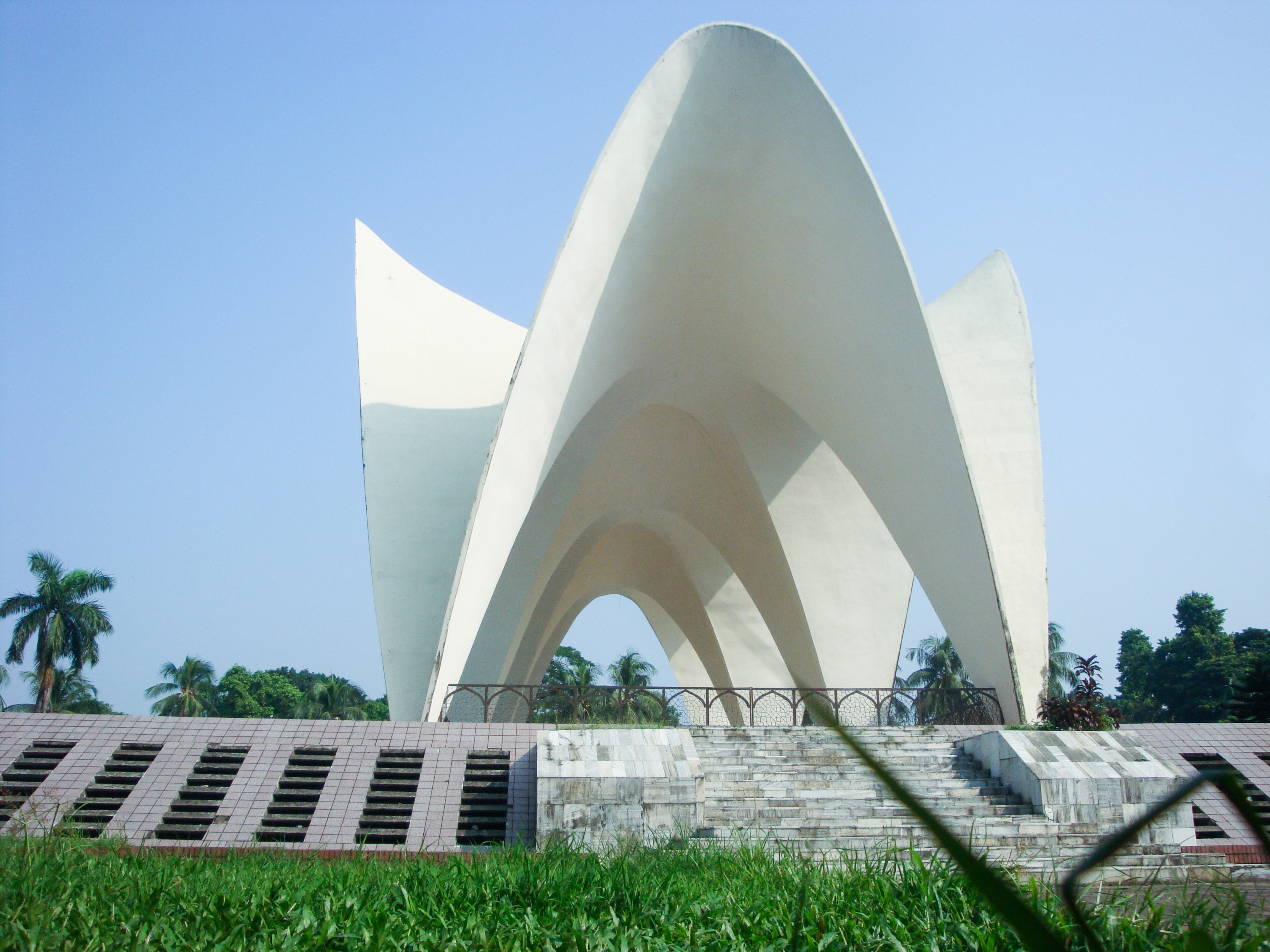
تين نيتار مجار في سهروردي أوديان. تم بناؤه تخليداً لذكرى الآباء الثلاثة المؤسسين لباكستان الشرقية. وهم ايه كيه فضل الحق وحسين شهيد سهروردي وخواجة نظام الدين.

تم إنشاء جاتيو سانجساد بهابان (البرلمان الوطني) على يد المهندس المعماري الأمريكي "لويس كان". حيث بدأ البناء في عام 1961م، واكتمل في 28 يناير 1982م بتكلفة إجمالية بلغت حوالي 32 مليون دولار. ويقع في منطقة شري بانغلا ناجار في دكا. تم استخدام جاتيو سانجساد بهابان لأول مرة في 15 فبراير 1982م، بوصفه مقرًا لعقد الدورة الثامنة (الأخيرة) للبرلمان الثاني في بنغلاديش. ومنذ ذلك الحين، تم تخصيصه للجمعية الوطنية البنغلاديشية.

### المعالم السياحية في دكا
- حصن لالباغ
- معبد داكيشواري
- بيت المكرم
- منزل إحسان
- نصب الشهيد
- متحف حرب التحرير
- فن ركوب عربات الريكشا
- جاتيو سانجساد بهابان
- مدينة باشوندهارا
- متحف بنجلاديش الوطني
- نيكلي هاور

## إقليم رنكبور

### قصر تاجهات

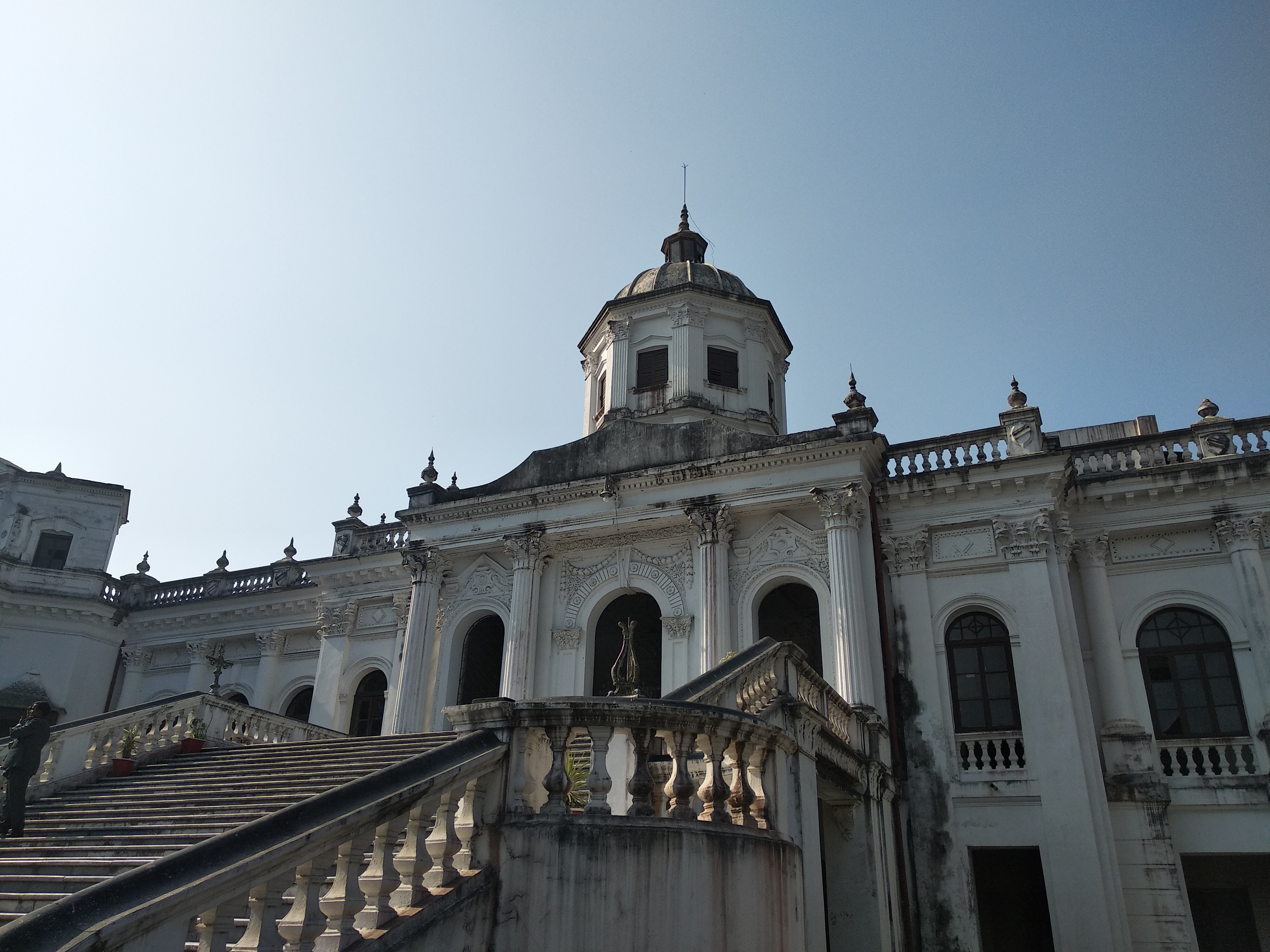
قصر تاجهات في رنكبور، بنجلاديش

قصر تاجهات، هو قصر رائع على الطراز الأوروبي، يقع في تاجهات، بالقرب من رنكبور. يقع على بعد حوالي ثلاثة كيلومترات جنوب شرق مركز المدينة. تم بناؤه في أوائل القرن العشرين، وهو الآن يرمز إلى تاريخ وثقافة شمال بنغلاديش. وفي الوقت الراهن يتم استخدام القصر بوصفه متحف لإقليم رنكبور.

### معبد كاناجيو

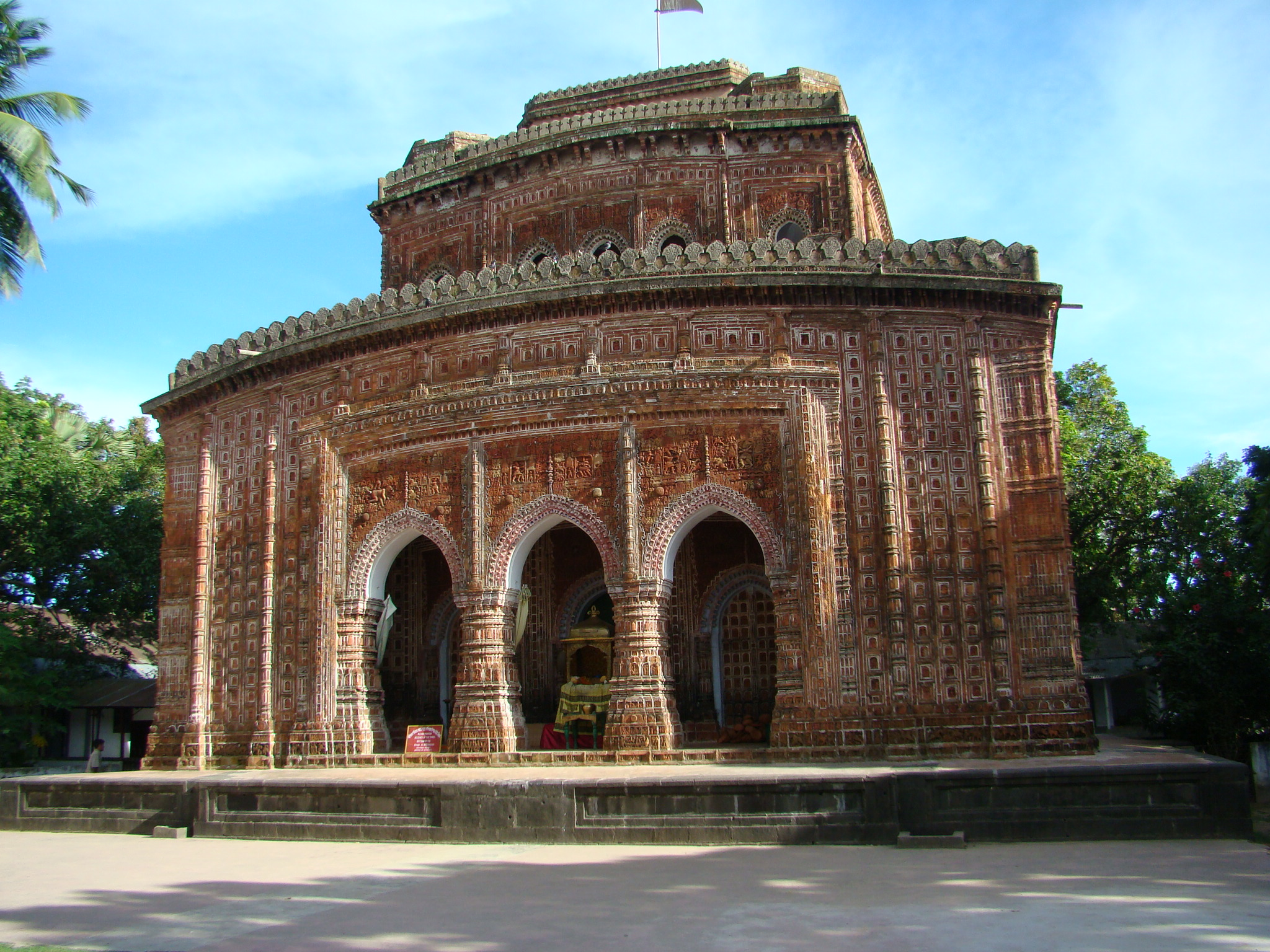
معبد كانتاجي ، معبد هندوسي يعود تاريخه إلى أواخر العصور الوسطى في ديناجبور، بنغلاديش. تم بناؤه بواسطة مهراجا بران ناث

معبد كانتاجيو، في كانتاناجار،  هو معبد هندوسي، يعود تاريخه إلى أواخر العصور الوسطى في ديناجبور، بنغلاديش. تم بناؤه على يد مهراجا بران ناث، وبدأ بناؤه في عام 1704م، وانتهى في عهد ابنه راجا رامناث عام 1722م. إنه مثال على الهندسة المعمارية المصنوعة من الطين ، وكان به ذات يوم تسعة أبراج، ولكنها دمرت جميعًا أثناء زلزال آسام عام 1897م.

### السياحة الخريفية في بانشاجاره

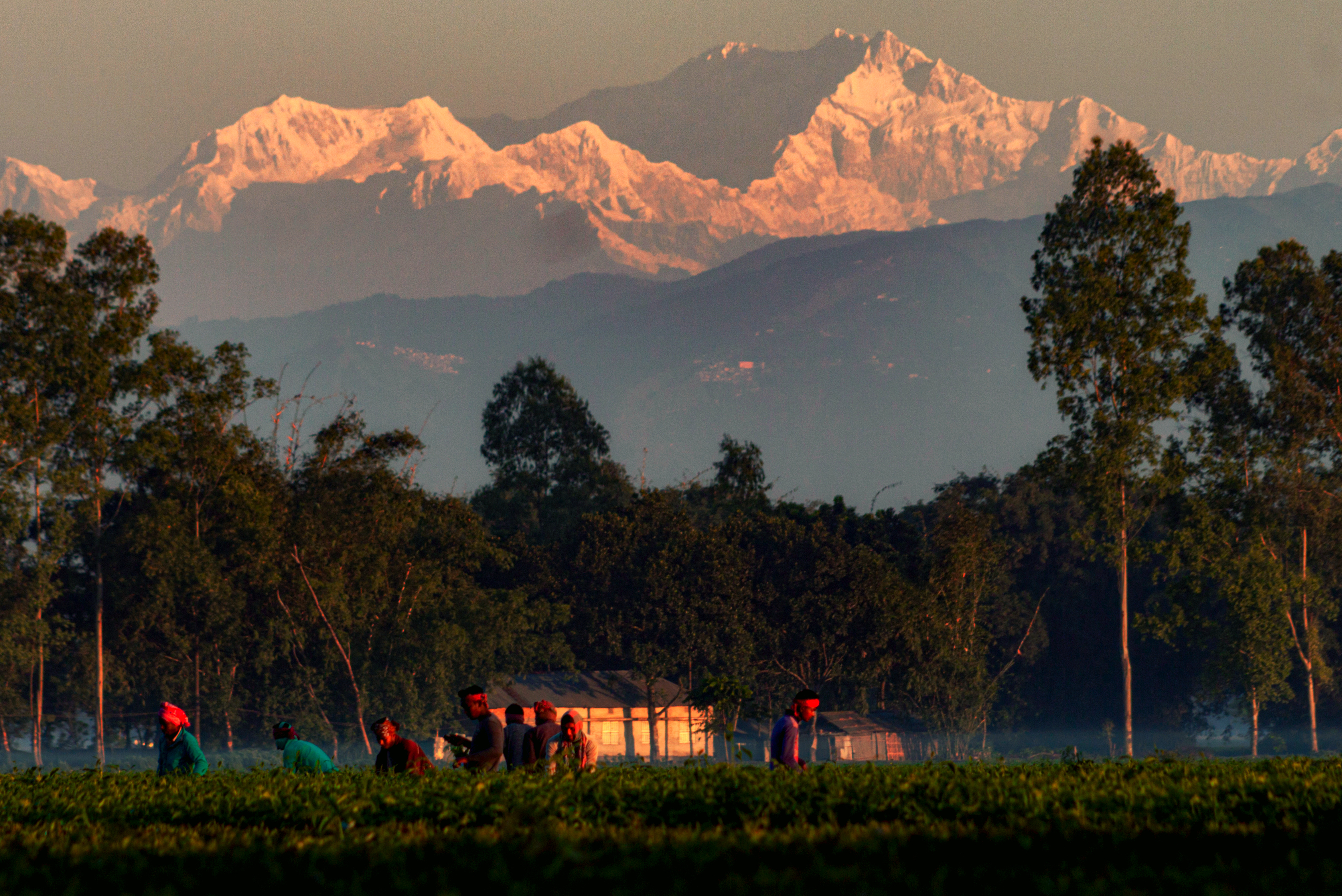
كانغشينجونجا كما شوهد من تيتوليا ، منطقة بانشاجاره ، إلى جانب حدائق الشاي.

يشتهر إقليم بانشاجاره، الواقع أقصى شمال بنغلاديش، بمزارع الشاي في الأراضي السهلية. بالإضافة إلى ذلك، في الخريف، يشمل أفق هذه المنطقة جبل كانغشينجونغا، ولذي يعد ثالث أعلى قمة جبلية في العالم لفترة قصيرة من الزمن قبل الشتاء. لذلك، يتجمع السائحون المحليون من مختلف أنحاء البلاد في موسم الخريف (أكتوبر- نوفمبر) لرؤية مناظر جبال الهمالايا وحدائق الشاي.

### منطقة ديناجبور
بالتسلسل من الأعلى: منتزه نوابغانج الوطني، مسجد سورا، مسجد ناياباد، سيتاكوت فيهارا، معبد كانتاجو.

## إقليم راجشاهي

### سومبورا ماهافيهارا

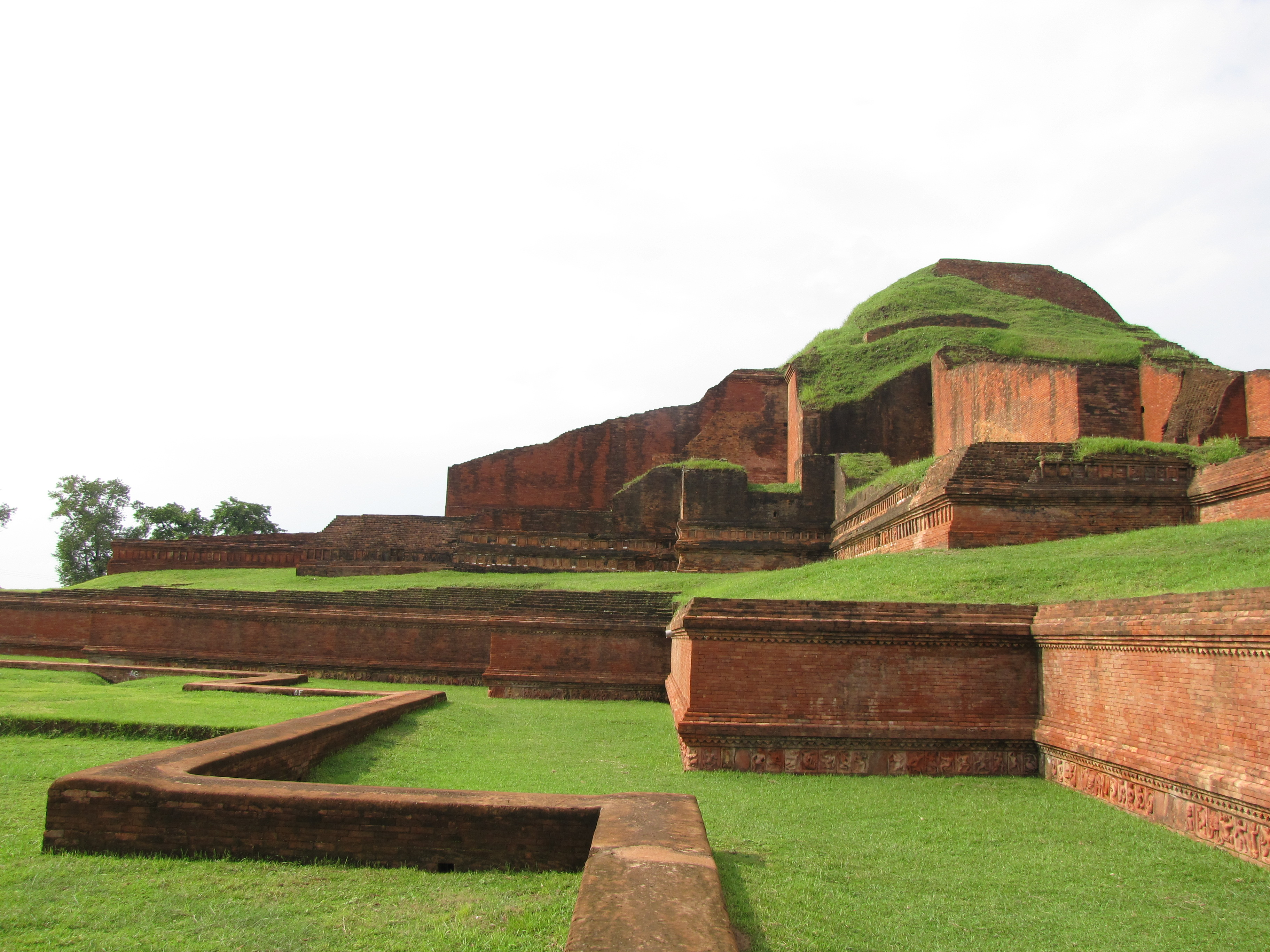
سومابورا ماهافيهارا هو موقع للتراث العالمي.

يعد دير سومابورا ماهافيهارا في باهاربور، أوبازيلا بادالجاتشي، منطقة ناوغاون (25°1'51.83"N، 88°58'37.15"E) من بين أشهر الأديرة البوذية في شبه القارة الهندية، وهو أحد أهم المواقع الأثرية في البلاد. وتم تصنيفها كموقع للتراث العالمي لليونسكو في عام 1985م.

### ماهاستانجار
تعد ماهاستانجاره من أقدم المواقع الأثرية الحضرية، التي تم اكتشافها حتى الآن في بنغلاديش. تحتوي قرية ماهاستان في شيبجانج تانا بمنطقة بوغرا على بقايا مدينة قديمة كانت تسمى بوندراناجارا أو باوندرافاردهانابورا في إقليم بوندرافاردانا. وقد تم اكتشاف لوح من الحجر الجيري يحمل ستة خطوط مكتوبة بالخط البراهمي عام 1931م، ويعود تاريخ مدينة ماهاستانجاره إلى القرن الثالث قبل الميلاد على الأقل. وقد ظلت المنطقة المحمية قيد الاستخدام حتى القرن الثامن عشر الميلادي.

### بهولا لاكشيندار باسور غور

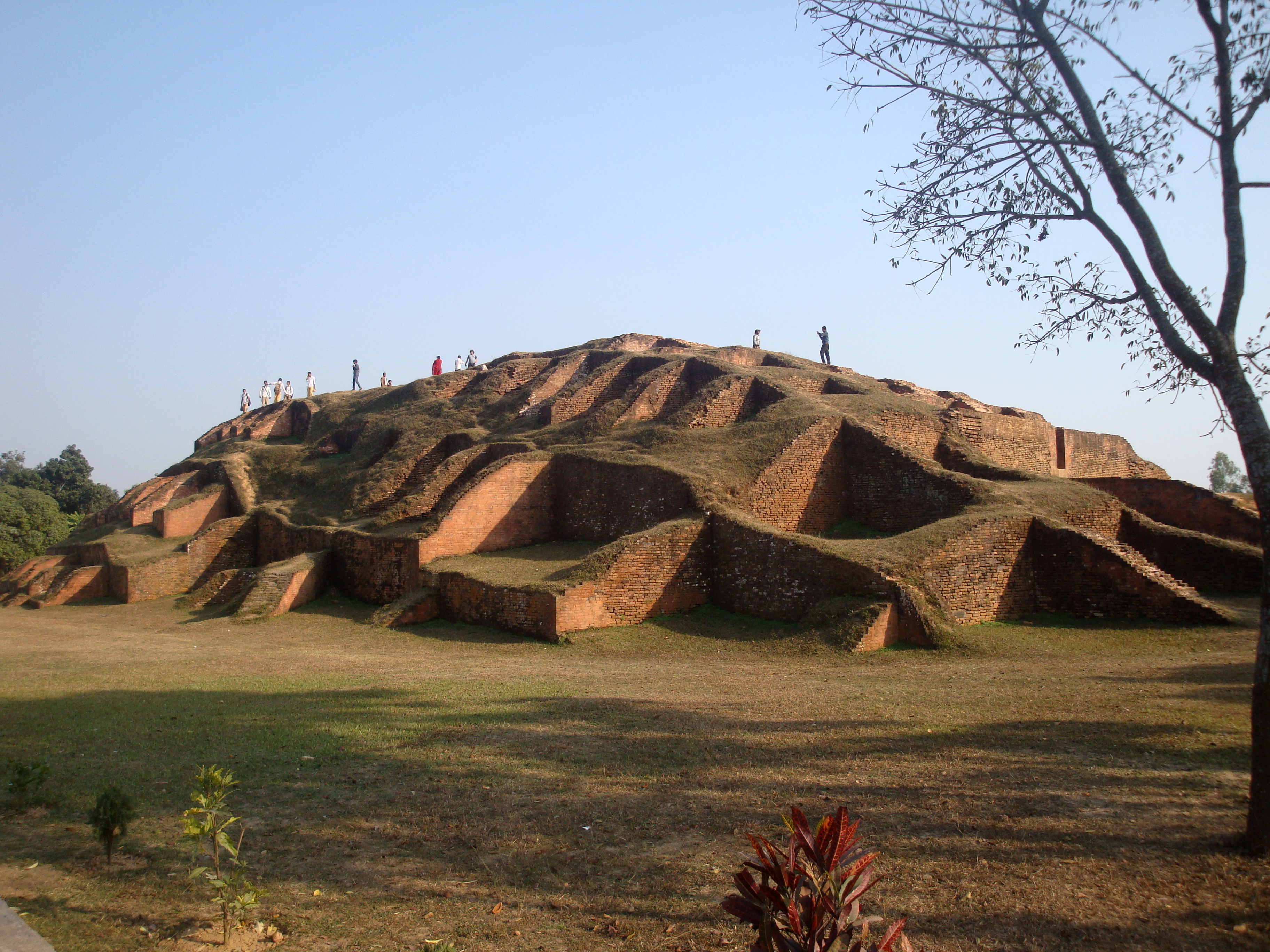
بهولا لاخيندار باسور غور في بوغرا

بهولا، هي بطلة الرواية في نوع ماناسامانغال، من ملاحم العصور الوسطى البنغالية. وقد تم تأليف عدد من الأعمال التي تنتمي إلى هذا النوع من الملاحم ما بين القرنين الثالث عشر والثامن عشر. على الرغم من أن الغرض الديني لهذه الأعمال هو مدح الإلهة الهندوسية ماناسا، إلا أن هذه الأعمال تشتهر أكثر بتصوير قصة حب بهولا، وزوجها لاكيندار.

### متحف فاريندرا للأبحاث
متحف فاريندرا، هو متحف ومركز أبحاث وجذب سياحي في مدينة راجشاهي، ويدار من قبل جامعة راجشاهي ببنغلاديش.

### مسجد باغا

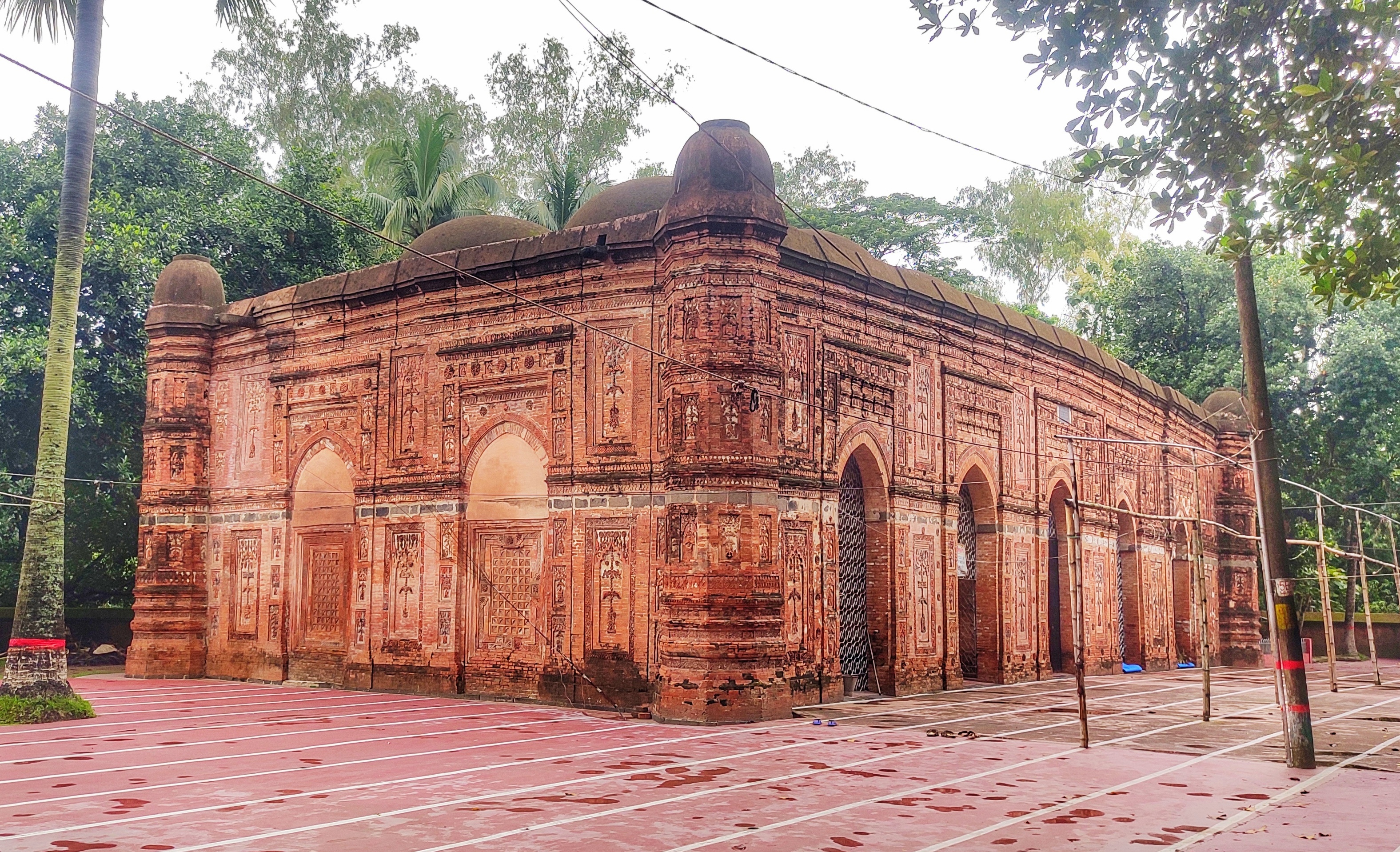
مسجد باغا

وفقًا للنقش الموجود فوق المدخل الرئيسي للمسجد، تم بناء مسجد باغا على يد السلطان نصرت شاه في عام 1523م. والنقش محفوظ في الوقت الراهن الآن في كراتشي، باكستان. والمسجد عبارة عن نصب تذكاري غني بالزخارف، مبني من الطوب مع قواعد وأعمدة حجرية. وهو مسقوف بعشر قباب. والتي انهارت في زلزال عام 1897م، ولكن أعيد بناؤها في شكلها الأصلي في عام 1978م من قبل إدارة الآثار (بنغلاديش) .

## إقليم باريسال

### شاطئ كواكاتا

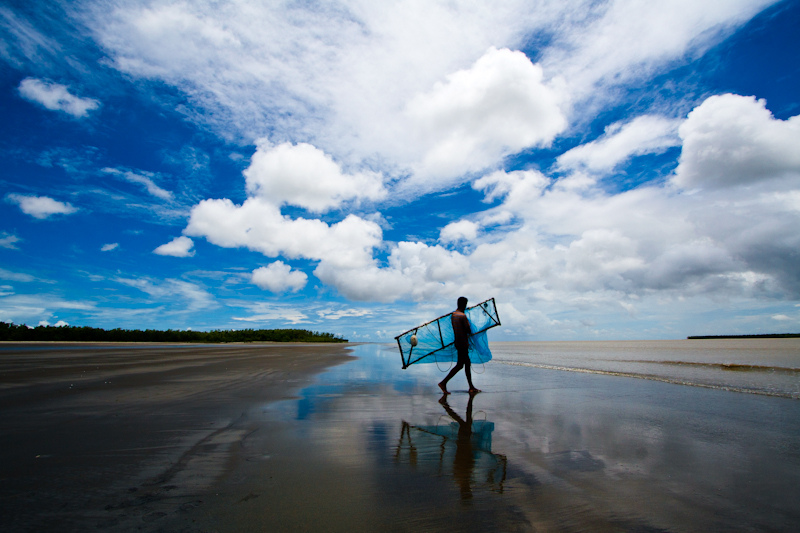
شاطئ كواكاتا

كواكاتا، هو شاطئ بحري يقع في أقصى جنوب بنغلاديش. وبالتحديد في منطقة باتواخاليPatuakhali ، وهو ذو شاطئ رملي واسع، يبلغ طوله حوالي 320 كيلومتر (200 ميل) جنوب دكا، وعلى بعد حوالي 70 كيلومتر (43 ميل) من مقر منطقة باتواخالي. يبلغ طول شاطئ كواكاتا حوالي 30 كيلومتر (19 ميل)، في حين يبلغ عرضه 6 كيلومتر (3.7 ميل). وعلى الطرف الشرقي من الشاطئ توجد غابة جونجاماتي المحمية، وهي غابة من أشجار الأيس الساحلية (المانغروف) دائمة الخضرة وجزء صغير من كواكاتا الأصلي. عندما استوطن الراخين في المنطقة عام 1784م، كان كواكاتا جزءًا من غابة سونداربانس الأكبر. تقع سونداربانس الآن على مسافة ساعة واحدة بالقارب السريع. باعتبارها غابة من أشجار المانغروف، توفر جونجاماتي، مثل سونداربانس، بعض الحماية ضد موجات المد والجزر، ولكنها أيضًا مهددة بقطع الأشجار وإزالة الغابات. يمكن الوصول إلى الغابة سيرًا على الأقدام أو بالدراجة على طول الشاطئ.

## إقليم كهلنا

### سونداربانس

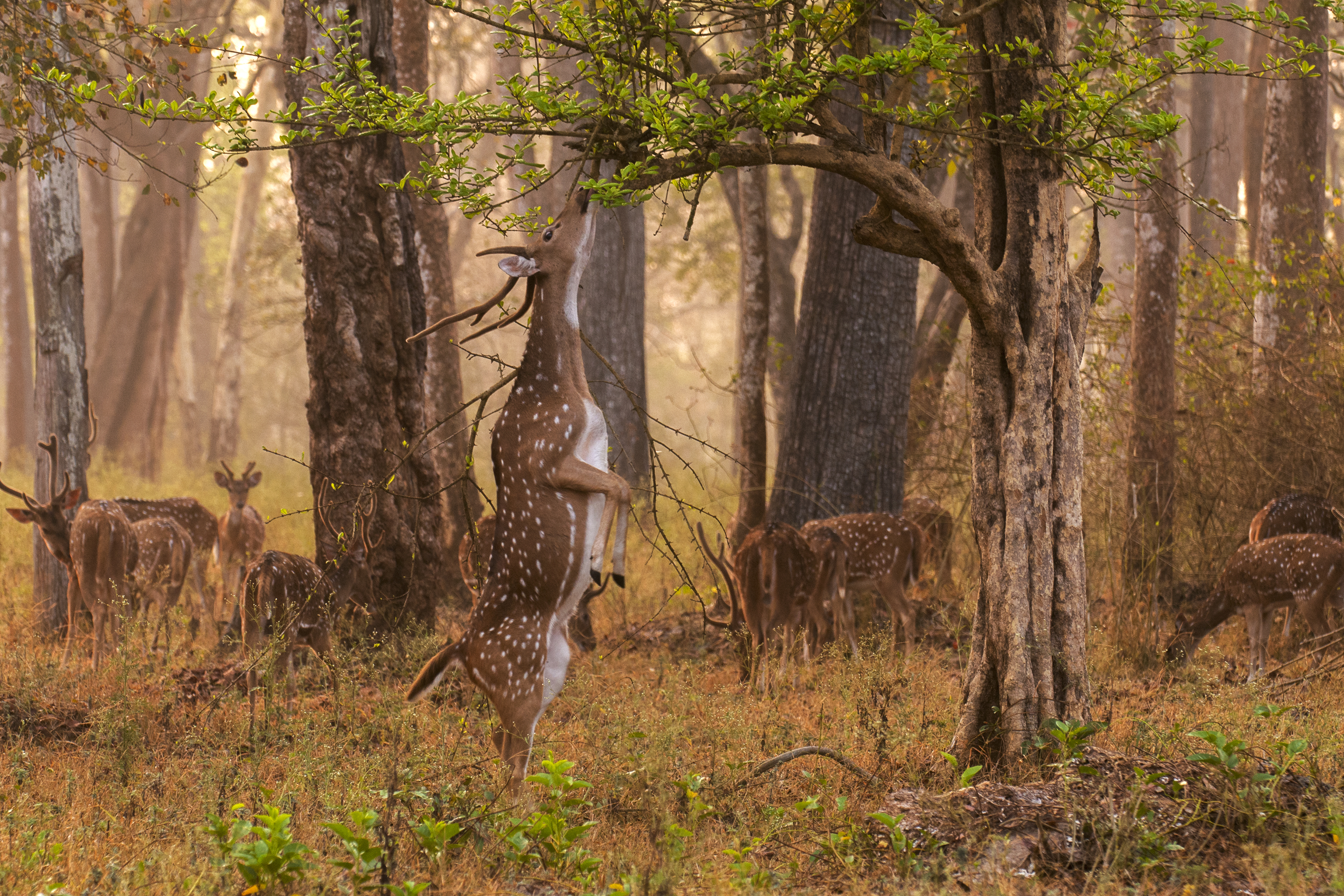
يتم رؤية الغزلان المرقطة على نطاق واسع في سونداربانس

تُعد منطقة سونداربانس بمابة أكبر كتلة منفردة من غابات الأيكة الساحلية (المانغروف) الملحية المدية في العالم. كما تعد منطقة سونداربانس أحد مواقع التراث العالمي لليونسكو، والتي يقع معظمها في بنغلاديش والباقي في الهند. غابات سونداربانس الجنوبية،والشرقية، والغربية هي ثلاث غابات محمية في بنغلاديش. تتميز هذه المنطقة بكونها مغطاة بكثافة بغابات الأيكة الساحلية (المانغروف)، وهي واحدة من أكبر المحميات للببر (النمر) البنغالي .

### مدينة مساجد باجيرهات

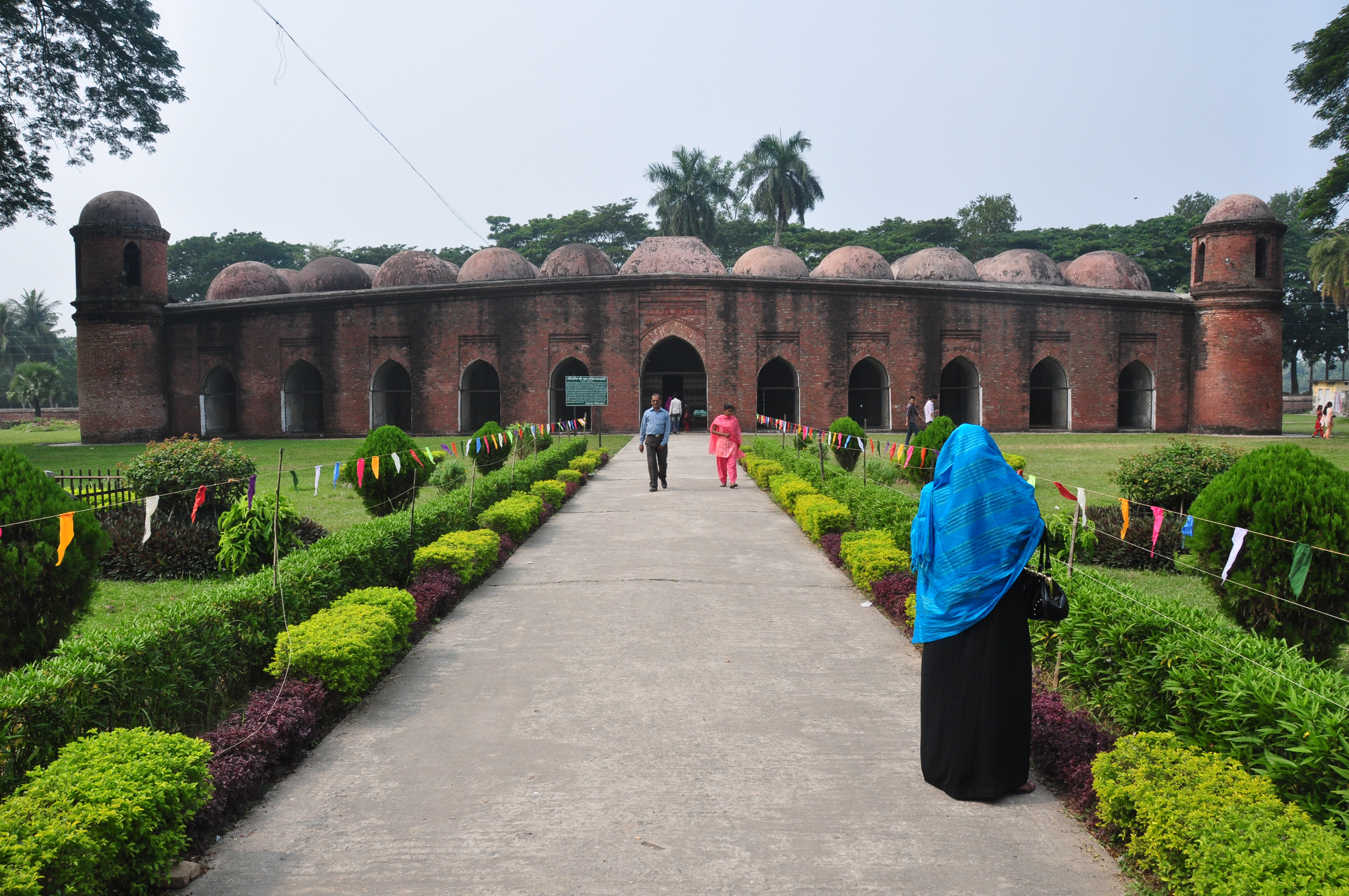
مسجد الستين قبة في باجيرهات بنجلاديش

تقع مدينة مساجد باجيرهات في ضواحي مدينة باجيرهات في منطقة باجيرهات، في إقليم كهلنا في جنوب غرب بنغلاديش. وتقع باجيرهات على بعد حوالي 24 كيلومتر (15 ميل) جنوب شرق كهلنا، و 320 كـم (200 ميل) جنوب غرب دكا.
كانت تُعرف في الأصل باسم خليفة آباد وتُلقب بـ "مدينة سك النقود في سلطنة البنغال"،  وقد تأسست المدينة في القرن الخامس عشر على يد القائد التركي المحارب خان جهان علي.
تحتوي المدينة التاريخية على أكثر من 50 أثراً إسلامياً، تم العثور عليها بعد إزالة الغطاء النباتي الذي كان يحجبها عن الأنظار لعدة قرون. وقد تم الاعتراف بالموقع، بوصفه موقعًا للتراث العالمي لليونسكو في عام 1983م بموجب المعيارالرابع، "كمثال بارز لمجموعة معمارية توضح مرحلة مهمة في تاريخ البشرية"،  ومن بينها مسجد الستين عمودًا ( مسجد شات جومبوج باللغة البنغالية)، الذي تم بناؤه بـ 60 عمودًا و 77 قبة، وهو الأكثر شهرة، وبالإضافة إلى هذه المعالم الأثرية، تضم اليونسكو أيضًا ضريح خان جهان، ومساجد سينجار، وبيبي بيجني، ورضا خودا، وزندفير، والتي تعد من بين المعالم الأثرية الفريدة.

## الفن المعماري

### الديني
يوجد في بنغلاديش العديد من أماكن العبادة. حيث تُعرف العاصمة دكا بأنها مدينة المساجد.
بعض الأماكن الدينية الشهيرة للعبادة والمعالم السياحية هي:

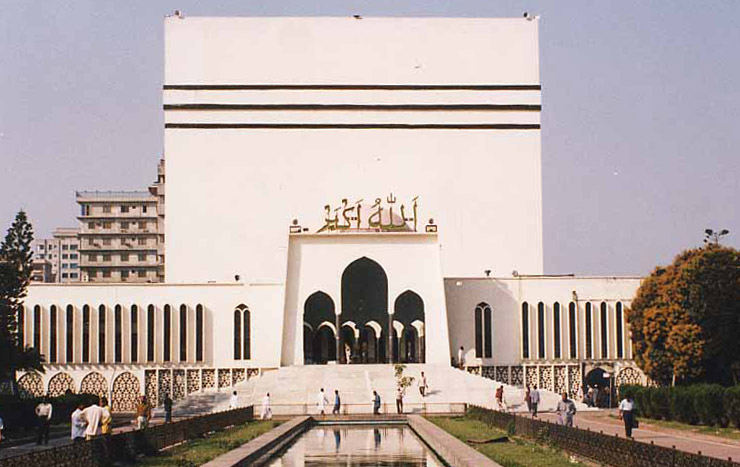
هيكل البيت المكرم يشبه الكعبة في مكة

- بيت المكرم، هو المسجد الوطني في بنغلاديش. يقع المسجد في وسط دكا، وتم الانتهاء من بنائه في عام 1968م. تبلغ سعة المسجد 30 ألف مصلي، وهو عاشر أكبر مسجد في العالم.

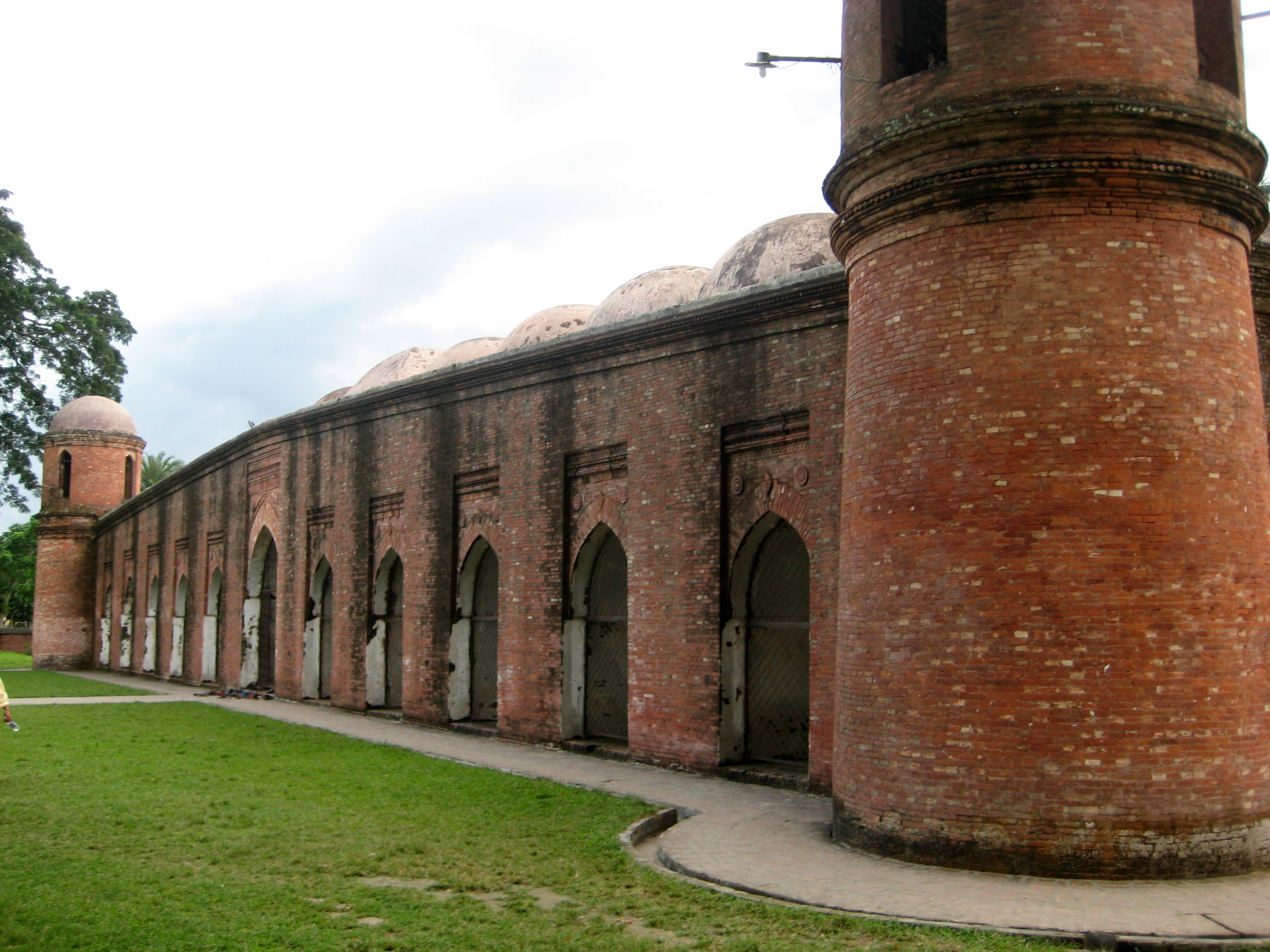
مسجد شات جومبوج (مسجد الستين قبة) في مدينة مسجد باجيرهات

- مدينة المساجد في باجيرهات، هي مدينة مفقودة سابقًا، وتقع في ضواحي مدينة باجيرهات في منطقة باجيرهات، في إقليم كهلنا. تحتوي المدينة التاريخية، التي أدرجتها مجلة فوربس ضمن قائمة 15 مدينة مفقودة في العالم، على أكثر من 50 أثراً إسلامياً.

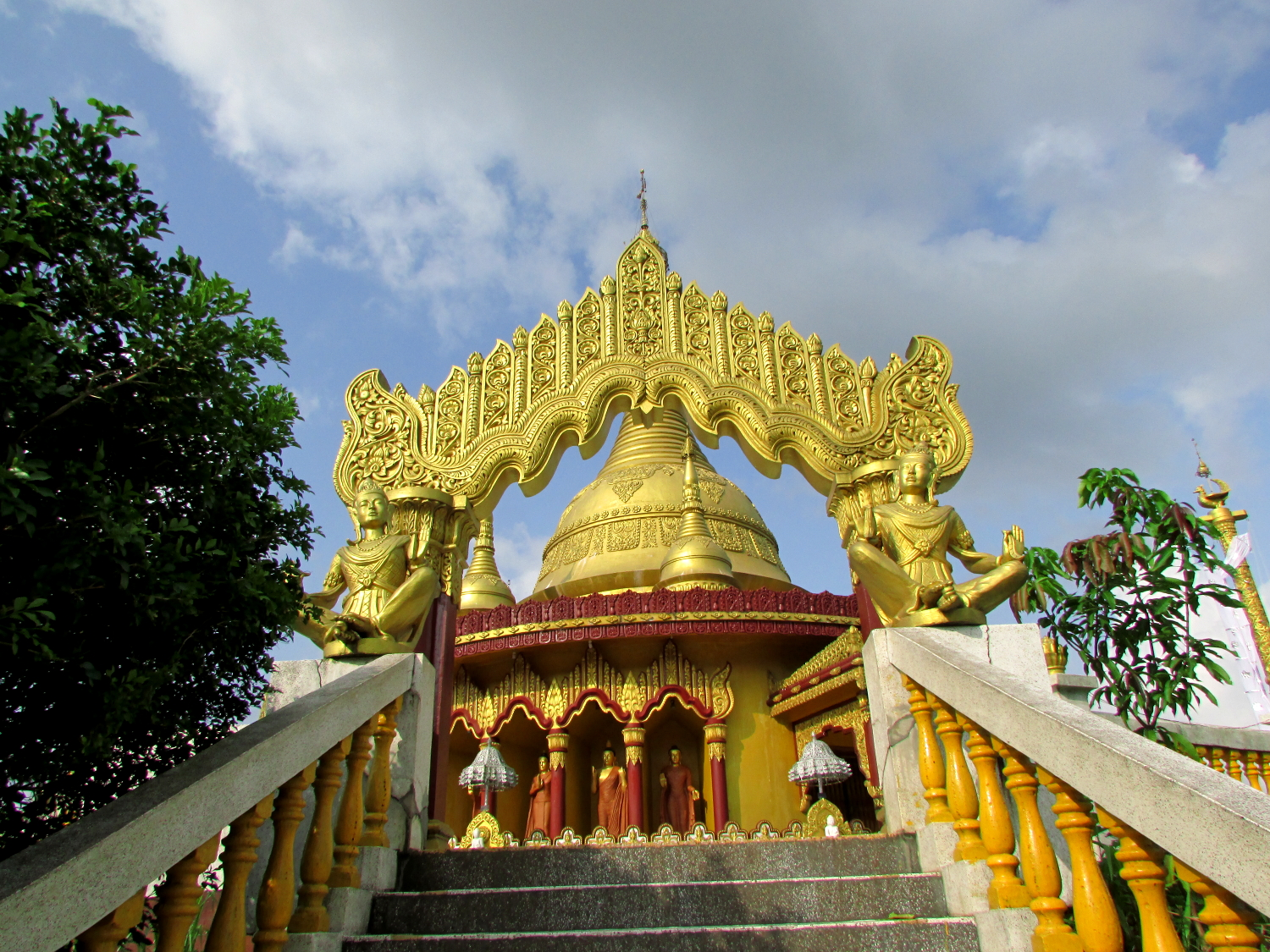
معبد بانداربان الذهبي في بانداربان، وهو مكان مقدس للبوذيين

- معبد بانداربان الذهبي، هو أكبر معبد بوذي ثيرافادا في بنغلاديش، ويحتوي على ثاني أكبر تمثال لبوذا في البلاد. المعبد يقع في مدينة باندربان.
- معبد كانتوجيو، تم بناؤه بين عامي 1702م و1752م، وهو معبد هندوسي على طراز نافا راتنا (تسعة أبراج).
- معبد داكيشواري الذي بني في القرن الثاني عشر، هو المعبد الوطني لبنغلاديش.
- حسيني دالان، هو مزار شيعي بني في القرن السابع عشر.
- مسجد الستين قبة، هو مسجد يقع في بنغلاديش، وهو الأكبر في تلك البلاد من فترة السلطنة. وقد تم وصفه بأنه "أحد المعالم الإسلامية الأكثر إثارة للإعجاب في شبه القارة الهندية بأكملها".

### الآثار القديمة
- أطلال واري باتيشوار، التي بنيت في عام 450 قبل الميلاد، وهي مدينة حصن قديمة عمرها 2500 عام
- سومابورا ماهافيهارا، هو دير بوذي يقع في منطقة راجشاهي في شمال بنغلاديش. يغطي دير سومابورا ماهافيرا مساحة تبلغ حوالي 27 فدانًا من الأرض، وهو أحد أكبر الأديرة جنوب جبال الهيمالايا. يُعتقد أن التصميم متأثر بشكل كبير بالعمارة البوذية الموجودة في جاوة وكمبوديا.[41]
- مايناماتي، هي سلسلة من التلال المنخفضة المعزولة في الأطراف الشرقية لدلتا بنجلاديش، على بعد حوالي 8 كيلومتر (5.0 ميل) إلى الغرب من مدينة كوميلا. وهي معلم من معالم التاريخ القديم، وتمثل كتلة صغيرة من الرواسب الطينية القديمة شبه اللاتيريتية. تمتد السلسلة الجبلية، الواقعة في المساحة الشاسعة من حوض ميجنا السفلي الخصيب، لمسافة حوالي 17 كيلومتر (11 ميل) من الشمال إلى الجنوب من قرية ميناماتي على نهر جومتي إلى تشاندي مورا بالقرب من محطة سكة حديد لالماي.[42]

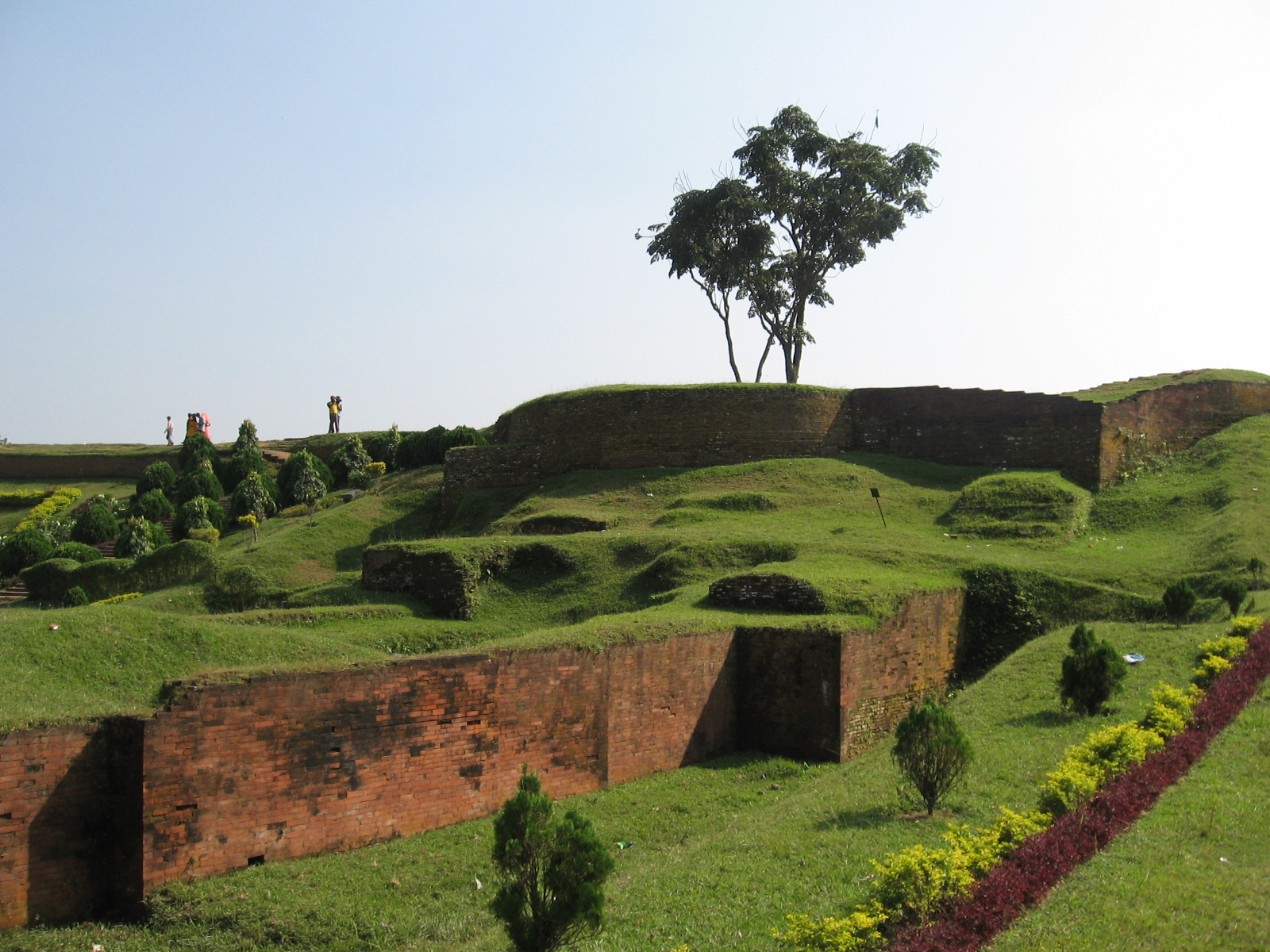
ماهاستانجاره في بوغرا

- أقدم موقع أثري في بنجلاديش يقع خارج بوجرا في ماهاستانجاره.

### العصور الوسطى
- كان سونارغاون المركز الإداري للحكام المسلمين في العصور الوسطى في شرق البنغال.
- حصن لالباغ، أو حصن أورنجاباد، هو قصر مغولي غير مكتمل يقع في دكا على نهر بوريجانجا في الجزء الجنوبي الغربي من المدينة القديمة. كان يُعتقد أن الحصن عبارة عن مزيج من ثلاثة مبانٍ (المسجد، وقبر بيبي باري، والديوان العام)، وبوابتين وجزء من جدار التحصين التالف جزئيًا.[24]
- كان منزل إحسان في السابق، القصر الرسمي لعائلة نواب دكا، وهو الآن متحف يحافظ على ثقافة وتاريخ المنطقة. يُعتبر منزل إحسان واحدًا من المعالم المعمارية الأكثر شهرة في بنغلاديش.[43]
- بارا كاترا، من الآثار المعمارية لمدينة دكا. تقع إلى الجنوب من سوق تشوك بازار بالقرب من ضفة نهر بوريجانجا. كان الكاترا يضم فناءً رباعيًا يحتوي على 22 غرفة على جميع جوانبه الأربعة.[44]

### الهندسة المعمارية البريطانية
- قاعة كيرزون، هي قاعة بلدية على الطراز البريطاني يعود تاريخها إلى مائة عام.
- قاعة نورثبروك، هي قاعة بلدية على الطراز البريطاني عمرها مائة وخمسين عامًا.

### العصر الحديث

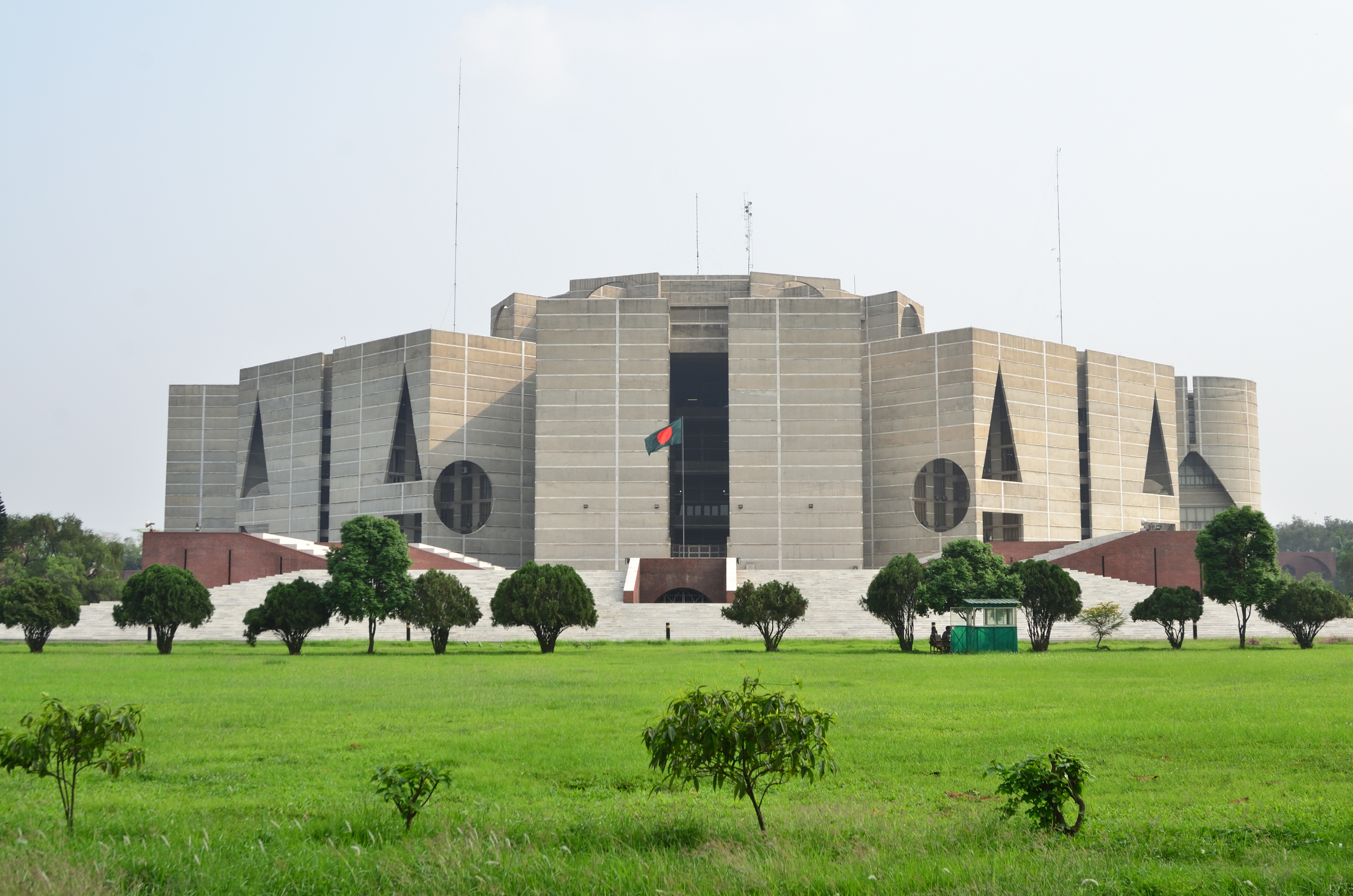
منظر لـ جاتيو سانجساد بهابان

- متحف بنغلاديش الوطني، يقع في ضاحية شاهباغ في مدينة دكا، وهو أكبر متحف في بنغلاديش. تحتوي مجموعته على ما يزيد عن خمسة وثمانين ألف قطعة. يضم المبنى المكون من أربعة طوابق ليس فقط قاعات عرض كبيرة، ولكن أيضًا مختبرًا موسيقيًا ومكتبة وثلاثة قاعات عرض، ومعرضًا للصور الفوتوغرافية وقاعة عرض مؤقتة وقسمًا سمعيًا وبصريًا.[45]
- مبنى جاتيو سانجشاد بهابان البرلماني في بنغلاديش، يقع في دكا. تم إنشاؤه من قبل المهندس المعماري لويس كاهن ويعتبر أحد أكبر المجمعات التشريعية في العالم. ويضم جميع الأنشطة البرلمانية في بنغلاديش.
- تاج محل بنغلاديش، هو عبارة عن هندسة معمارية بنغلاديشية مستوحاة من تاج محل الأصلي.

## المعالم التاريخية
- النصب التذكاري اليوناني هو نصب تذكاري قديم، تم بناؤه حوالي عام 1900 بعد الميلاد، ويبدو مثل المعابد اليونانية القديمة، وهو عبارة عن هيكل أصفر صغير على أرض مملوكة للمجتمع اليوناني، الذي ازدهر في دكا في القرن التاسع عشر.
- النصب التذكاري الوطني للشهداء، هو النصب التذكاري الوطني لحرب تحرير بنجلاديش عام 1971م
- النصب التذكاري للمثقفين الشهداء، هو نصب تذكاري تم بناؤه تخليداً لذكرى المثقفين الشهداء في حرب تحرير بنغلاديش.
- سوهرواردي أوديان المعروف سابقًا باسم ميدان سباق رامنا، هو نصب تذكاري وطني يقع في دكا. تم تسميته باسم حسين شهيد السهروردي .
- مدينة المساجد في باجيرهات، هي مدينة مفقودة سابقًا، وتقع في ضواحي مدينة باجبرهات في منطقة باجيرهات، في إقليم كهلنا في جنوب غرب بنغلاديش وأحد مواقع التراث العالمي لليونسكو.
- كان منزل إحسان هو القصر السكني الرسمي ومقر عائلة نواب دكا. يقع هذا المبنى في كومارتولي على طول ضفاف نهر بوريجانجا في دكا.
- يقع متحف زيا التذكاري في قصر مثير للاهتمام على الطراز التيودوري. ومن بين مقتنياتها الميكروفون وجهاز الإرسال اللذين أعلن من خلالهما الرئيس شهيد ضياء الرحمن استقلال البلاد في عام 1971م، كما يمكن للمرء أن يرى الجدار الملطخ بالدماء والمتضرر بالرصاص عند أسفل الدرج حيث تم اغتيال ضياء.
- حصن لالباغ، هو عبارة عن مجمع حصن مغولي غير مكتمل يعود تاريخه إلى القرن السابع عشر ويقع في دكا. بدأ البناء في عام 1678م في عهد المغولي قطب الدين محمد أعظمشاه.
- يتكون معبد شيفا في بوثيا من مجموعة من المعابد الهندوسية القديمة البارزة في أوبازيلا بوثيا، إقليم راجشاهي، بنغلاديش.

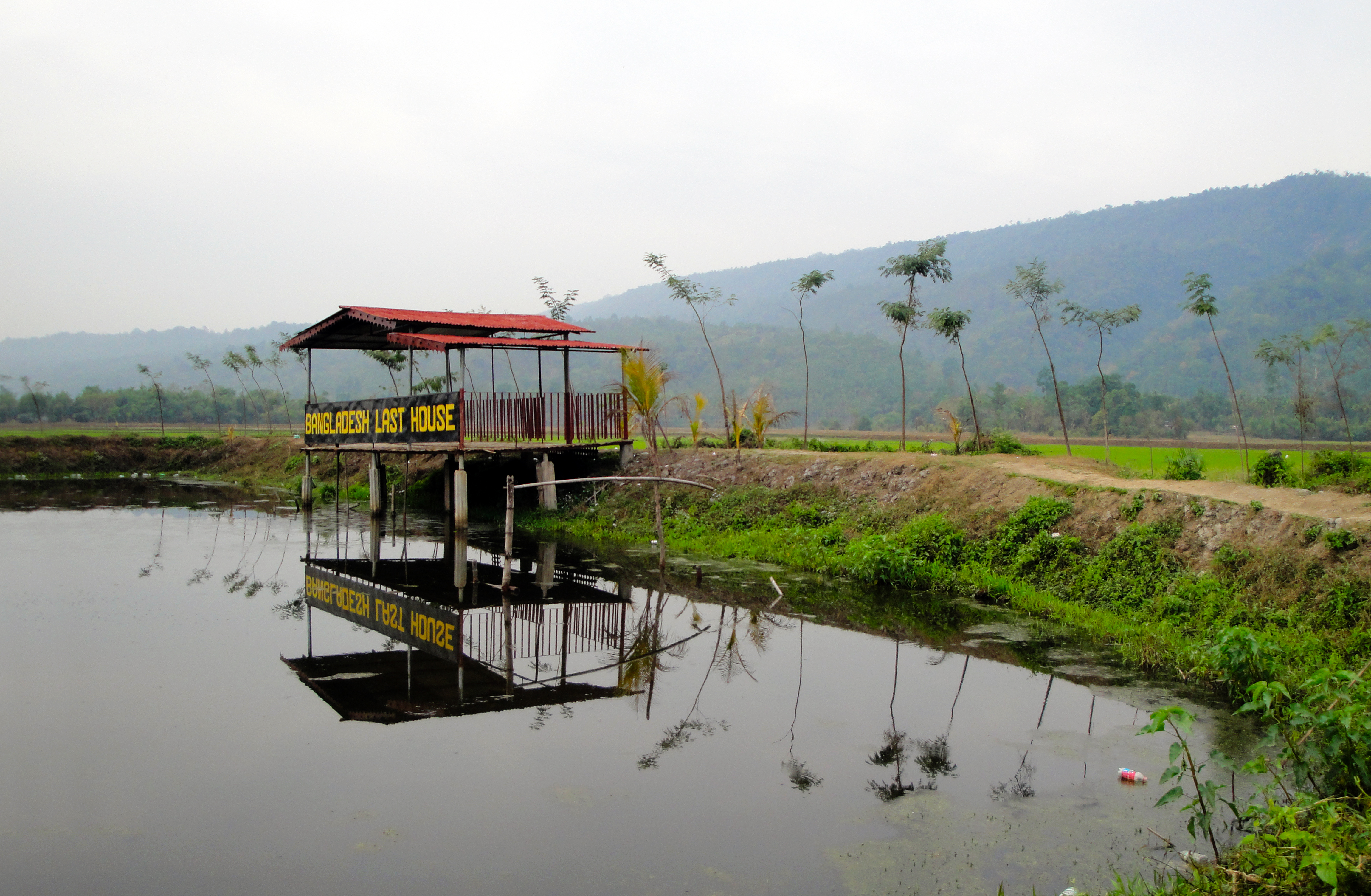
المنزل الأخير في بنغلاديش

آخر منزل في بنغلاديش، وهو المنزل الأخير في بنغلاديش، والذي يقع على الحدود بين بنغلاديش والهند في منتجع جوينتا هيل، وهو وجهة سياحية شهيرة.

## السياحة الطبيعية
تتمتع بنغلاديش بالتنوع الجغرافي، والذي أدى بدوره إلى تنوع كبير في السياحة الطبيعية.
- تعد سونداربانس أكبر كتلة منفردة من غابات الآيكة الساحلية (المانغروف) الملحية المدية في العالم، كما تم إدراجها ضمن أفضل 14 متأهلاً للنهائيات في مسابقة عجائب الدنيا السبع الطبيعية الجديدة.

### الحياة البرية في بنغلاديش

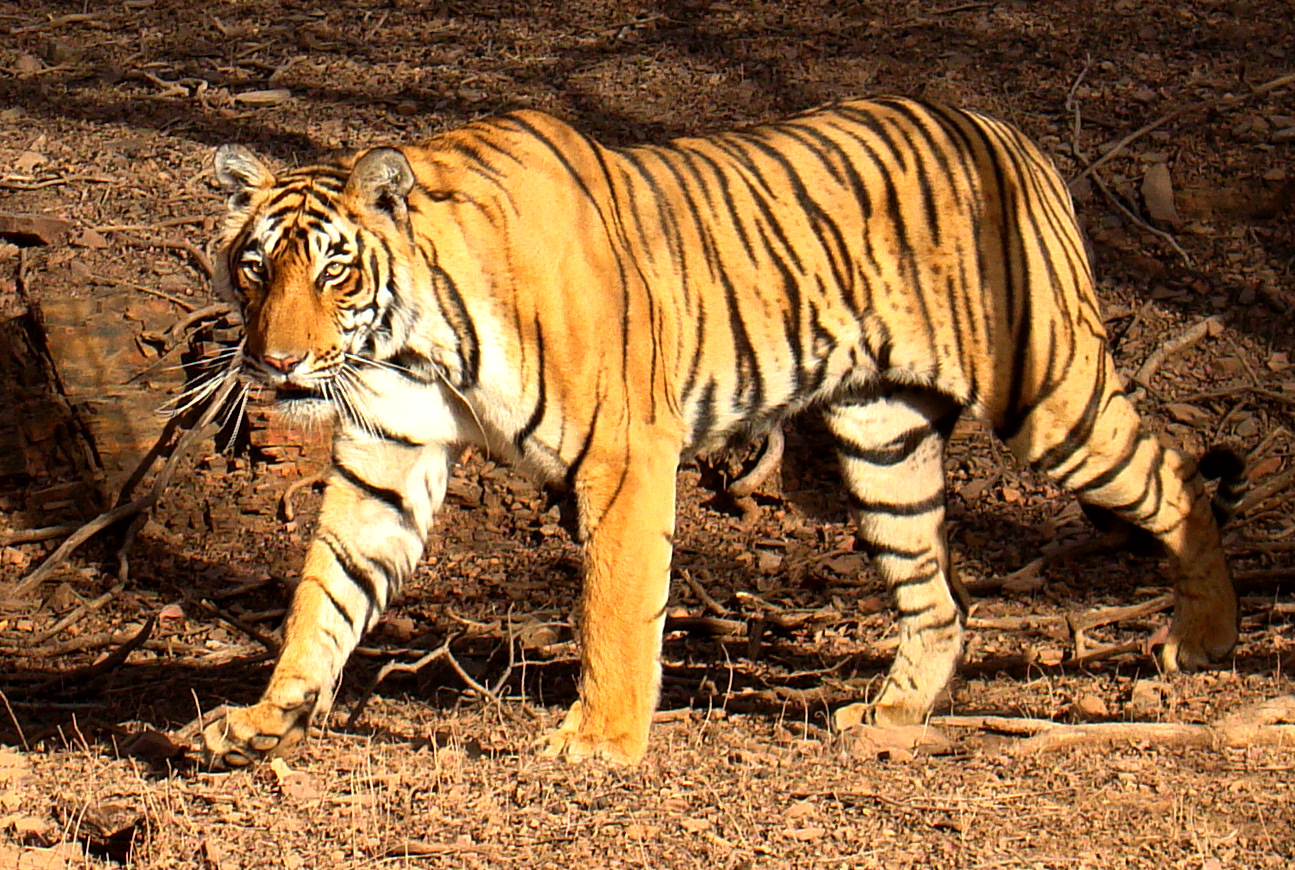
بنغلاديش هي موطن النمر الملكي البنغالي.

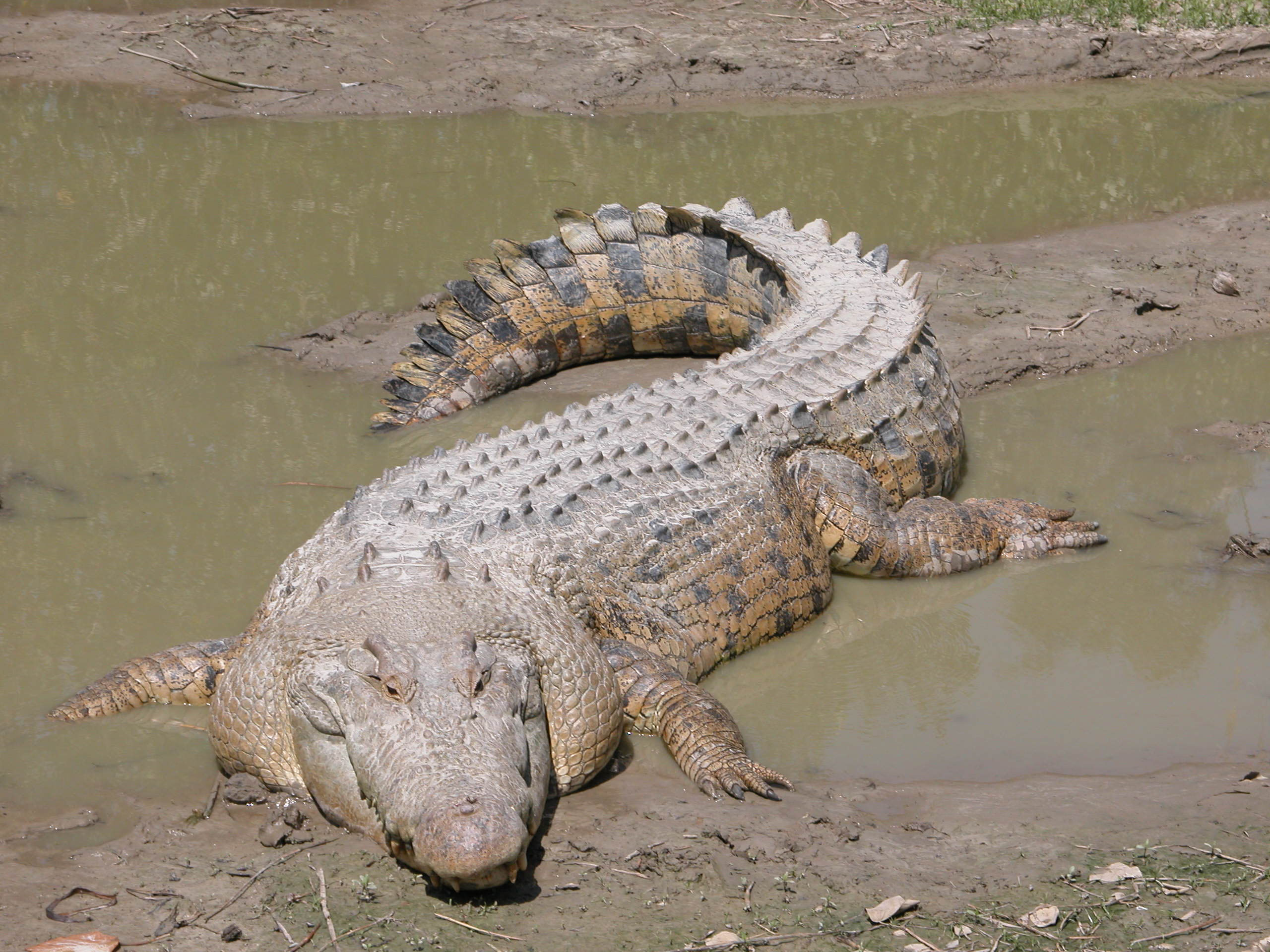
تمساح المياه المالحة هو أكبر الزواحف الحية على الإطلاق.

تعد بنغلاديش موطنًا للعديد من الثدييات المعروفة، مثل: النمر (الببر) البنغالي، والفيل الآسيوي، وقرود هولوك، والدب الأسود الآسيوي. ويعد تمساح المياه المالحة الموجود في سونداربانس، أكبر الزواحف الحية على الإطلاق، كما أن ناشر ملك (الكوبرا الملكية)، هي أطول ثعبان سام في العالم، والأصلة الشبكية (الثعبان الشبكي) هو الأطول بين جميع الثعابين. وتحتوي بنغلاديش على ما يقرب من 53 نوعًا من البرمائيات، و19 نوعًا من الزواحف البحرية، و139 نوعًا من الزواحف، و380 نوعًا من الطيور، و116 نوعًا من الثدييات، و5 أنواع من الثدييات البحرية. بالإضافة إلى العدد الكبير من الطيور، هناك 310 نوعًا آخر من الطيور المهاجرة التي تزيد أعداد الطيور كل عام. تعيش الغالبية العظمى من هذه المخلوقات حاليًا في منطقة من الأرض تبلغ مساحتها حوالي 150,000 كيلومتر مربع (58,000 ميل2) . الكلب البري الآسيوي، بات معرضًا للخطر الآن بسبب موطنه، وفقدان أنواع الفرائس، والاضطهاد البشري. ومن بين الأنواع الحيوانية البارزة التي اختفت من بنغلاديش، وحيد القرن ذو القرنين، والغور، والبانتنج، وأيل المستنقعات، والنيلجاي، والذئب الهندي، وجاموس الماء البري، وتمساح المستنقعات، والطاووس الشائع.
تقع غابة سونداربانس، والتي تعد أكبر غابة مانجروف في العالم، في جنوب غرب بنغلاديش. كما تعد منتزهات سونداربانس الوطنية من بين أحد مواقع التراث العالمي لليونسكو.

### محطات التلال
- جاتجام
- باندربان، جاتجام
- خاجراتشوري، جاتجام
- رانجاماتي، جاتجام
- جافلونج، سلهت
- مقاطعة سريمانجال، مولفيبازار
- دورجابور بيريسيري جارو هيل نيتراكونا

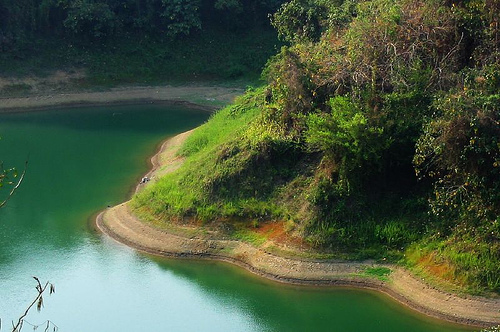
منظر لبحيرة كابتاي ، رانجاماتي

### البحيرات
- بحيرة دانموندي، دكا
- بحيرة فوي، جاتجام
- بحيرة كابتاي، رانجاماتي
- بحيرة مادوبور، مولفيبازار
- بحيرة موهامايا، جاتجام
- بحيرة فاتيري، جاتجام

## الشواطئ

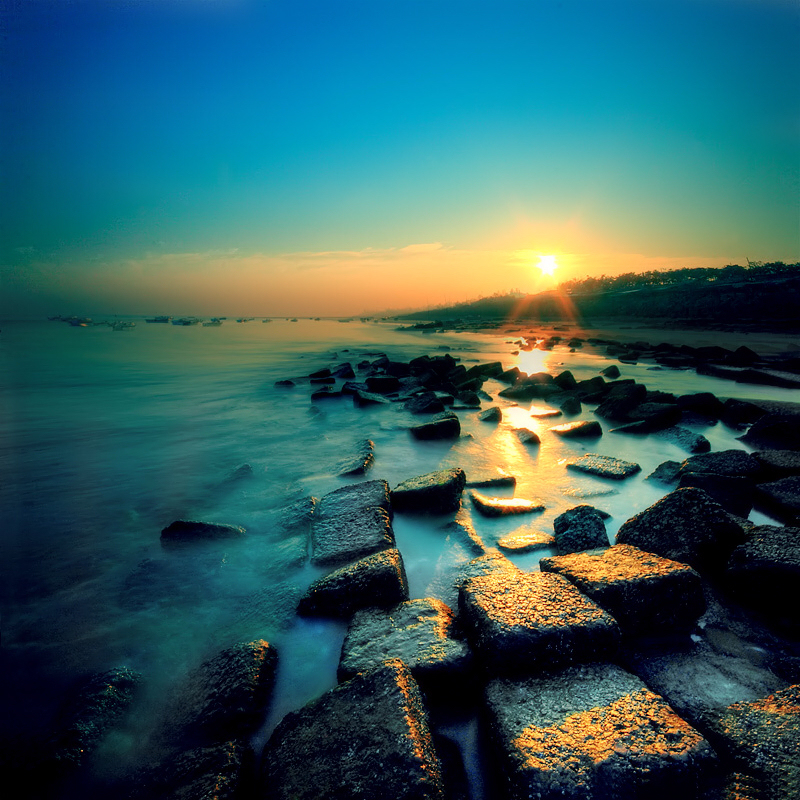
يقعشاطئ باتنجا سي في جاتجام

تتمتع بنغلاديش بمجموعة واسعة من الشواطئ الاستوائية. وتشتهر كوكس بازار بشاطئها الرملي الواسع والطويل، والذي يعتبر أطول شاطئ رملي طبيعي في العالم. ومن بين الشواطئ السياحية الشهيرة الأخرى في بنغلاديش:
- جزيرة سانت مارتن
- شاطئ باتينجا البحري
- شاطئ كواكاتا البحري
- نجم دويب

### الجزر

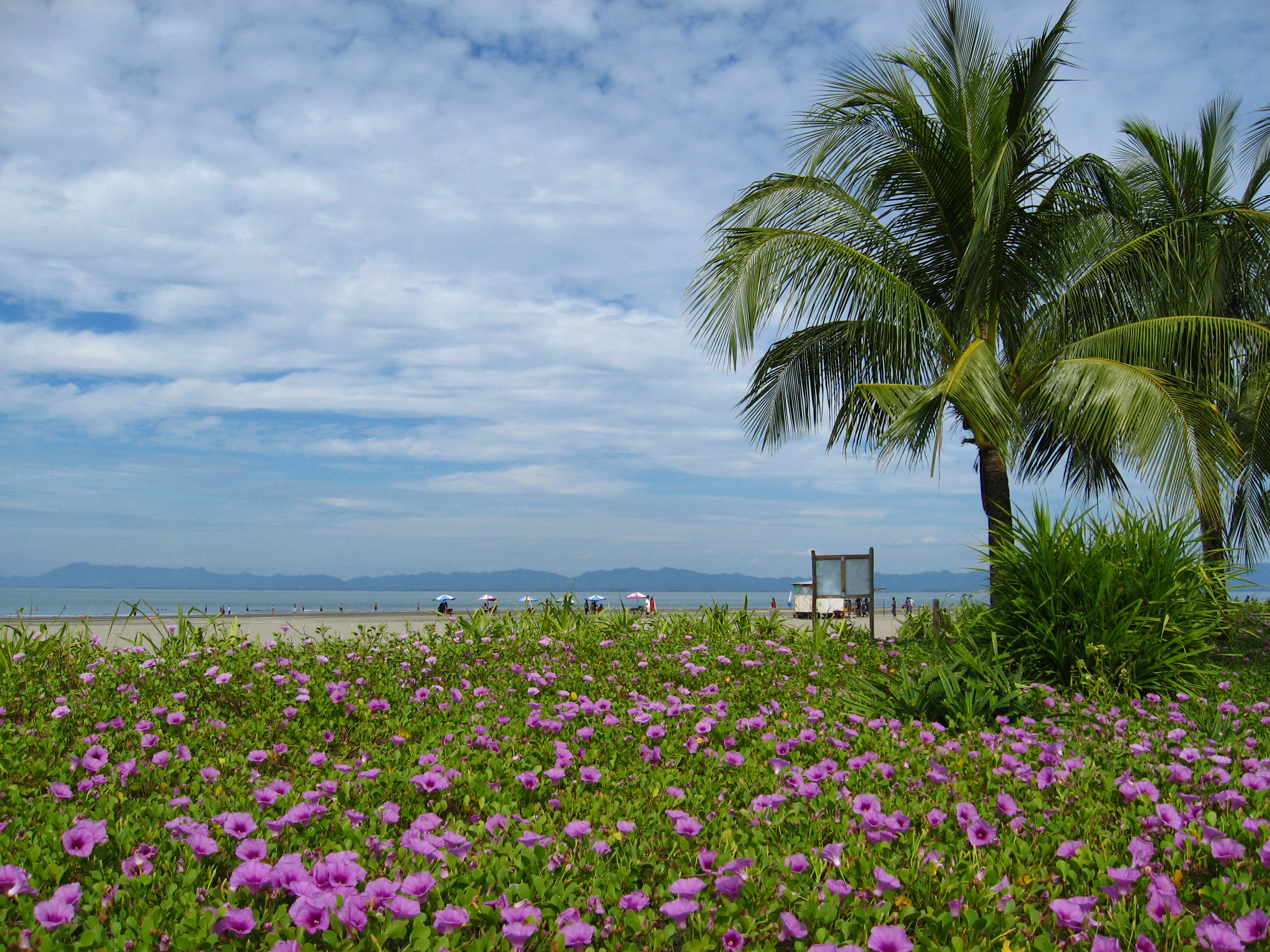
جزيرة سانت مارتن

تنتشر جزر بنغلاديش على طول خليج البنغال، ومصب نهر بادما. وهناك أكثر من 30 جزيرة في بنغلاديش. ومن بين هذه الجزر ذات المعالم السياحية الشهيرة:
- جزيرة سانت مارتن، سانت مارتن
- جزيرة شيرا، سانت مارتن
- جزيرة بهولا، بهولا
- جزيرة مانبورا
- نجوم دويب، هاتية، نواخالي
- جزيرة ساندويب، جاتجام
- جزيرة سوناديا، جاتجام

## أفلام الحملات السياحية
في يناير 2011م، أنتجت هيئة السياحة في بنغلاديش (راعية كأس العالم للكريكيت 2011م ) فيلمين قصيرين بعنوان "بنغلاديش الجميلة: مدرسة الحياة" . يتناول كلا الفيلمين رحلة سائح عبر بنغلاديش. مدة الفيلمين كانت 10 و3 دقائق. تم إخراج الفيلم الذي تبلغ مدته 10 دقائق، بواسطة "معين الحسين موكولMoinul Hossain Mukul"، في حين تم إخراج الفيلم الذي تبلغ مدته 3 دقائق بواسطة "غازي أحمد شبهروGazi Ahmed Shubhro". الفكرة والسيناريو،بواسطة "سيد جوسول علم شونSyed Gousul Alam Shaon".

## التسوق
في حين أصبح قماش الموسلين في دكا القديمة جزءًا من التاريخ، فإن منتجات اأخرى مثل: اللوحات المعاصرة، والأعمال الخشبية، وحصائر الشيتال (الحصير الذي يُشعر بالانتعاش)، وقطع الديكور المصنوعة من الخيزران، ومنتجات القصب وأصداف المحار، والزخارف الذهبية والفضية، والقطن، والحرير، والذهب، كما تحظى أيضًا الفضة، والجوت، والقصب، والأواني النحاسية، والدمى التقليدية، والسلع الجلدية، بتقدير عميق من محبي الفنون والحرف اليدوية الآن وعلى مدى القرون الماضية. بالإضافة إلى ذلك، تشتهر بنغلاديش باللؤلؤ الوردي.
يعد "جامونا فيوتشر بارك" مركزًا تجاريًا بارزًا يستحق الزيارة. تعد مدينة باشودارا، التي تم افتتاحها في عام 2004م، واحدة من أكبر مراكز التسوق في شبه القارة الهندية.

## معرض الصور

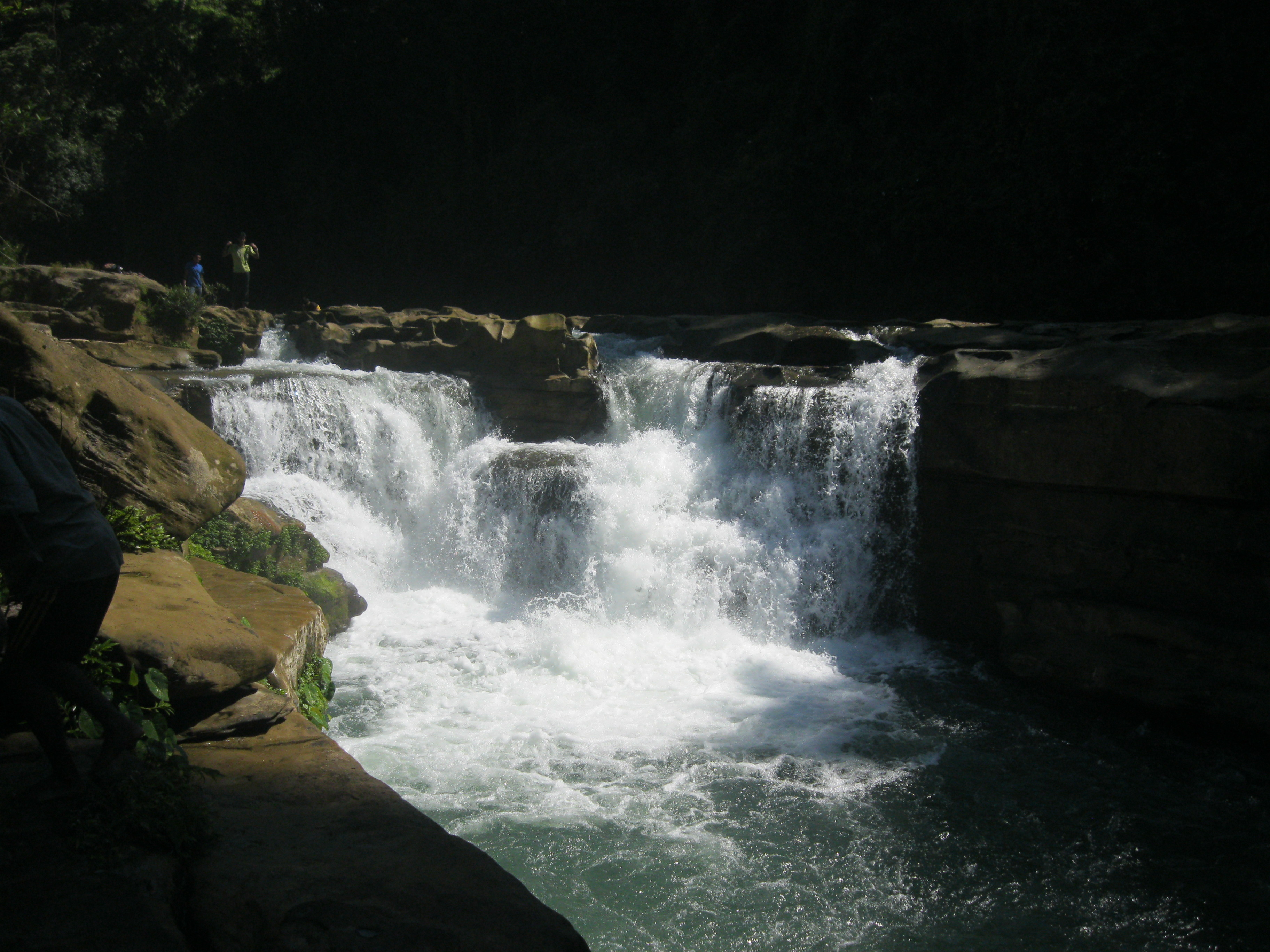
شلالات نافا خم ، بندربان شيتاغونغ
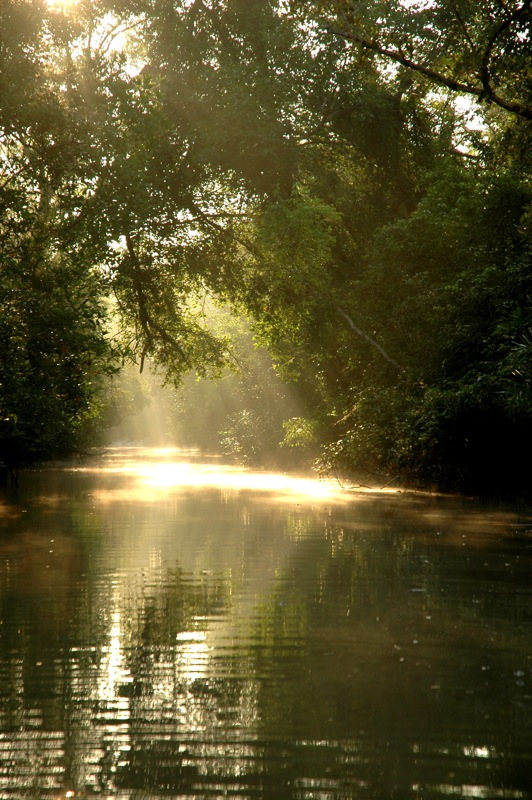
سونداربانس، أكبر غابات المانغروف
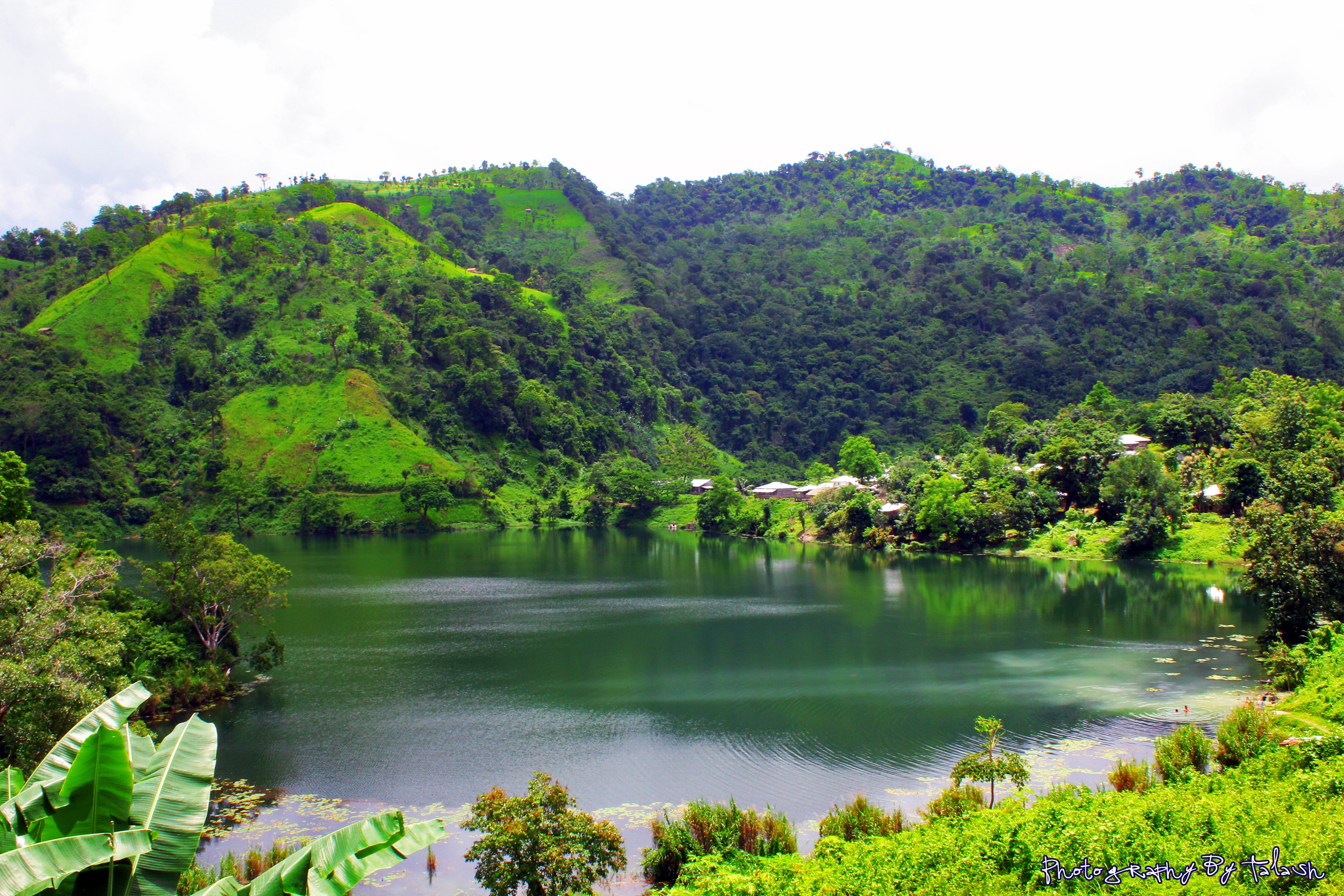
بحيرة بوغا في بندربان شيتاغونغ
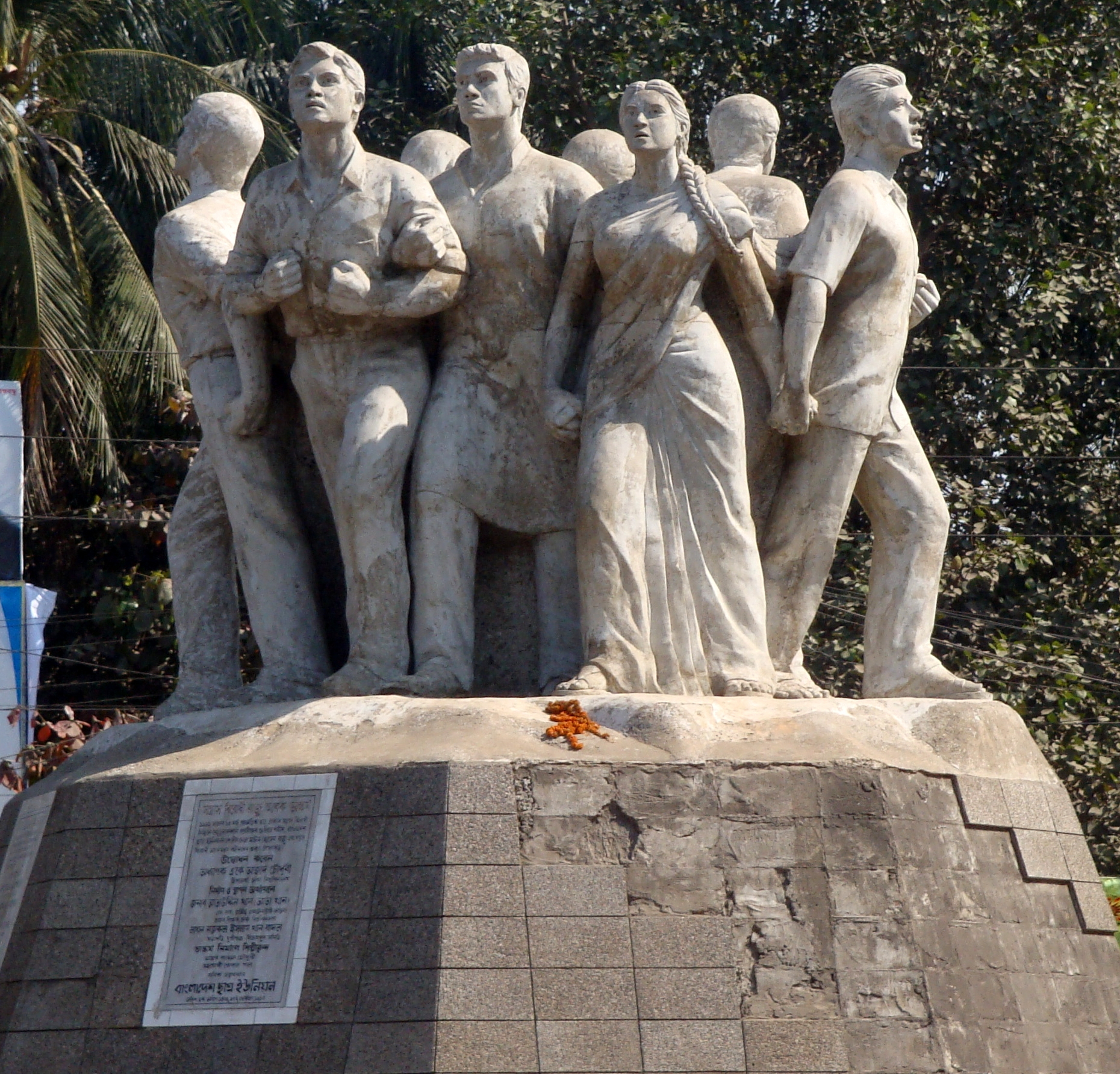
جامعة راجو بهاسكورجو دكا
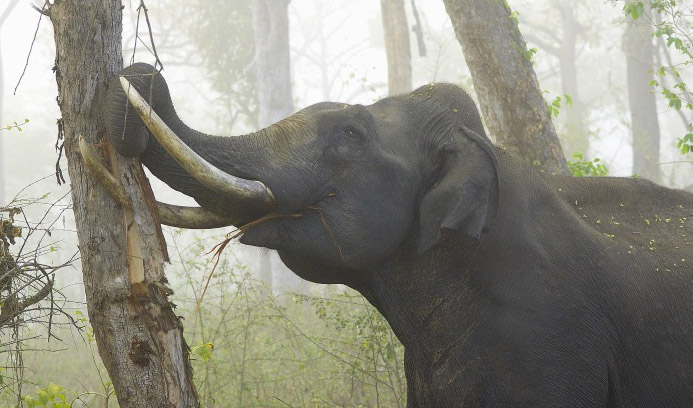
الفيل الآسيوي، يمكن رؤيته في شيتاغونغ
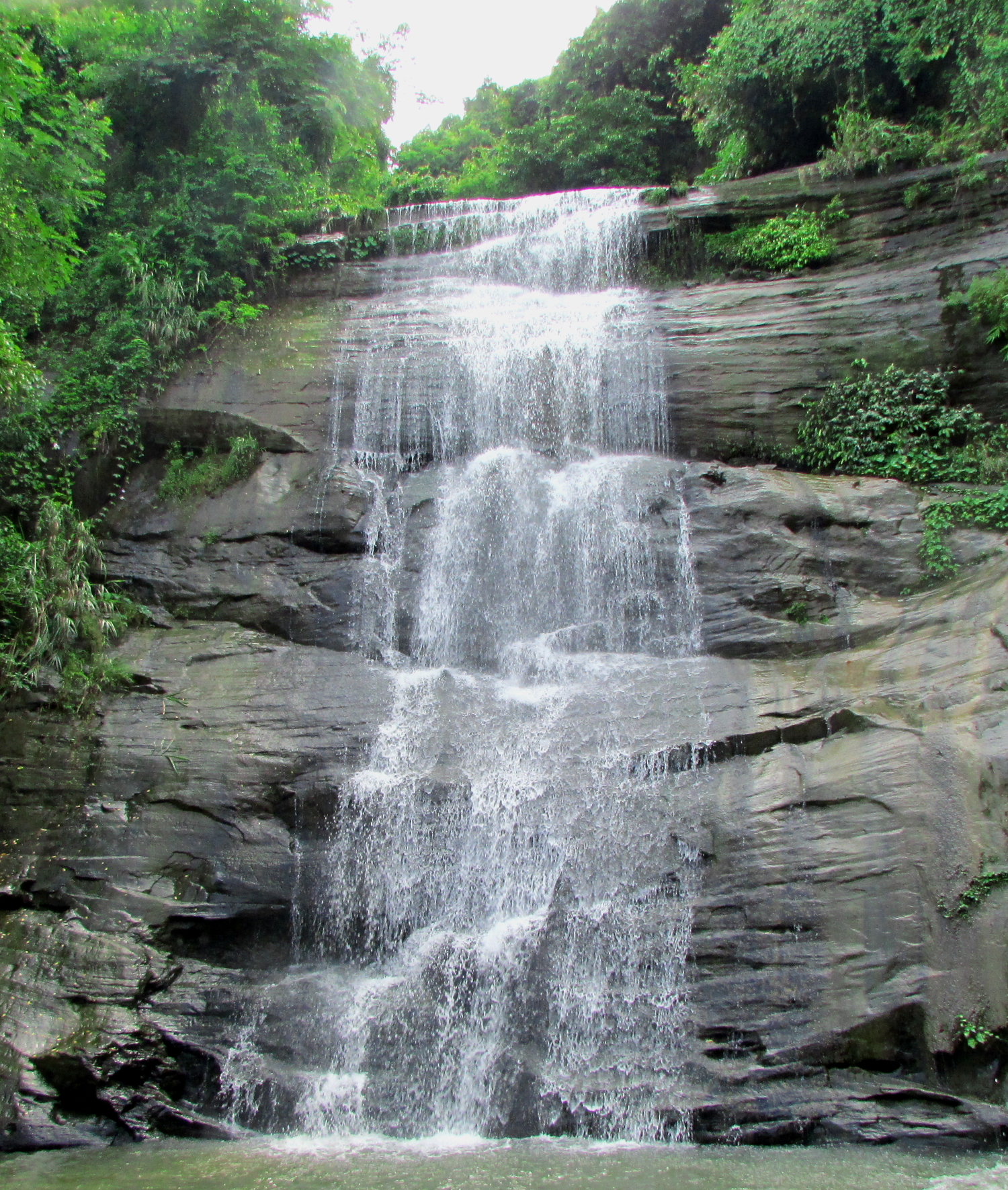
شلال خوياشورا، شيتاغونغ
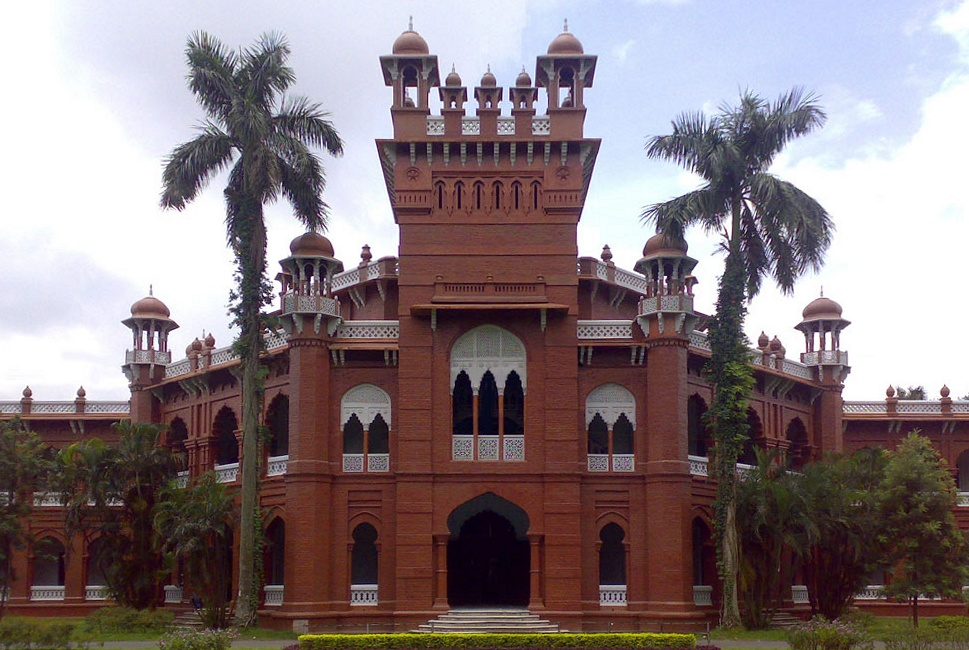
قاعة كيرزون في جامعة دكا
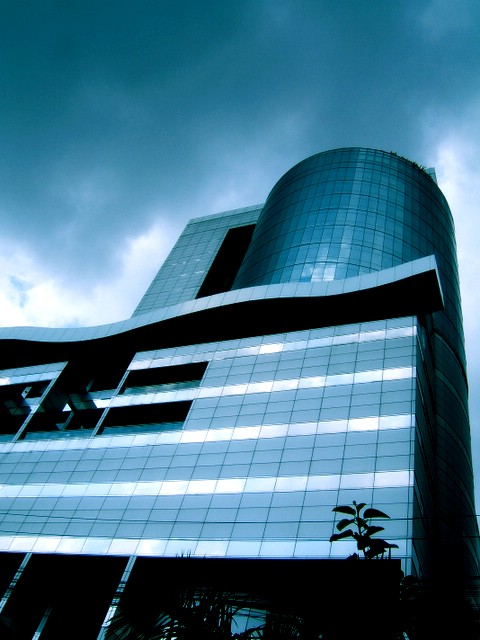
مدينة باشوندهارا ، أحد أكبر مراكز التسوق في جنوب آسيا
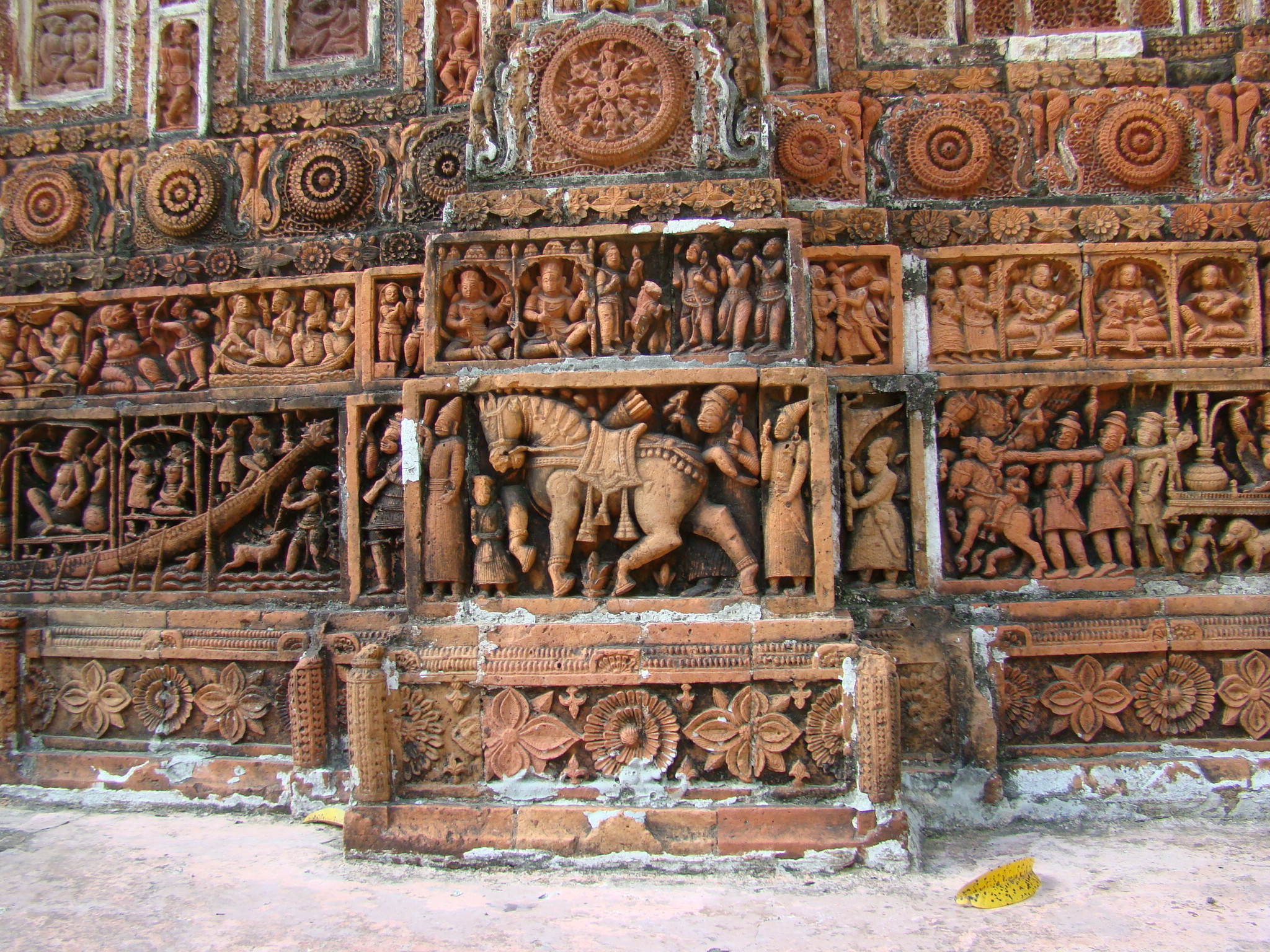
تصاميم من الطين خارج معبد كانتاجيو، ديناجبور
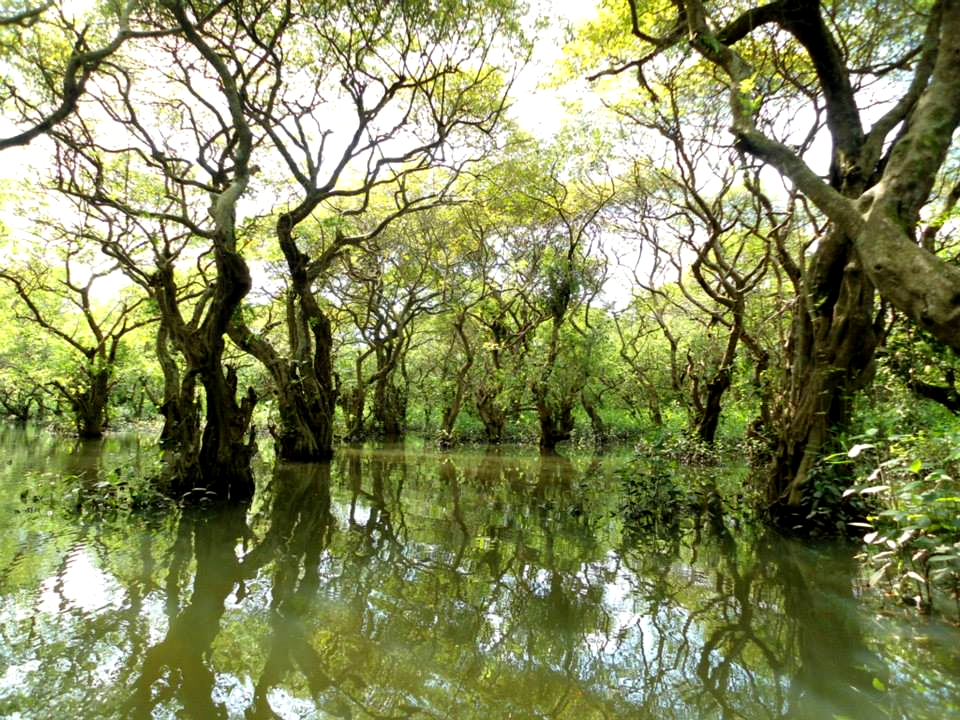
غابة مستنقع راتارجول ، سلهت
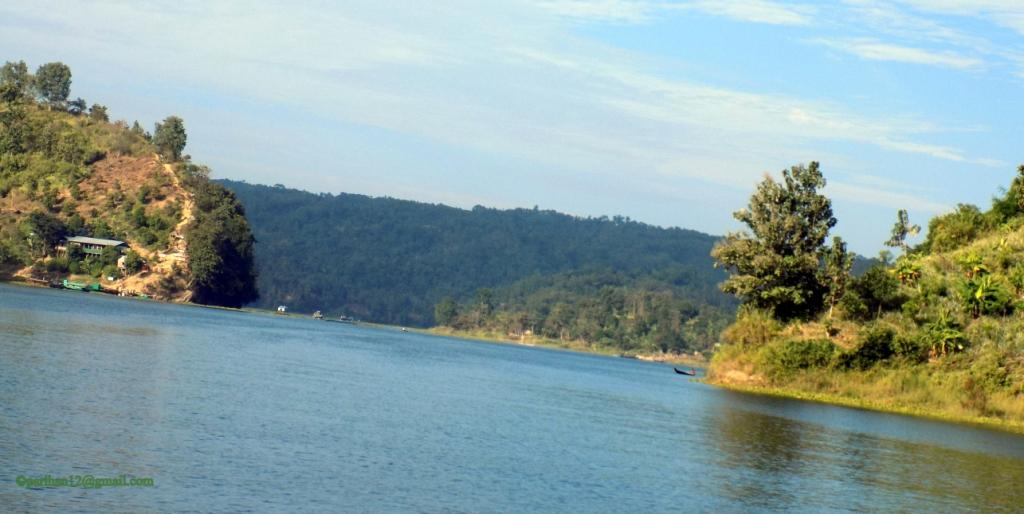
بحيرة رانجاماتي كابتاي، شيتاغونغ
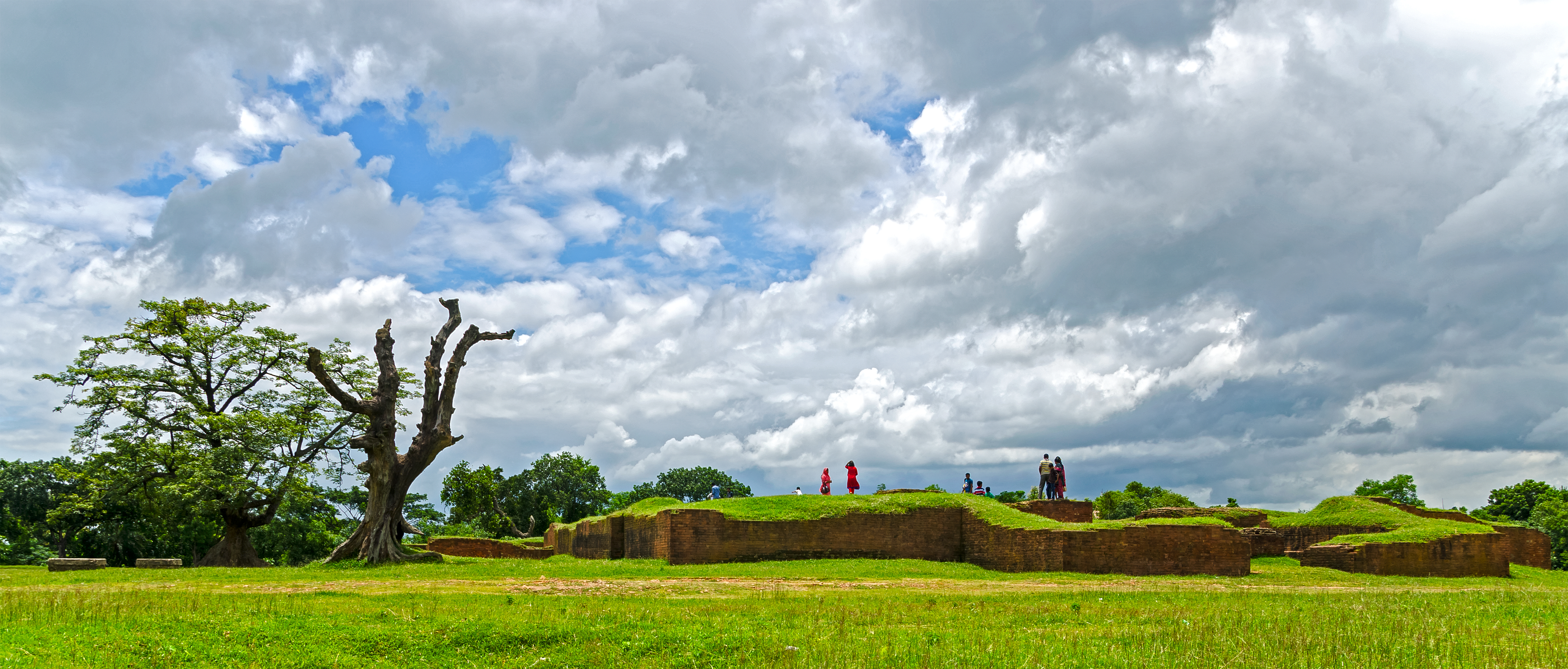
مايناماتي ، كوميلا
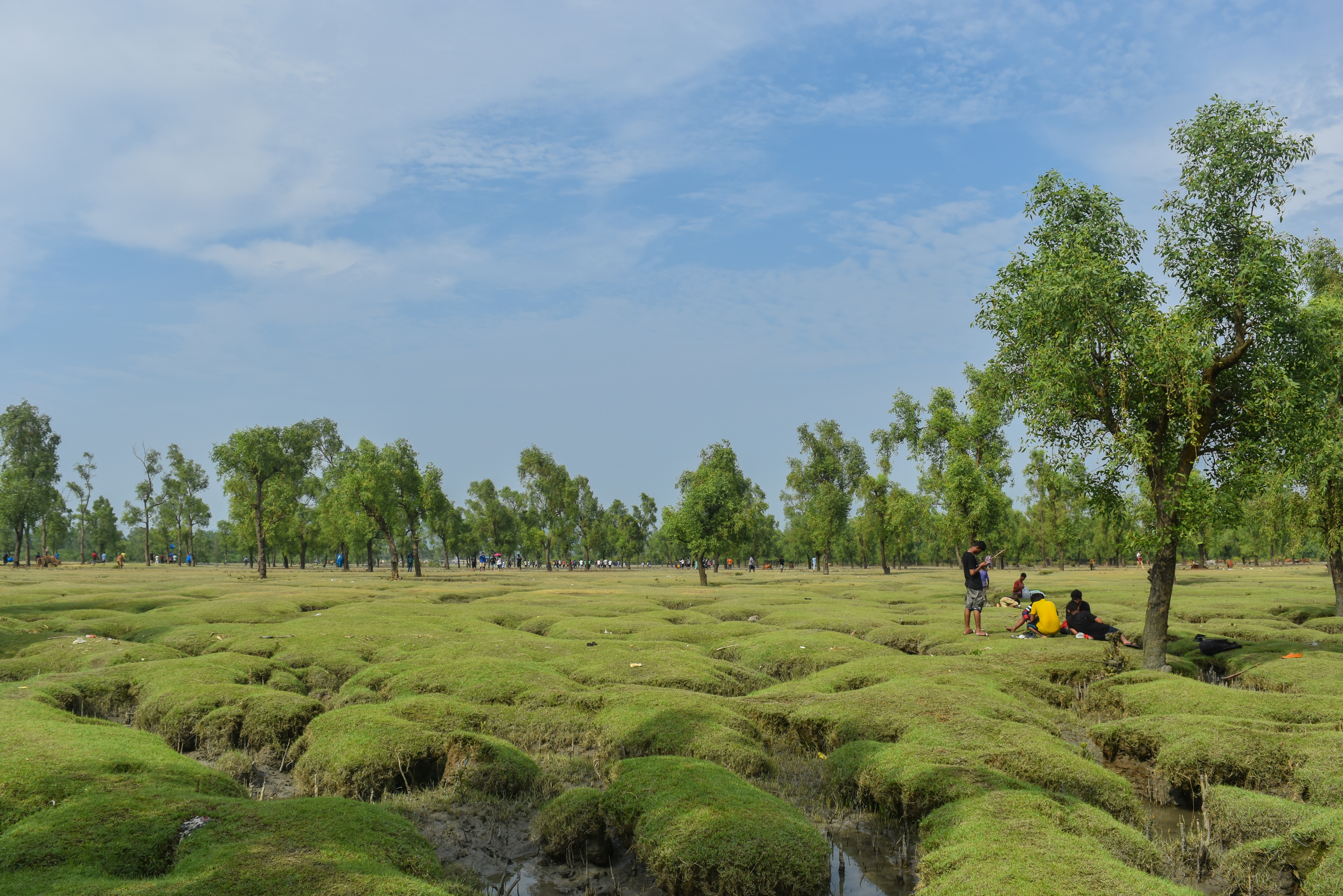
شاطئ جولياكالي البحري، شيتاغونغ

## روابط خارجية
- زيارة بنغلاديش.gov.bd
- الموقع الرسمي لشركة بنغلاديش بارجاتان (الموقع القديم)